# Умершие в январе 2020 года
Это список известных людей, соответствующих установленным критериям значимости (см. Википедия:Критерии значимости персоналий), умерших в январе 2020 года.
Причина смерти указывается лишь в исключительных случаях (убийство, самоубийство, гибель в результате военных действий, смертная казнь, ДТП или несчастные случаи). В остальных случаях — не указывается.

## 31 января

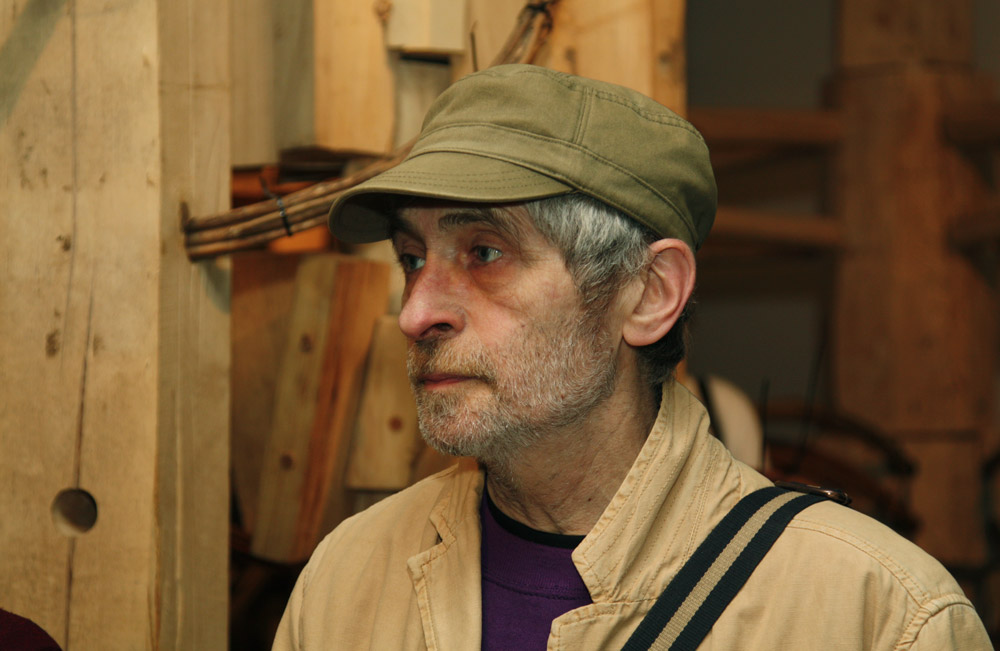
Валерий Айзенберг

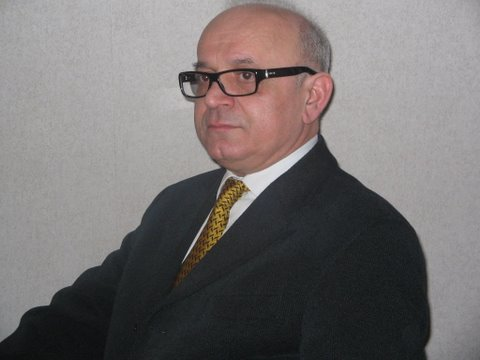
Мирза Хазар

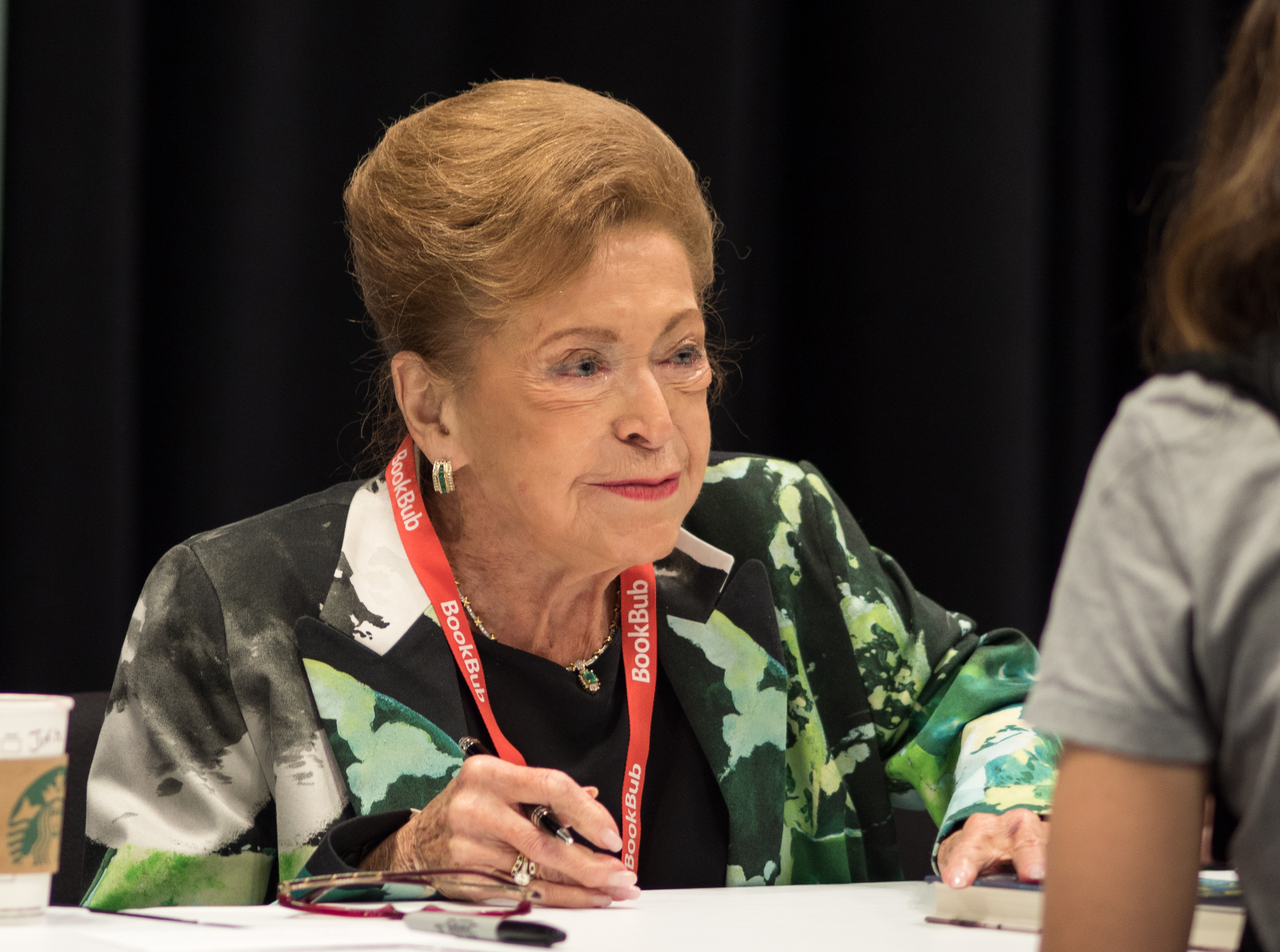
Мэри Хиггинс Кларк

- Айзенберг, Валерий Харитонович (72) — российский художник[1].
- Амбарцумов, Борис Владимирович (45) — российский борец греко-римского стиля, обладатель Кубка мира (1997; Тегеран), чемпион Европы (1998; Минск)[2].
- Делькур, Ги (72) — французский государственный деятель, депутат Национального собрания Франции (2007—2017), мэр города Ланса (1998—2013)[3].
- Зубарев, Борис Матвеевич (98) — советский государственный деятель, первый заместитель министра геологии СССР (1976—1987)[4].
- Касумьян, Сергей Аванесович (79) — советский и российский хирург и деятель образования, доктор медицинских наук, профессор, заведующий кафедрой факультетской хирургии Смоленского государственного медицинского университета[5].
- Кикабидзе, Шота Варламович (81) — заслуженный тренер Грузии и России по вольной борьбе[6].
- Кокс Чамберс, Энн (100) — американская предпринимательница и дипломат, посол в Бельгии (1977—1981)[7].
- Макдональд, Джейк (70) — канадский писатель[8].
- Мелли, Андре (87) — британская актриса[9].
- Мирза Хазар (72) — радиожурналист, публицист, переводчик Библии на азербайджанский язык[10].
- Михеев, Юрий Александрович (83) — советский и российский конструктор, доктор экономических наук, профессор[11].
- Сабала, Сесар (58) — парагвайский футболист, игрок национальной сборной страны, участник чемпионата мира в Мексике (1986)[12].
- Сиверская, Любовь Стефановна (94) — советский строитель, Герой Социалистического Труда (1973)[13] Архивная копия от 7 марта 2020 на Wayback Machine.
- Становник, Янез (97) — словенский экономист, политик, Президент Президиума Социалистической Республики Словении (1988—1990)[14].
- Харрис, Алан (81) — британский актёр[15].
- Хиггинс Кларк, Мэри (92) — американская писательница[16].

## 30 января

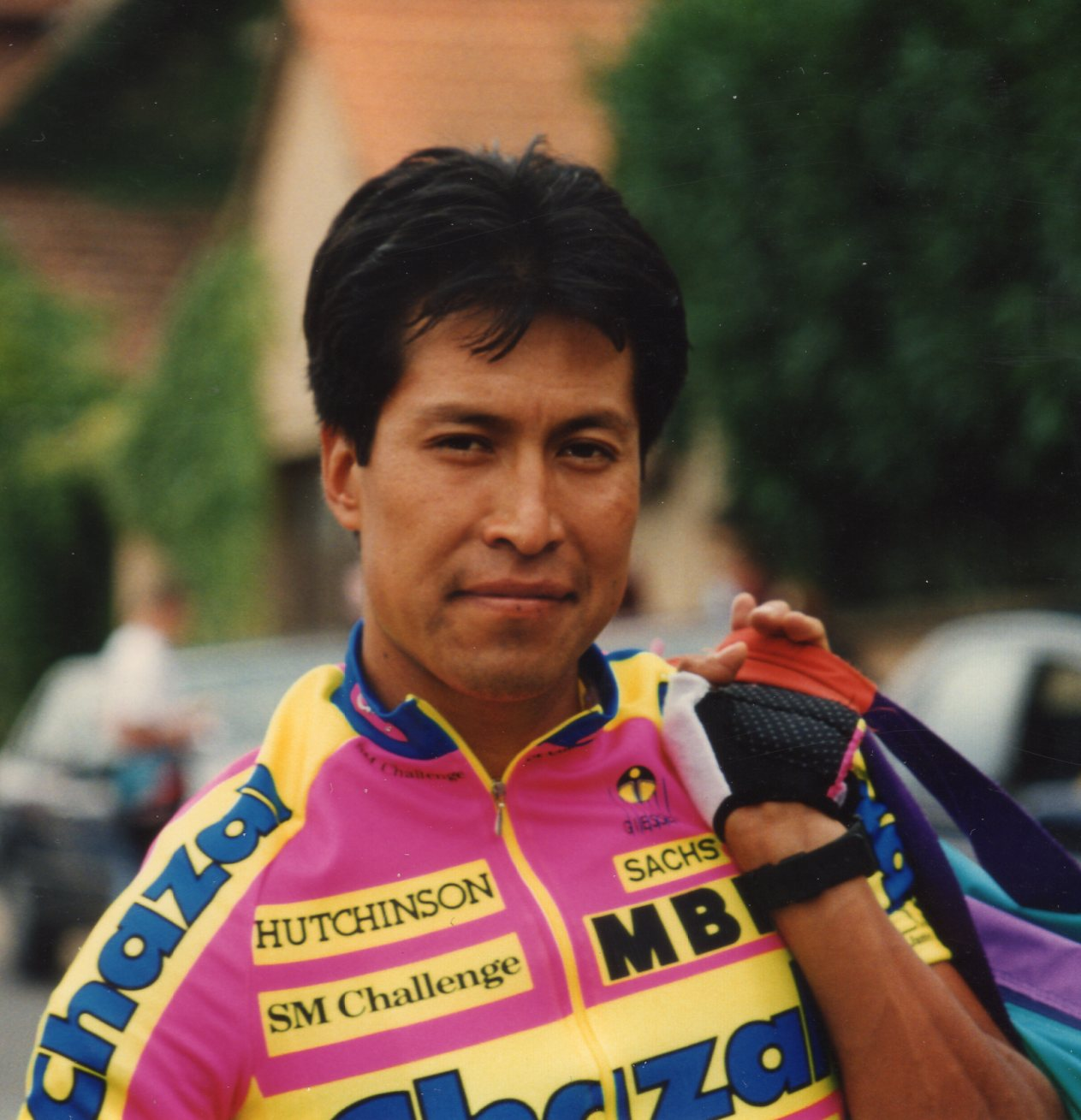
Мигель Арройо

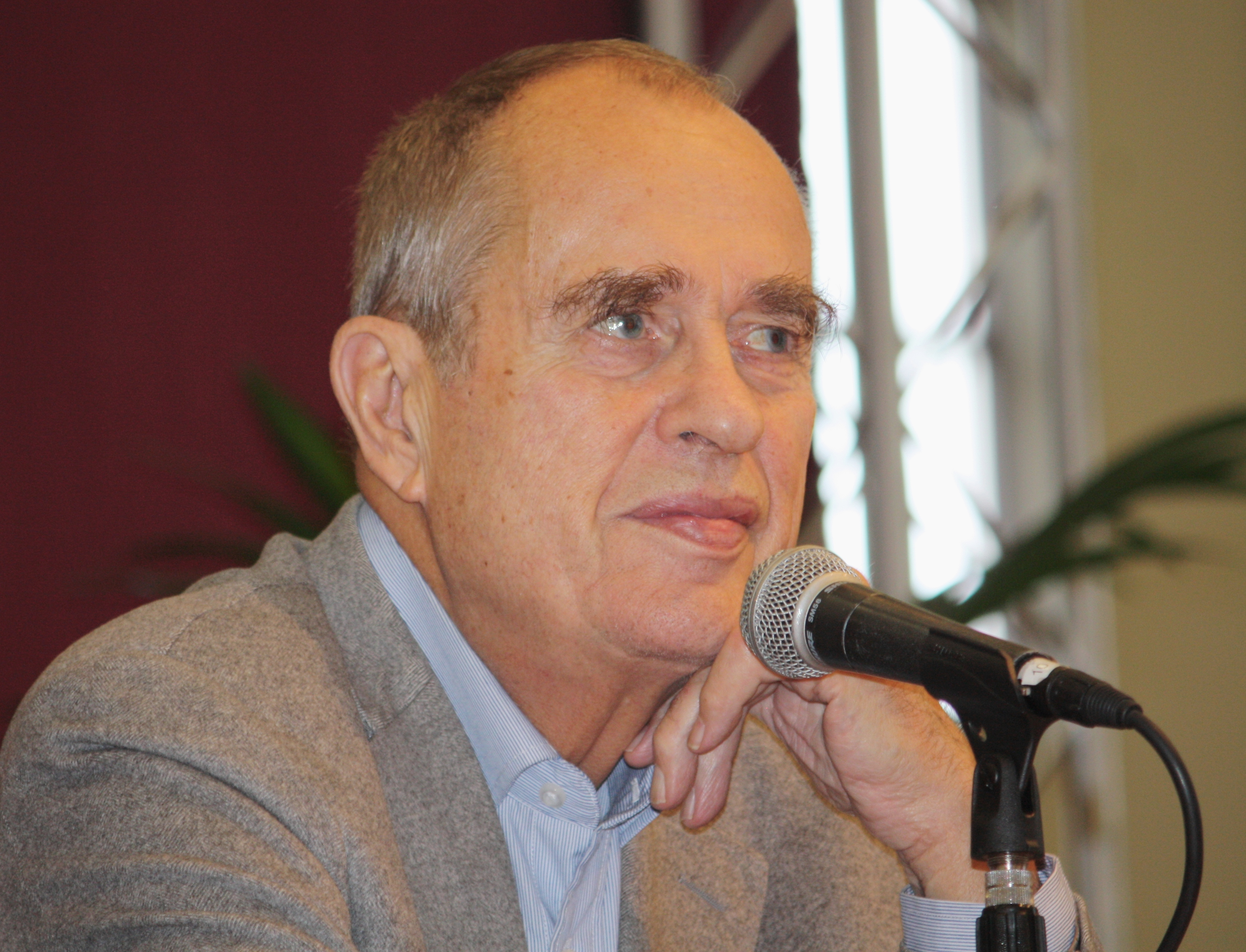
Йорн Доннер

- Абдулмуслимова, Сапият Абдулмуслимовна (71) — советская и российская дагестанская театральная актриса, артистка Даргинского музыкально-драматического театра имени О. Батырая, заслуженная артистка Российской Федерации[17].
- Андретти, Джон (56) — американский автогонщик[18].
- Арройо, Мигель (53) — мексиканский шоссейный велогонщик[19].
- Барбарин, Люсьен (63) — американский тромбонист[20].
- Бартулис, Видмантас (65) — советский и литовский композитор[21].
- Бойко, Виталий Фёдорович (82) — украинский государственный деятель, министр юстиции Украинской ССР—Украины (1990—1992), председатель Верховного суда Украины (1994—2002)[22].
- Гилберт, Барри (82) — английский инженер-электронщик[23].
- Добровский, Любош (87) — чехословацкий и чешский государственный деятель и дипломат, министр обороны Чехословакии (1990—1992), посол Чехии в России (1996—2000)[24].
- Доннер, Йорн (86) — финский писатель, кинорежиссёр и государственный деятель, депутат Европейского парламента (1996—1999)[25].
- Кочарова, Галина Вартановна (76) — советский и молдавский музыковед, заслуженный деятель искусств Республики Молдова[26][27].
- Мищенко, Борис Павлович (83) — советский самбист и дзюдоист, чемпион и призёр чемпионатов СССР по самбо, призёр чемпионатов Европы по дзюдо, заслуженный тренер Российской Федерации[28].
- Олива Гонсалес, Эрнейдо Андрес (87) — кубинский эмигрант, заместитель командира бригады 2506 во время высадки в заливе Кочинос на Кубе в апреле 1961 года[29].
- Сбоев, Александр Васильевич (96) — советский военный юрист, военный прокурор Московского округа ПВО (1978—1983), заслуженный юрист РСФСР (1971)[30].
- Свириденко, Иван Михайлович (74) — советский и российский врач, акушер-гинеколог Хакасского Республиканского клинического перинатального центра, заслуженный врач России[31].
- Сильверман, Фред (82) — американский телевизионный исполнительный директор и продюсер, президент American Broadcasting Company (1975—1978), президент и генеральный директор NBC (1978—1981)[32].
- Титов, Константин Григорьевич (100) — советский и латвийский актёр, артист рижского ТЮЗа (1959—1992)[33].
- Фаббри, Нелло (85) — итальянский шоссейный велогонщик[34].

## 29 января

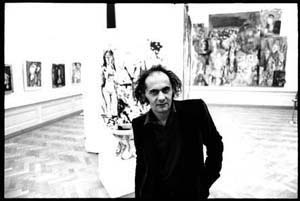
Цви Мильштейн

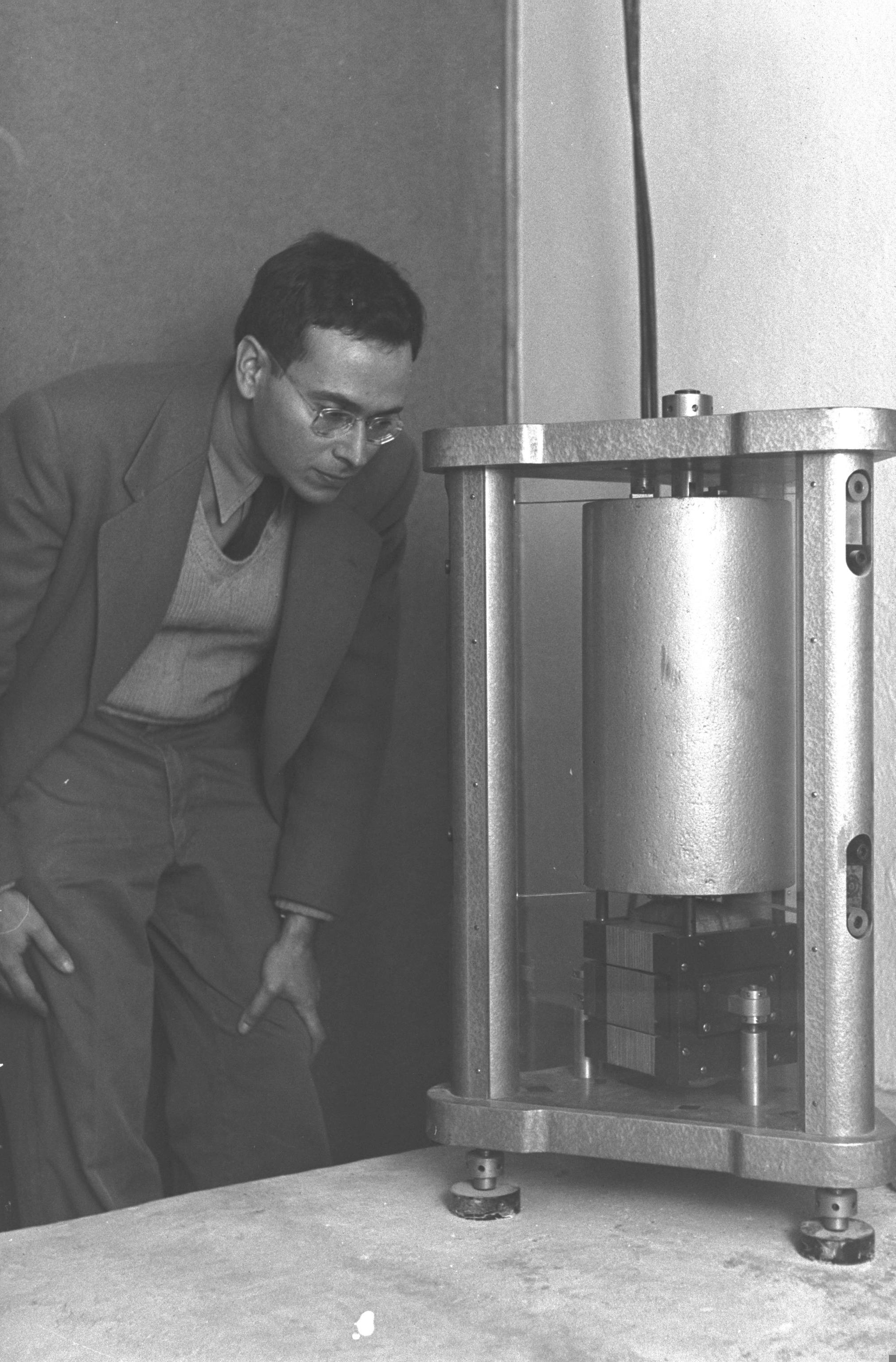
Франк Пресс

- Аль-Махмуд, Шейха — катарский государственный деятель, министр образования (2003—2009), первая женщина-министр Катара[35].
- Асмарян, Хачик (73) — армянский тренер по волейболу и спортивный деятель, президент Федерации волейбола Армении[36].
- Гасымов, Тофик Масим оглы (81) — азербайджанский государственный деятель, министр иностранных дел Азербайджана (1992—1993)[37].
- Георгиевский, Благоя (69) — югославский баскетболист, серебряный призёр летних Олимпийских игр в Монреале (1976) в составе сборной Югославии[38].
- Казеи, Недда (87) — американская оперная певица[39].
- Ларичева, Ирина Юрьевна (55) — российская спортсменка по стендовой стрельбе, восьмикратная чемпионка мира, заслуженный мастер спорта[40].
- Меерсон, Андрей Дмитриевич (89) — советский и российский архитектор, народный архитектор Российской Федерации (2001), академик РААСН[41].
- Мильштейн, Цви (Григорий Исаакович) (85) — французский дизайнер, художник и поэт[42].
- Нижарадзе, Семён Георгиевич (72) — российский дизайнер, академик РАХ[43].
- Пресс, Франк (95) — американский геофизик, член (1958) и президент (1981—1993) Национальной академии наук США, иностранный член РАН (1991; иностранный член АН СССР с 1988)[44].
- Седов, Борис Михайлович (86) — российский геолог и геофизик, доктор геолого-минералогических наук (1993), профессор[45].
- Цекленис, Яннис (82) — греческий модельер[46].
- Эйзенхауэр, Ларри (79) — американский футболист[47].

## 28 января

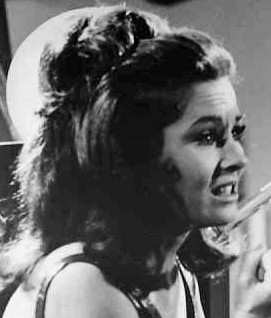
Мардж Дюсей

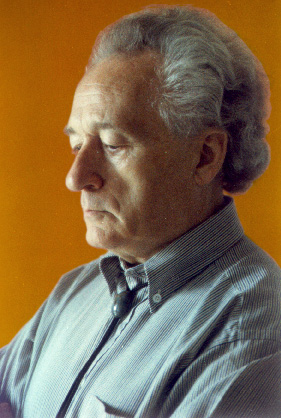
Отмар Мага

- Агеева, Светлана Алексеевна (79) — советская и российская актриса[48].
- Алабушев, Андрей Васильевич (64) — российский учёный в области земледелия и растениеводства, академик РАН (2016); убит[49].
- Валиахметов, Хусаин Хасанович (69) — советский и российский татарский писатель и журналист[50].
- Ван Вурен, Моника (92) — американская актриса и танцовщица[51][52].
- Вдовиченко, Константин Борисович (71) — советский и российский военный деятель, генерал-майор в отставке[53].
- Долман, Крис (58) — американский футболист[54].
- Дюсей, Мардж (83) — американская актриса[55].
- Каныгин, Александр Васильевич (84) — советский и российский геолог, член-корреспондент РАН (1991)[56].
- Клейн, Тео (99) — французский политический и культурный деятель, президент представительного Совета французских еврейских учреждений (1983—1989), директор парижского Музея искусства и истории иудаизма (2001—2011)[57].
- Котандис, Йоргос (74) — греческий актёр[58][59].
- Мага, Отмар (90) — немецкий дирижёр[60].
- Малик, Ямила (74) — индийская киноактриса[61].
- Мокуна, Леон (91) — бельгийско-конголезский футболист, выступавший за клубы «Спортинг Лиссабон», «Гент» и «Зюлте-Варегем»[62].
- Парсонс, Николас (96) — английский актёр, радио- и телеведущий[63].
- Самуйленко, Анатолий Яковлевич (71) — российский учёный в области ветеринарной вирусологии и промышленной биотехнологии, директор ВНИТИБП (1987—2018), академик РАСХН (2003—2013), академик РАН (2013)[64].
- Соснин, Пётр Иванович (74) — советский и российский учёный в области информационных технологий, доктор технических наук, профессор Ульяновского государственного технического университета[65].
- Таужнянский, Дэвид Григорьевич (71) — советский, украинский и американский театральный деятель, директор Одесского русского драматического театра[66].
- Торн, Дайан (76) — американская актриса[67].
- Фарнс, Пол (101) — британский военный лётчик, один из последних асов, участвовавших в битве за Британию во время Второй мировой войны[68].
- Фрэнк, Харриет младшая (96) — американская сценаристка и продюсер[69][70].
- Ятковский, Юрий Вячеславович (95) — советский, украинский и российский театральный режиссёр, режиссёр Крымского украинского театра драмы и комедии (1978—2011). Народный артист Украинской ССР[71].

## 27 января

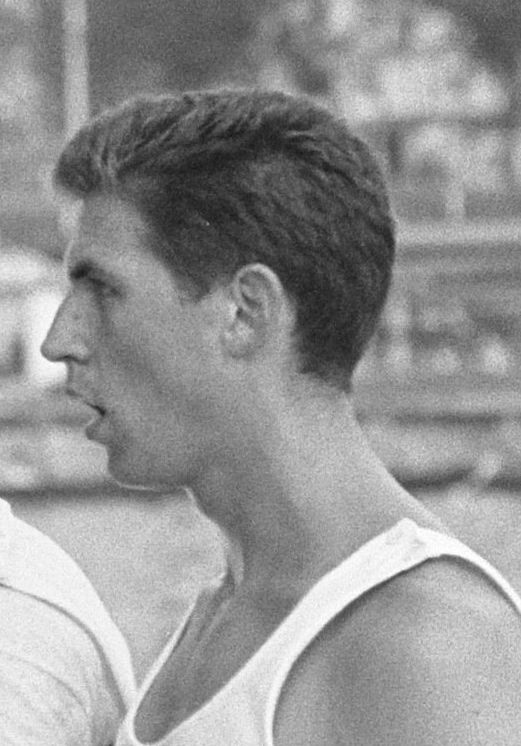
Хорст Майер

- Гольд, Марк Леонович (74) — советский и российский автогонщик и тренер по автоспорту, заслуженный тренер Российской Федерации[72].
- Гудавичюс, Эдвардас (90) — литовский историк, доктор исторических наук (1989), профессор (1991)[73].
- Левитская, Надежда Григорьевна (94) — российский филолог и библиограф[74].
- Майер, Хорст (78) — западногерманский гребец академического стиля, чемпион летних Олимпийских игр в Мехико (1968), серебряный призёр летних Олимпийских игр в Токио (1964), двукратный чемпион мира, четырёхкратный чемпион Европы (о смерти стало известно в этот день)[75].
- Маллин, Рид (53) — американский музыкант, ударник Corrosion of Conformity[76].
- Мингарелли, Юбер (64) — французский писатель-романист[77].
- Мофокенг, Санту (64) — южноафриканский фотограф[78].
- Наранхо, Альберто (78) — венесуэльский музыкант и композитор, лауреат «Грэмми» (1992)[79].
- Ним, Юрий Александрович (78) — российский геофизик, доктор геолого-минералогических наук, профессор кафедры геофизических методов поисков и разведки МПИ СВФУ[80].
- Романдер, Хольдер (98) — шведский государственный служащий, комиссар национальной полиции (1978—1987)[81] (о смерти объявлено в этот день).
- Селезнёв, Виталий Евдокимович (80) — украинский актёр и режиссёр, главный режиссёр Винницкого музыкально-драматического театра (1986—2016), народный артист Украины (1993)[82].
- Сихарулидзе, Гомар Георгиевич (77) — советский и грузинский композитор, народный артист Грузинской ССР (1981)[83].
- Хоружа, Василий Константинович (86) — советский и российский передовик производства, Герой Социалистического Труда (1981)[84].

## 26 января

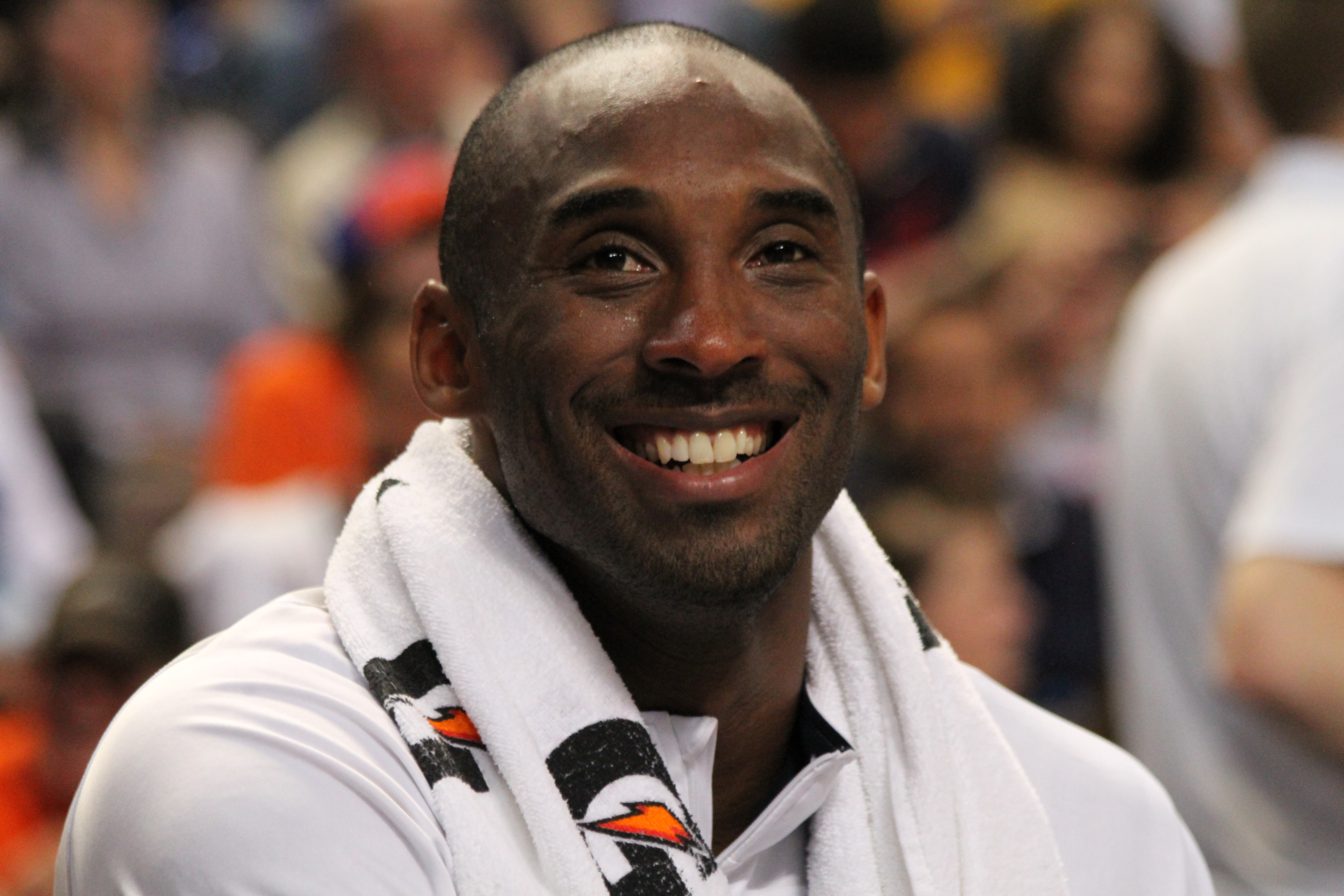
Коби Брайант

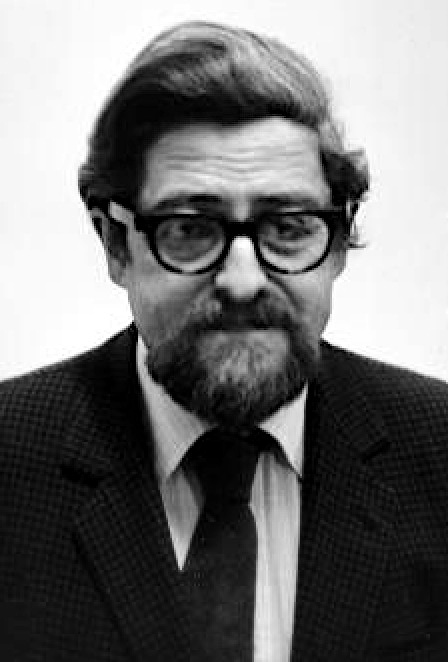
Луис Ниренберг

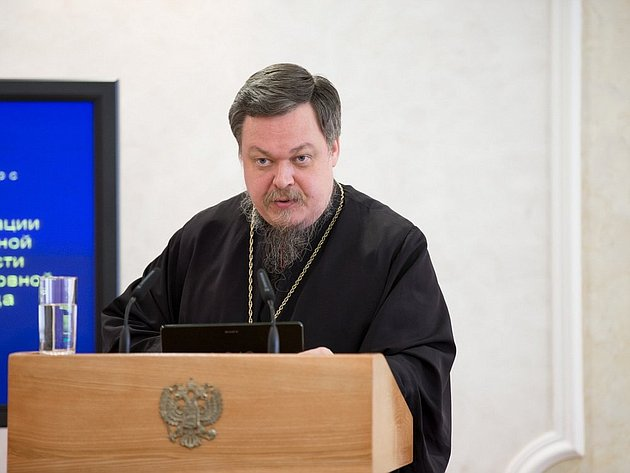
Всеволод Чаплин

- Бёрнс, Джек (86) — американский комик, писатель и продюсер[85].
- Биценко, Евгений Фёдорович (89) — советский и российский художник, заслуженный художник Российской Федерации (1996)[86].
- Брайант, Коби (41) — американский баскетболист, двукратный чемпион Олимпийских игр (2008, 2012), чемпион НБА (2000—2002, 2009, 2010), лауреат премии «Оскар» за лучший анимационный короткометражный фильм (2018); авиакатастрофа[87].
- Гусенков, Владимир Павлович (87) — советский и российский писатель[88].
- Иващенко, Анатолий Георгиевич (72) — советский и российский джазовый музыкант, композитор и писатель[89].
- Кэтти, Мишель (88) — французский певец и директор кабаре[90].
- Любкин, Глория (86) — американский учёный и научный журналист[91].
- Ниренберг, Луис (94) — американский математик, член Национальной академии наук США (1969), лауреат Абелевской премии (2015) (о смерти стало известно в этот день)[92].
- Семянников, Юрий Михайлович (40) — российский лыжник, бронзовый призёр Паралимпийских игр 1998[93].
- Стаднюк, Матвей Саввич (94) — священник Русской православной церкви, протопресвитер[94].
- Чаплин, Всеволод Анатольевич (51) — священник Русской православной церкви, протоиерей[95].
- Чомай, Ян (84) — словацкий писатель и журналист[96].
- Шейн, Боб (85) — американский гитарист и певец, сооснователь (The Kingston Trio)[97].
- Шорина, Нина Ивановна (86) — российский ботаник, доктор биологических наук (1994), профессор кафедры ботаники Института биологии и химии МПГУ[98].
- Штокбант, Исаак Романович (94) — советский и российский театральный режиссёр, основатель и художественный руководитель театра «Буфф», народный артист Российской Федерации (2003)[99].

## 25 января

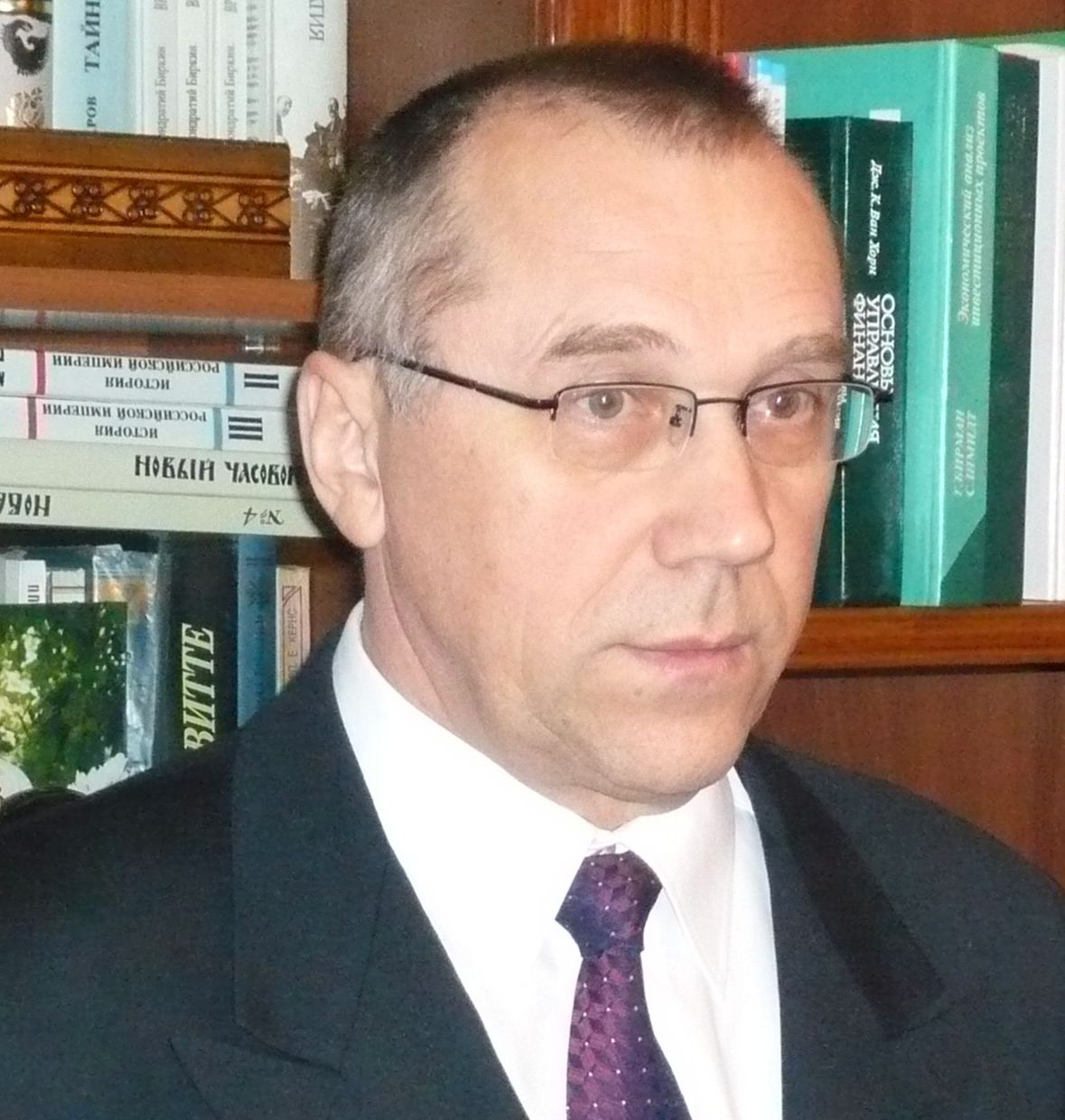
Валерий Ковалёв

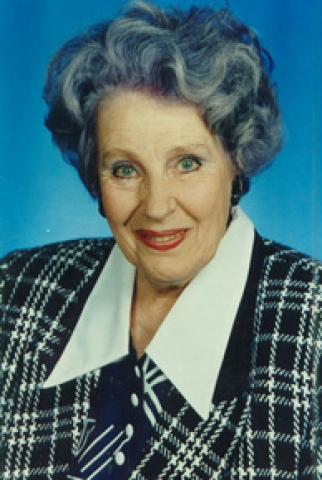
Идея Макаревич

Сергей Черныш

- Бакалов, Василий Иванович (90) — советский и российский конструктор вооружений, начальник и главный конструктор ЦКИБ СОО (1978—1997)[100].
- Гун, Геннадий Семёнович (80) — советский и российский учёный-металлург, доктор технических наук, профессор, заслуженный деятель науки РФ (1997), лауреат премии Правительства РФ в области науки и техники (1999)[101].
- Жолтанецкий, Рышард (68) — польский социолог и дипломат, посол Республики Польша в Греции и на Кипре[102].
- Закарян, Карпис (89) — турецкий профессиональный боксёр[103].
- Ип Чин (83) — китайский мастер боевых искусств, сын Ип Мана[104].
- Ковалёв, Валерий Викторович (71) — российский экономист, доктор экономических наук (1994), профессор кафедры статистики, учёта и аудита СПбГУ, заслуженный деятель науки Российской Федерации[105].
- Комаров, Фёдор Иванович (99) — советский военный терапевт, главный терапевт МО СССР (1972—1977), начальник Центрального военно-медицинского управления МО СССР (1977—1989), генерал-полковник медицинской службы (1977), академик АМН СССР—РАМН (1978—2013), академик РАН (2013), Герой Социалистического Труда (1980)[106].
- Макаревич, Идея Григорьевна (92) — советская и российская актриса, артистка Краснодарского театра драмы (с 1962 года), народная артистка РСФСР (1980)[107].
- Обрестад, Тур (81) — норвежский писатель и поэт[108].
- Одиянков, Евгений Германович (67) — советский и российский врач, главный врач Удмуртского республиканского кардиологического клинического диспансера, народный депутат РСФСР[109].
- Париджи, Нарчизо (92) — итальянский певец и актёр[110].
- Тамручи, Наталья Олеговна (65) — российский историк искусства и художественный критик[111].
- Черныш, Сергей Иванович (68) — советский и российский ученый-энтомолог[112].
- Четвериков, Владимир Юрьевич (69) — советский и российский футбольный тренер[113].

## 24 января

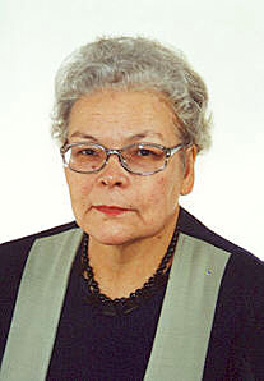
Валентина Верещагина

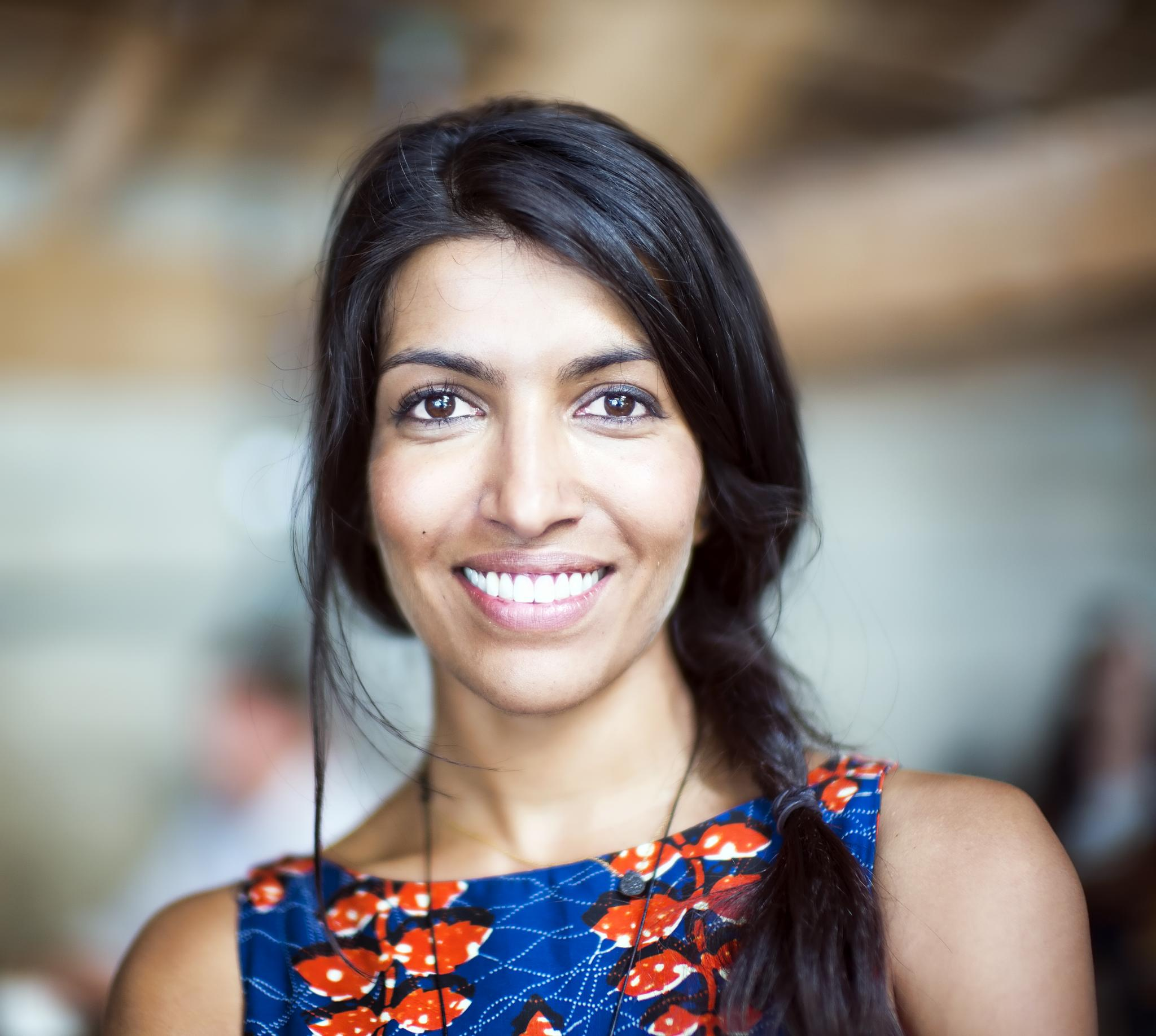
Лейла Джана

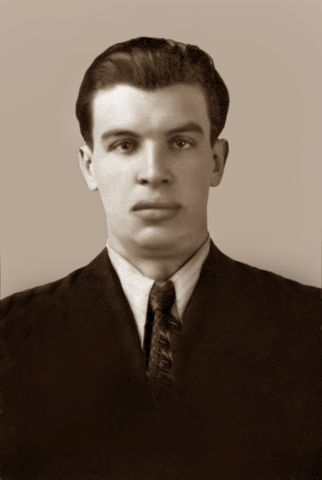
Александр Качанов

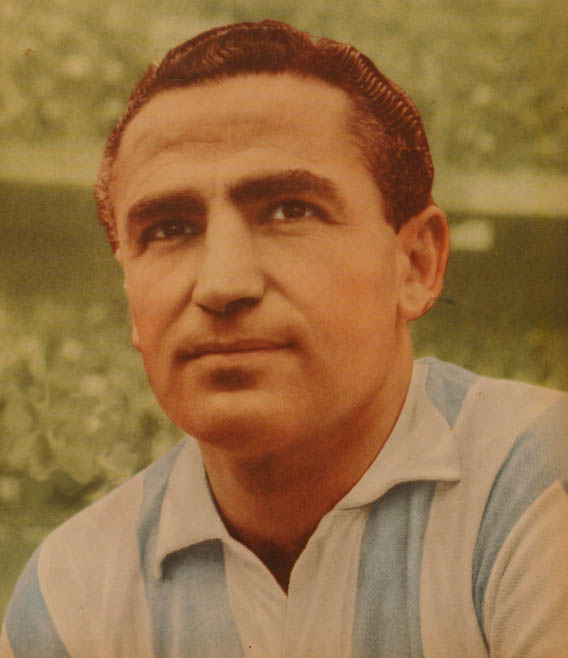
Хуан Хосе Писсути

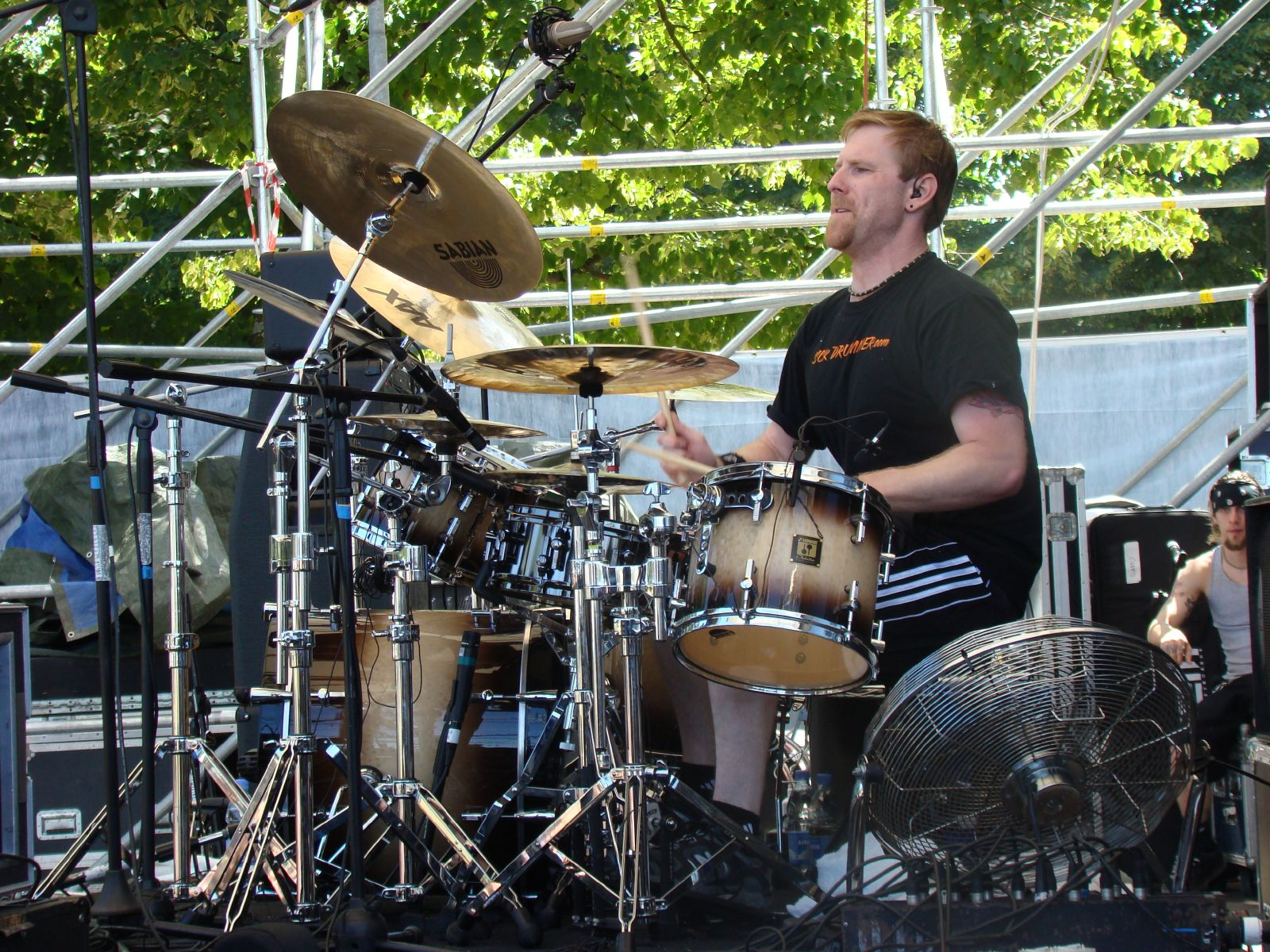
Шон Рейнерт

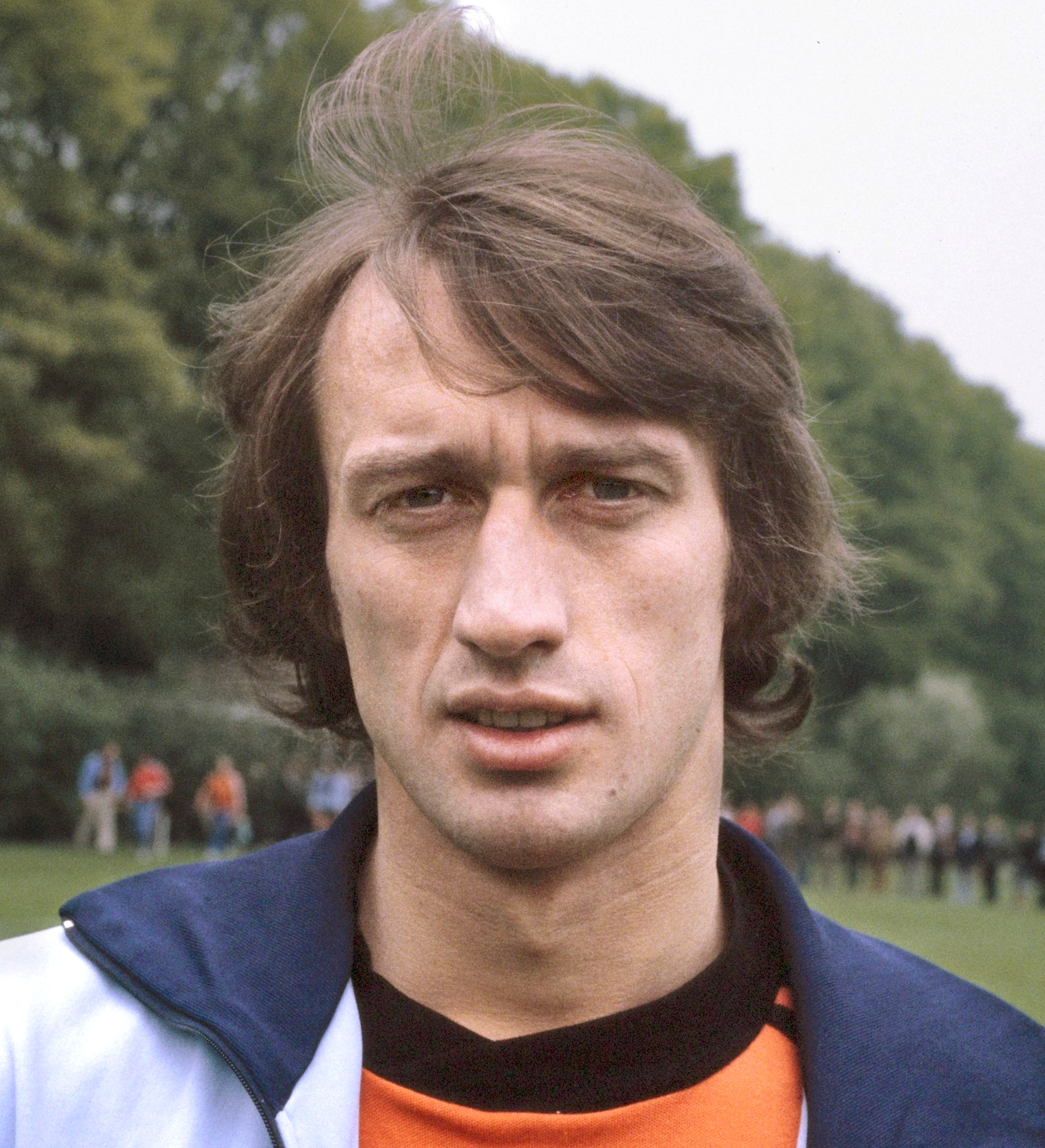
Роб Ренсенбринк

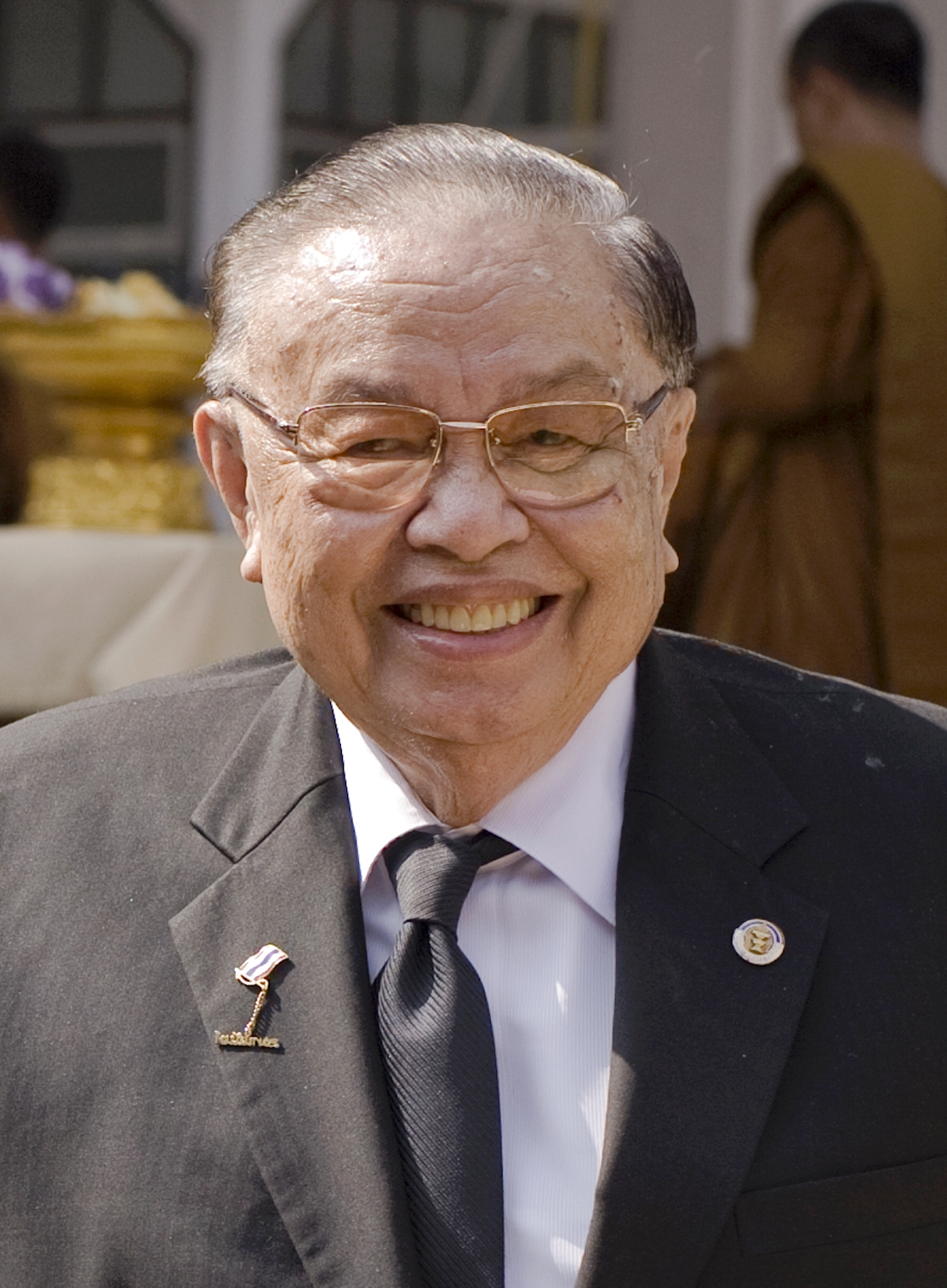
Чаи Читчоб

- Авагян, Роберт Овсепович (88) — советский и армянский физик, академик Национальной академии наук Республики Армения (1996)[114].
- Боначич, Дуе (90) — югославский гребец академического стиля, чемпион летних Олимпийских игр в Хельсинки (1952)[115].
- Верещагина, Валентина Александровна (82) — советский и российский биолог, доктор биологических наук (1981), заслуженный профессор Пермского университета[116].
- Власова, Ольга Александровна (61) — российский переводчик и литературовед-африканист[117].
- Герасимов, Богомил — болгарский писатель, журналист и дипломат, посол Республики Болгария в Мексике (1976—1982)[118].
- Гольдштейн, Герман (88) — американский криминолог и правовед, лауреат Стокгольмской премии в области криминологии (2018)[119].
- Гурфинкель, Виктор Семёнович (97) — советский, российский и американский физиолог, академик РАН (1994)[120] .
- Даниел, Андрей — болгарский художник[121].
- Джана, Лейла (37) — американская социальная предпринимательница и менеджер[122].
- Ибодинов, Хурсанд Ибодинович (75) — советский и таджикский астрофизик, член-корреспондент АН Таджикистана (2008)[123].
- Кастера, Жорж (83) — гаитянский поэт[124].
- Качанов, Александр Иванович (91) — советский партийный деятель, первый секретарь Краснодарского промышленного крайкома КПСС (1963—1964)[125].
- Колчинский, Эдуард Израилевич (75) — советский и российский философ и историк науки, доктор философских наук (1986), профессор[126].
- Кузнецов, Юрий Викторович (73) — советский и российский военнослужащий, участник Афганской войны, Герой Советского Союза (1982), генерал-майор[127].
- Ли Фанхуа (88) — китайский физик, действительный член Китайской академии наук (1993)[128].
- Ливанов, Георгий Александрович (85) — российский анестезиолог-реаниматолог и токсиколог, доктор медицинских наук (1984), профессор, заслуженный деятель науки Российской Федерации[129].
- Осадько, Игорь Сергеевич (81) — российский физик, доктор физико-математических наук (1978), профессор кафедры теоретической физики МПГУ[130].
- Писсути, Хуан Хосе (92) — аргентинский футболист и тренер, чемпион Южной Америки (1959), трёхкратный чемпион Аргентины (1958, 1961, 1962) в составе «Расинга», тренер национальной сборной (1970—1972)[131].
- Рейнерт, Шон (48) — американский музыкант-барабанщик[132].
- Ренсенбринк, Роб (72) — нидерландский футболист, серебряный призёр чемпионата мира в ФРГ (1974) и чемпионата мира в Аргентине (1978), бронзовый призёр чемпионата Европы в Югославии (1976)[133].
- Салама, Питер (51) — австралийский эпидемиолог, исполнительный директор Всемирной организации здравоохранения[134].
- Стравер, Эдвин (48) — нидерландский автогонщик, чемпион ралли «Дакар» (2019); последствия аварии[135].
- Тодадзе, Гоги (74) — грузинский театральный режиссёр[136].
- Хасаев, Хасан Гарунович (60) — украинский бизнесмен[137][138].
- Чаи Читчоб (91) — таиландский государственный деятель, президент Национальной ассамблеи и спикер Палаты представителей Таиланда (2008—2011)[139].

## 23 января

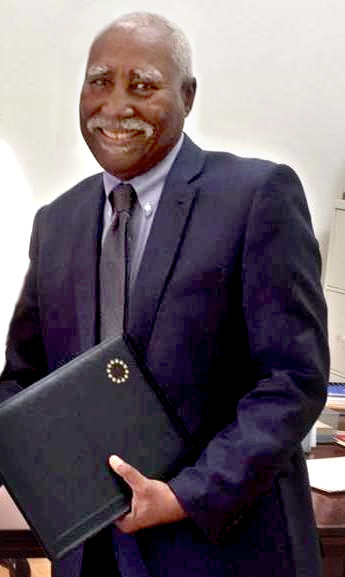
Фредерик Баллантайн

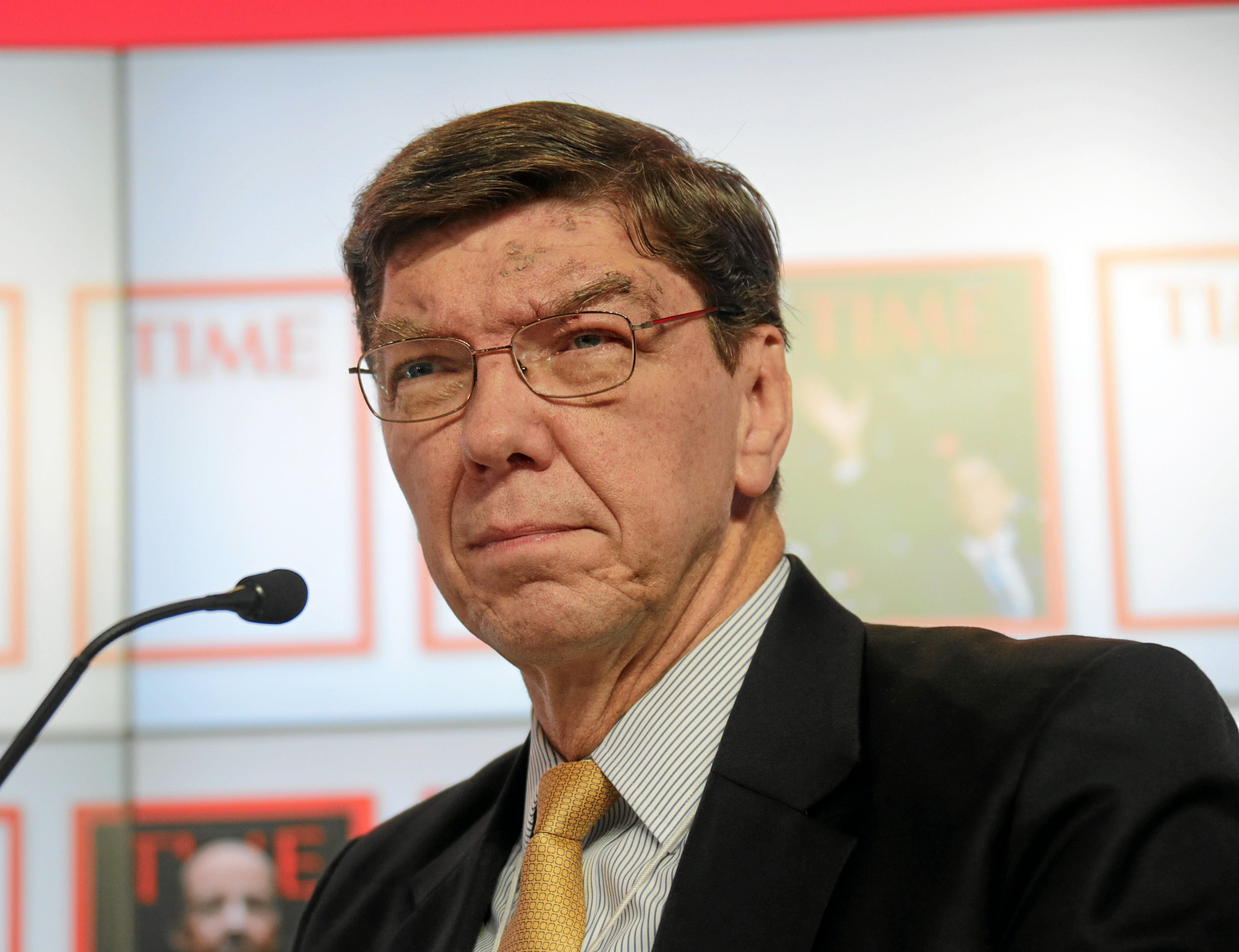
Клейтон Кристенсен

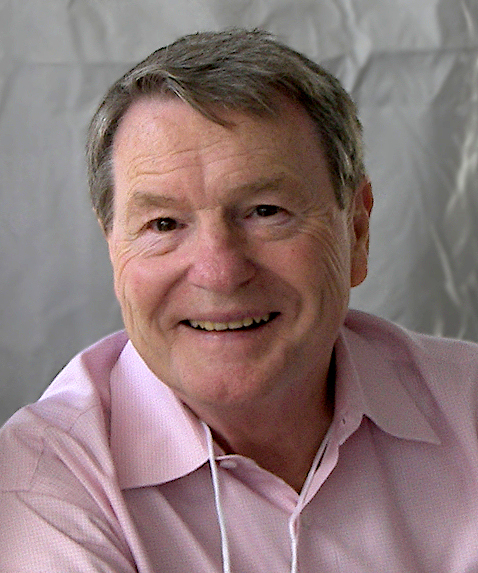
Джим Лерер

- Арчибальд, Роберт (39) — британский/шотландский баскетболист[140].
- Баллантайн, Фредерик (83) — генерал-губернатор Сент-Винсента и Гренадин (2002—2019)[141].
- Булгаревич, Сергей Борисович (78) — российский физикохимик, доктор химических наук (1985), профессор (1988)[142].
- Голдболд, Джейк (85) — американский государственный деятель, мэр Джэксонвилла (1978—1987)[143].
- Грибов, Александр Ильич (86) — советский и российский биолог, доктор биологических наук, профессор Хакасского государственного университета[144].
- Касас, Феликс (89) — испанский актёр[145].
- Кёрнер, Альфред (93) — австрийский футболист, выступавший за команду «Рапид» (1942—1959), семикратный чемпион Австрии, и за национальную сборную (1946—1958), бронзовый призёр чемпионата мира в Швейцарии (1954)[146] Архивная копия от 7 февраля 2020 на Wayback Machine.
- Константин (Фарантатос) (89) — епископ Элладской православной церкви, митрополит Неоионийский и Филадельфийский (1994—2014)[147].
- Кристенсен, Клейтон (67) — американский бизнес-теоретик, автор теории «подрывных инноваций»[148].
- Ларин, Александр Дмитриевич (84) — советский и российский архитектор, заслуженный архитектор РСФСР, член-корреспондент РААСН[149].
- Лерер, Джим (85) — американский журналист и писатель[150].
- Лёвушкина, Алла Ильинична (92) — советский и российский хирург-проктолог[151].
- Макдональд, Мишель (67) — американская модель, Мисс США 1971[152] Архивная копия от 27 марта 2019 на Wayback Machine.
- Мацура, Франц (95) — австрийский оперный певец (бас-баритон) и актёр[153].
- Наталини, Адольфо (78) — итальянский архитектор[154].
- Паузеванг, Гудрун (91) — немецкая писательница[155].
- Туоминен, Калеви (92) — финский баскетболист, тренер женской национальной сборной Финляндии по баскетболу[156].
- Урибе, Армандо (86) — чилийский юрист, дипломат и писатель, посол Чили в Китае (1971—1973), лауреат Национальной премии Чили по литературе (2004)[157].
- Фрёлинг, Фрэнк (77) — американский теннисист, финалист чемпионата США по теннису в одиночном (1963), парном (1965) и смешанном парном (1962 и 1965) разрядах, победитель Кубка Дэвиса 1971 года в составе сборной США[158]

## 22 января
- Борисов, Виктор Фёдорович (82) — старший тренер сборной Кыргызстана по лёгкой атлетике (с 2005 года), заслуженный тренер Киргизской ССР (1973)[159].
- Берниг, Герберт (88) — военно-морской деятель ГДР, начальник гидрографической службы Фольксмарине (1975—1990)[160].
- Веснин, Александр Фёдорович (80) — советский и российский художник[161].
- Гроссо, Сонни (89) — американский актёр и продюсер[162].
- Иванов, Олег Львович (58) — российский художник[163].
- Карлен, Джон (86) — американский актёр[164][165].
- Мурадян Задиг Мкртич Амбарцумович (89) — советский и армянский астрофизик, иностранный член НАН РА (2008)[166].
- Перов, Данила Юрьевич (51) — российский актёр, артист театра «Содружество актёров Таганки» (с 1994 года), заслуженный артист Российской Федерации (2012), сын Р. И. Рязановой[167].
- Таджуддин Саман (71) — малайзийский журналист[168].
- Фейгин, Владимир Исаакович (74) — советский и российский экономист[169].
- Янг, Мервин, Кроуфорд (88) — американский политолог[170].

## 21 января

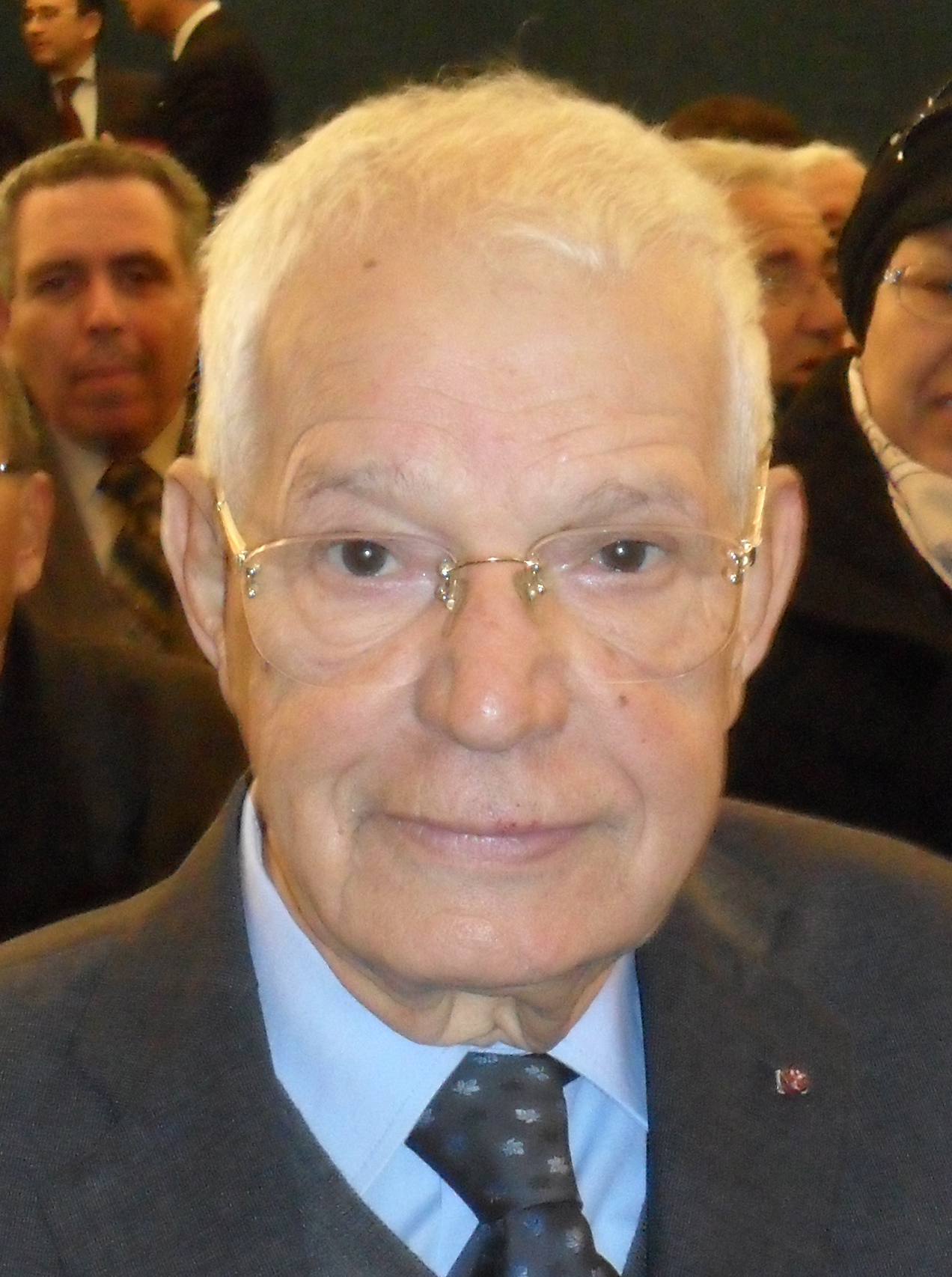
Хеди Баккуш

Терри Джонс

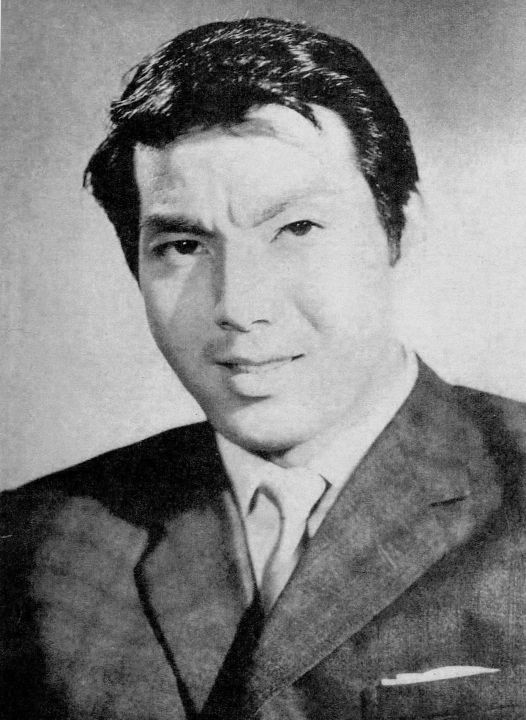
Дзё Сисидо

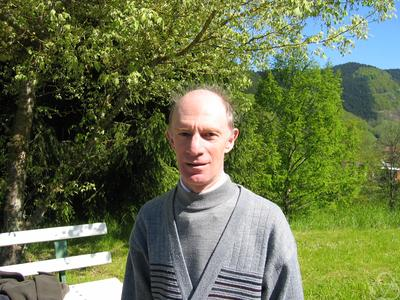
Борис Цирельсон

- Амундарай, Рауль (82) — венесуэльский актёр[171].
- Ангелаки-Рук, Катерина (80) — греческая поэтесса[172].
- Бандар ибн Мухаммад Аль Сауд (95) — принц Саудовской Аравии, двоюродный брат короля Салмана[173].
- Баккуш, Хеди (90) — тунисский государственный деятель, премьер-министр Туниса (1987—1989)[174].
- Бурханов, Камал Низамович (65) — казахстанский учёный и государственный деятель, депутат Мажилиса (2007—2016)[175].
- Вагнер, Теодор (92) — австрийский футболист, бронзовый призёр чемпионата мира в Швейцарии (1954)[176].
- Деморан, Себастьян (50) — французский журналист и кулинарный критик[177].
- Джонс, Терри (77) — валлийский актёр, писатель, драматург, кинорежиссёр, историк, член «Монти Пайтон»[178].
- Мартин, Вальтер (83) — итальянский шоссейный велогонщик[179].
- Месич, Златко (73) — югославский футболист, защитник[180].
- Муравьёв, Владимир Александрович (81) — советский и российский военачальник, заместитель Главнокомандующего РВСН РФ (1993—2000), генерал-полковник (1993)[181].
- Негре, Меричель (48) — испанская певица[182].
- Садике, Исмат Ара (77) — бангладешский государственный деятель, министр начального и среднего образования (2014), министр государственного управления (2014—2018)[183].
- Сигуа, Тенгиз Ипполитович (85) — грузинский государственный деятель, председатель Совета министров Грузинской ССР (1990—1991), премьер-министр Грузии (1992—1993)[184].
- Сисидо, Дзё (86) — японский киноактёр[185].
- Таксуорт, Иан (77) — австралийский государственный деятель, премьер-министр Северной территории (1984—1986)[186].
- Цирельсон, Борис Семёнович (69) — советский и израильский математик[187].
- Юнусова, Аида Муратовна (71) — советская и узбекская актриса, заслуженная артистка Узбекской ССР[188].

## 20 января

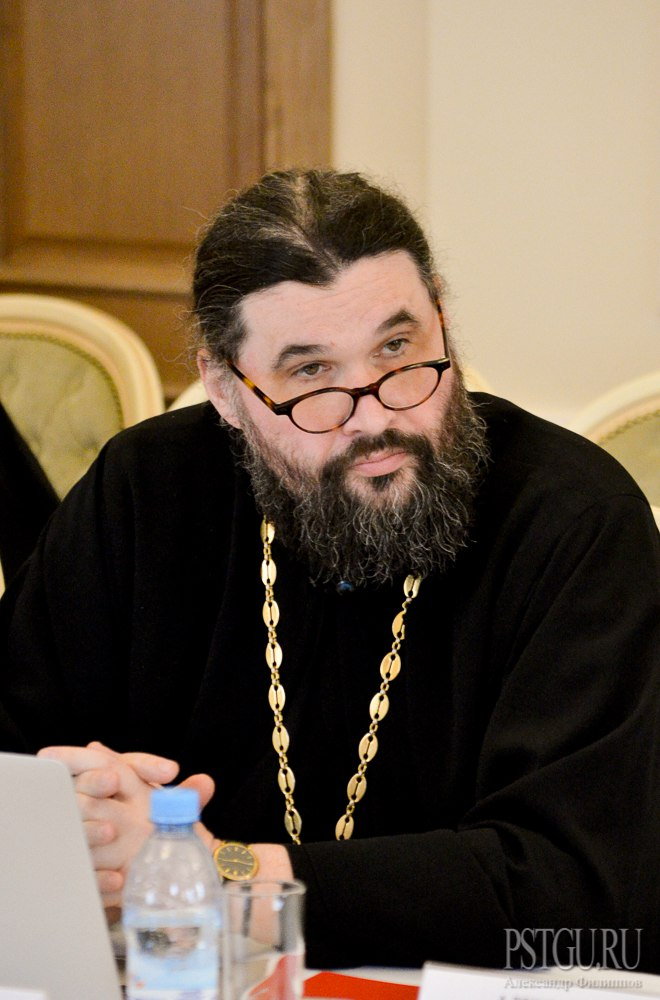
Георгий Ореханов

- Абаев, Анатолий Алексеевич (73) — советский и российский тренер по вольной борьбе, заслуженный тренер РСФСР (1986)[189].
- Винтер, Мик (65) — английский футболист, выступавший за клубы «Ноттс Каунти» и «Рексем»[190].
- Делуш, Жиль (71) — французский востоковед, президент Национального института языков и цивилизаций Востока (2001—2005)[191].
- Икаева, Берта Владимировна (93) — советская и российская актриса, артистка Северо-Осетинского театра драмы, народная артистка Северной Осетии[192].
- Караджа, Хайреттин (97) — турецкий эколог и общественный деятель[193].
- Кубера, Ярослав (72) — чешский государственный деятель, председатель Сената Чехии (с 2018 года)[194].
- Михайловский, Владислав Борисович (90) — советский футболист, советский и российский футбольный тренер[195].
- Ореханов, Георгий Леонидович (57) — российский богослов и историк, доктор церковной истории, доктор исторических наук, профессор, протоиерей Русской Православной Церкви[196].
- Соверн, Майкл (88) — американский деятель образования, президент Колумбийского университета (1980—1993)[197].
- Тверская, Людмила Владимировна (79) — украинский искусствовед, заслуженный работник культуры Украины[198].
- Фукс, Вольфганг (74) — немецкий писатель, автор комиксов и историк[199].
- Ханнесшлегер, Йозеф (57) — немецкий актёр[200].
- Шевелёв, Георгий Викторович (77) — советский и российский тренер по плаванию, заслуженный тренер России[201].

## 19 января

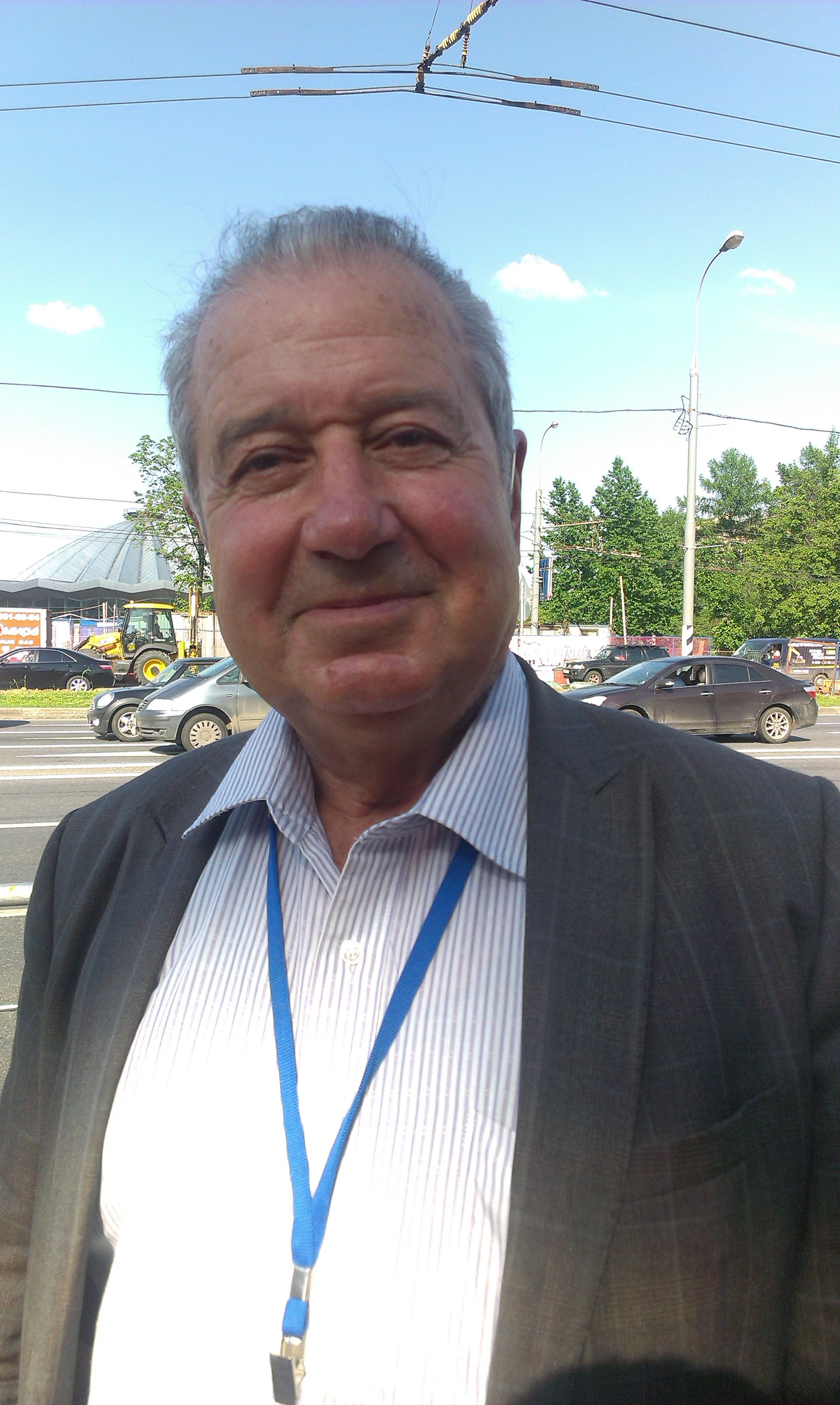
Благовест Сендов

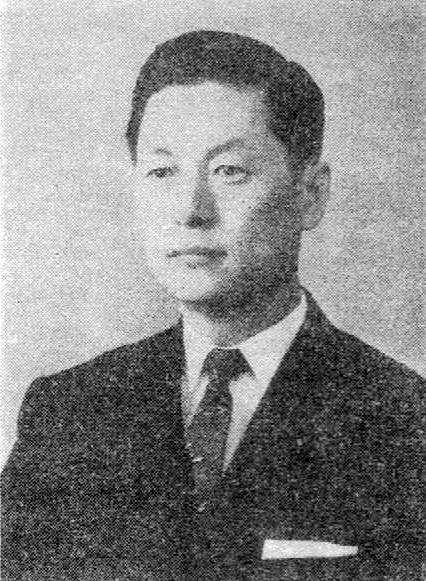
Син Гёкхо

- Айваз, Казым (81) — турецкий борец греко-римского стиля, чемпион летних Олимпийских игр в Токио (1964), двукратный чемпион мира (1958, Будапешт; 1962, Толидо)[202].
- Алдя, Дан Андрей (69) — румынский музыкант[203].
- Алимджанов, Иброхим Инамович (61) — узбекский научный работник и деятель образования, ректор Ташкентского фармацевтического института (с 2018), доктор медицинских наук, профессор[204].
- Владыко, Руслан Петрович (45) — белорусский музыкант («Ляпис Трубецкой», Trubetskoy)[205].
- Дёмин, Юрий Георгиевич (74) — советский и российский деятель органов государственной безопасности и правоохранительных органов, заместитель Генерального прокурора Российской Федерации — Главный военный прокурор Российской Федерации (1997—2000), генерал-полковник юстиции (1997)[206].
- Касмамбетов, Сапарбек (85) — киргизский манасчи и поэт[207].
- Любимов, Павел Викторович (57) — советский и российский поэт[208].
- Моленаар, Ди (101) — американский альпинист и писатель[209].
- Моллисон, Джеймс (88) — австралийский деятель культуры, директор Национальной галереи Австралии (1971—1989) и Национальной галереи Виктории (1989—1995)[210].
- Нарахаро, Икко (88) — японский фотограф[211] Архивная копия от 25 января 2020 на Wayback Machine.
- Паркер, Роберт (89) — американский певец и музыкант[212].
- Пеунов, Вадим Константинович (96) — украинский писатель[213].
- Сендов, Благовест (87) — болгарский математик и государственный деятель, член Болгарской академии наук (1981), председатель Народного собрания Болгарии (1995—1997)[214].
- Син Гёкхо (98) — корейский бизнесмен, основатель концерна Lotte в Южной Корее и Японии[215].
- Тома, Ги (85) — французский поэт-песенник[216].
- Фан Шоусянь (87) — китайский физик, действительный член Китайской академии наук (1991)[217].
- Хит, Джимми (93) — американский джазовый саксофонист и композитор[218].
- Шередега, Наталия Николаевна (69) — советский и российский искусствовед[219].
- Эггер, Урс (66) — швейцарский режиссёр[220].
- Эзрова, Гана (92) — чехословацкая баскетболистка, бронзовый призёр чемпионата мира в Бразилии (1957)[221].

## 18 января

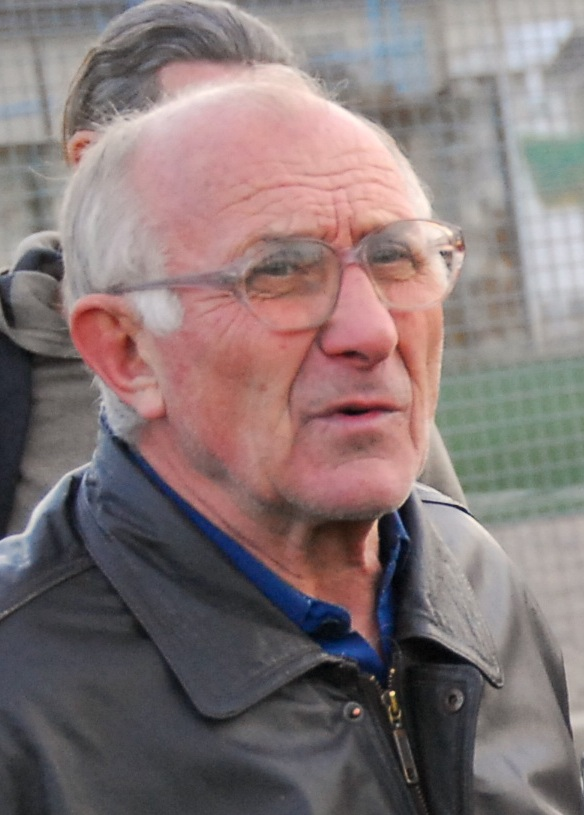
Георгий Городенко

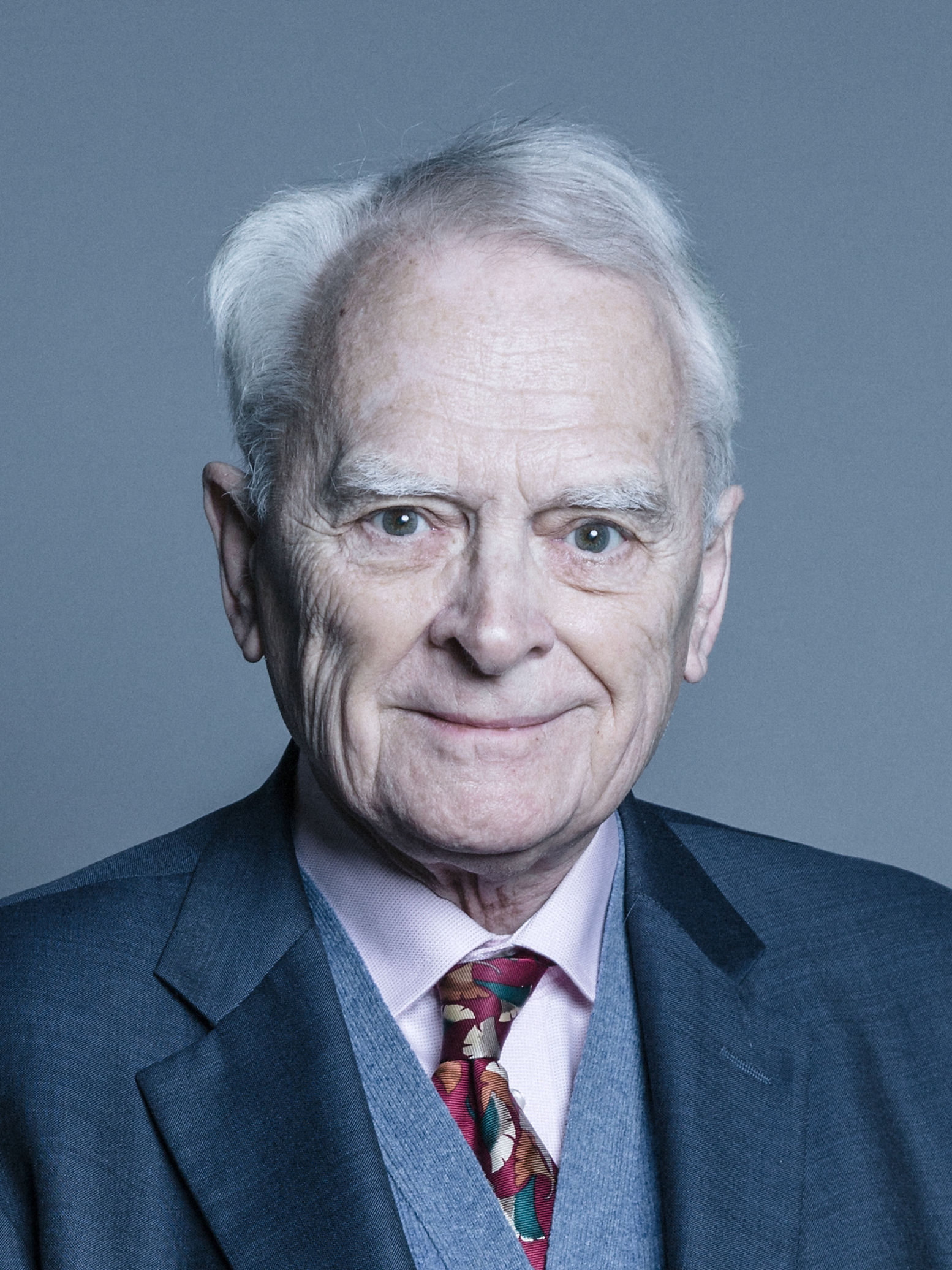
Роберт Макленнан

- Байерхаус, Петер (90) — немецкий теолог[222].
- Бергамаски, Марио (91) — итальянский футболист, игрок национальной сборной (1954—1958), двукратный чемпион Италии в составе «Милана» (1954/55, 1956/57)[223].
- Городенко, Георгий Борисович (83) — советский футболист, голкипер «Черноморца» (1958—1965) и «Днепра» (1966—1968)[224].
- Гуршлер, Фридрих (96) — итальянский художник[225].
- Кабанов, Михаил Всеволодович (82) — советский и российский геофизик, директор Института оптического мониторинга СО РАН (1997—2008), член-корреспондент РАН (1991; член-корреспондент АН СССР с 1987)[226].
- Квест, Кристоф (79) — немецкий актёр[227].
- Роберт Макленнан, барон Макленнан из Рогарта (83) — британский политический деятель, депутат Палаты общин Великобритании (1966—2001), последний лидер Социал-демократической партии (1987—1988), президент Либеральных демократов (1995—1998), член Палаты лордов (с 2001 года)[228] (о смерти объявлено в этот день).
- Матебула, Питер (67) — южноафриканский боксёр, чемпион мира в наилегчайшем весе по версии WBA (1980—1981)[229].
- Олни, Дэвид (71) — американский певец и автор песен[230].
- Покорны, Петр (86) — чешский теолог и библеист[231].
- Рутоньски, Вася (67) — югославский футболист («Воеводина»)[232].
- Фатхулин, Дильшат Зиннатович (79) — советский и российский кинооператор, заслуженный деятель искусств Российской Федерации (1992)[233].
- Шикдер, Аббас Улла (65) — бангладешский продюсер[234].

## 17 января

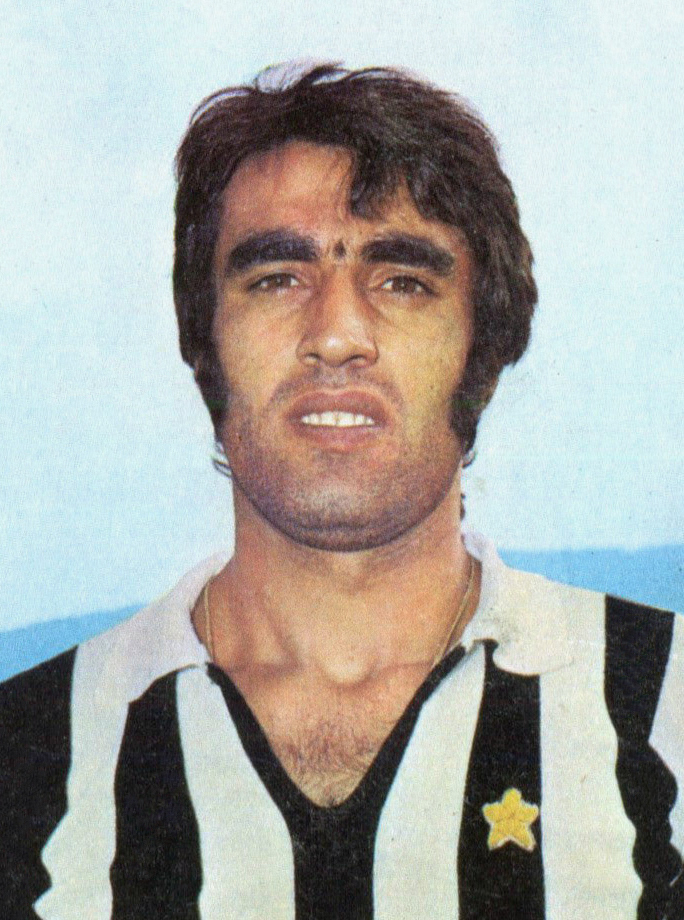
Пьетро Анастази

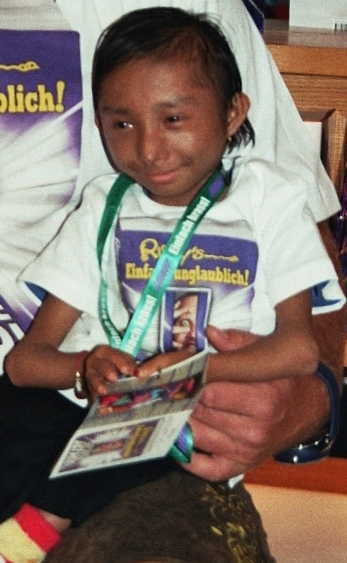
Хагендра Тапа Магар

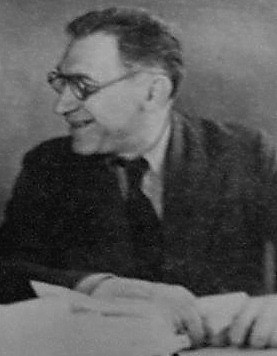
Алексей Ольгин

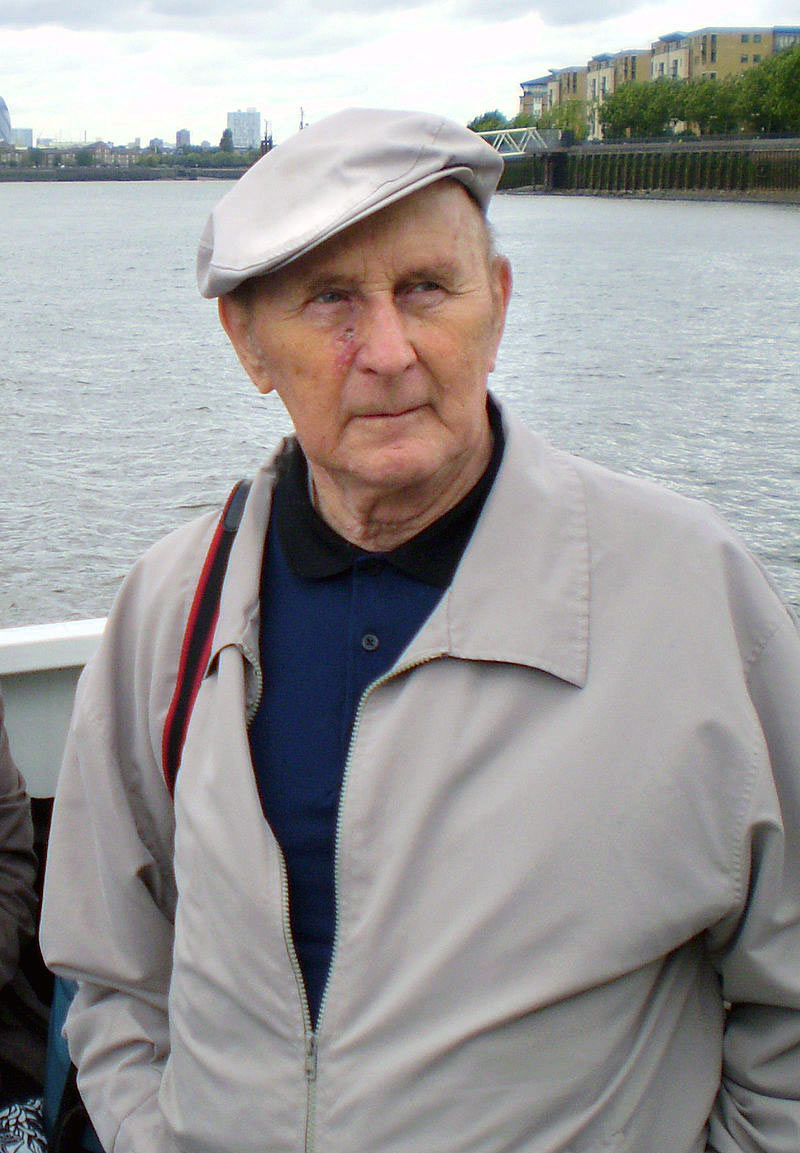
Януш Тофиль

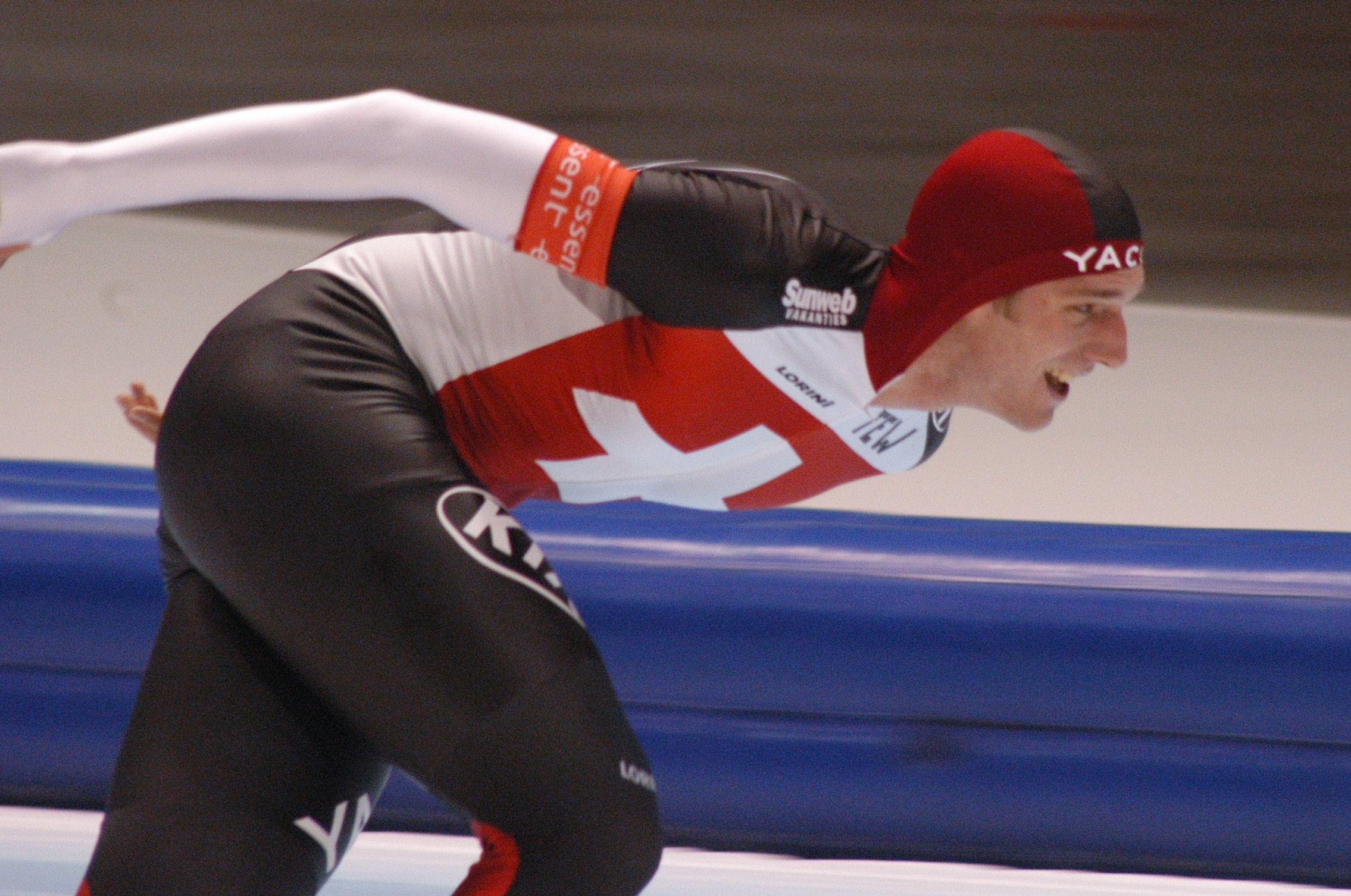
Рогер Шнайдер

- Анастази, Пьетро (71) — итальянский футболист, игрок «Ювентуса» (1968—1976) и национальной сборной (1968—1975), чемпион Европы (1968)[235].
- Ираван, Эд (82) — индонезийская актриса[236].
- Каррер, Шарль (91) — французский и сенегальский поэт[237].
- Кутоян, Георгий Каренович (38) — армянский государственный деятель, директор СНБ Армении (2016—2018), генерал-майор; погиб[238].
- Магар, Хагендра Тапа (27) — непальский карлик, самый маленький человек в мире (2010—2011)[239].
- Алексей Ольгин (88) — русский советский поэт-песенник, писатель и поэт[240].
- Оберхубер, Освальд (88) — австрийский художник и скульптор[241].
- Родите, Клаудио (73) — бразильский музыкант[242].
- Тофиль, Януш (91) — польский архитектор[243].
- Фоулдс, Дерек (82) — британский актёр[244].
- Хван Сун Хи (100) — северокорейский политический деятель, директор музея Корейской революции (с 1990 года)[245].
- Шнайдер, Рогер (36) — швейцарский спортсмен-конькобежец, участник зимних Олимпийских игр в Ванкувере (2010)[246].
- Эджевит, Рахшан (97) — турецкая политическая деятельница, основатель (1985) и лидер (1985—1987) Демократической левой партии, вдова Б. Эджевита[247].

## 16 января

Магда

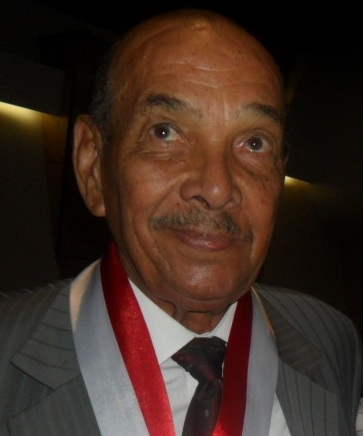
Эфраин Санчес

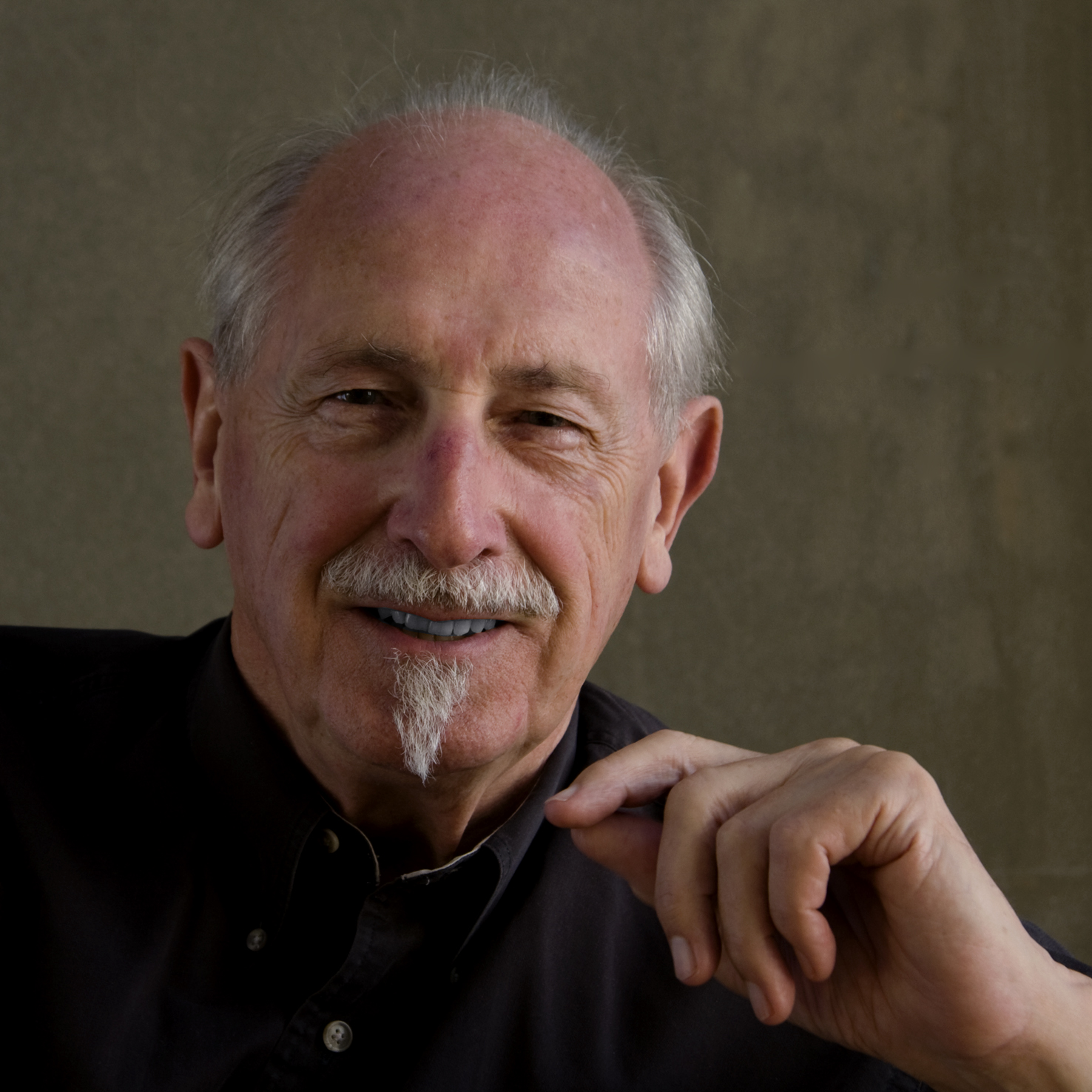
Барри Такуэлл

- Бадмаев, Андрей Васильевич (80) — советский и российский калмыцкий литературовед[248].
- Васимов, Анатолий Шьяпович (66) — советский и казахстанский военачальник, генерал-майор авиации (1995)[249].
- Гоникишвили, Михаил Георгиевич (95) — грузинский советский учёный-историк. Доктор исторических наук.
- Григорюк, Виктор Иванович (75) — советский и российский актёр театра и кино, артист Ярославского камерного театра (с 2003 года), заслуженный артист Российской Федерации (1995)[250].
- Дэрроу, Крис (75) — американский музыкант, певец и автор песен (Nitty Gritty Dirt Band)[251].
- Кабищер, Валентин Моисеевич (89) — советский и российский спортсмен и тренер по академической гребле, заслуженный тренер РСФСР (1983)[252].
- Магда (88) — египетская киноактриса[253].
- Павлов, Сергей Петрович (68) — советский и российский математик, доктор физико-математических наук (2009), профессор кафедры «Математика и моделирование» СГТУ[254].
- Попова, Ольга Сигизмундовна (81) — советский и российский искусствовед, специалист по византийскому и древнерусскому искусству, доктор искусствоведения (2004), профессор (2005)[255].
- Рахман, Джибон (55—56) — бангладешский кинорежиссёр[256].
- Ривера, Луис Херардо (30) — мексиканский актёр; погиб[257].
- Санчес, Эфраин (93) — колумбийский футболист и тренер, трёхкратный чемпион Колумбии в составе «Индепендьенте Медельин» (1955, 1957) и «Мильонариоса» (1964), игрок национальной сборной (1947—1962), участник чемпионата мира (1962), тренер национальной сборной (1963, 1975, 1983—1984)[258].
- Санчес Наварро, Хорхе (46) — мексиканский актёр; погиб[259].
- Сорокин, Олег Михайлович (92) — советский хоккеист[260].
- Такуэлл, Барри (88) — австралийский валторнист и дирижёр[261].
- Устинов, Борис Георгиевич (80) — советский и российский архитектор[262].
- Ферри, Джевдет (59) — албанский актёр[263].
- Шепелева, Надежда Семёновна (96) — советская оперная певица, заслуженная артистка РСФСР (1958), вдова Д. К. Сивцева[264].

## 15 января

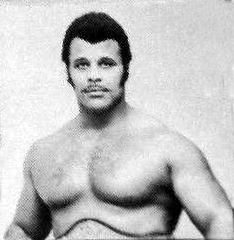
Рокки Джонсон

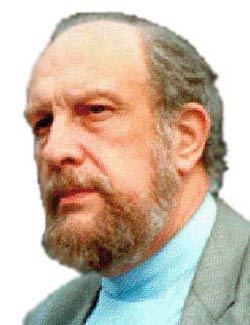
Юрий Димитрин

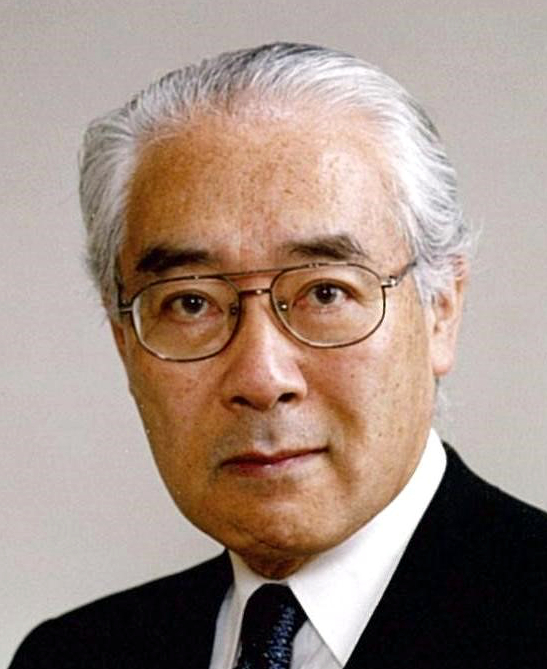
Которо Судзумара

- Браун, Бобби (96) — шотландский футболист и тренер, пятикратный чемпион Шотландии в составе «Рейнджерс», тренер национальной сборной (1967—1971)[265].
- Вето, Миклош (83) — французский философ[266].
- Вылчев, Тодор (97) — болгарский экономист и финансист, глава Болгарского национального банка (1990—1995)[267].
- Гладун, Анатолий Деомидович (84) — российский физик, доктор физико-математических наук (1971), профессор кафедры общей физики МФТИ[268].
- Головин, Максим Петрович (46) — российский кинокомпозитор[269].
- Дёмин, Юрий Иванович (79) — советский и российский военачальник, генерал-лейтенант[270].
- Джонсон, Рокки (75) — канадский профессиональный рестлер[271].
- Димитрин, Юрий Георгиевич (85) — советский и российский драматург и либреттист[272].
- Жангуразов, Ибрагим Даутович (82) — советский и казахстанский организатор сельскохозяйственного производства, генеральный директор производственного кооператива «Ижевский» (c 1967 года), Герой Социалистического Труда (1981)[273].
- Корякин, Сергей Петрович (65) — советский и российский художник[274].
- Лян Цзюнь (90) — китайский передовик сельского хозяйства, первая женщина-тракторист Китая, депутат Всекитайского собрания народных представителей[275].
- Степанова, Наталия Юрьевна (47) — российская шашистка[276].
- Судзумура, Котаро (75) — японский экономист, профессор университета Хитоцубаси, член Японской академии наук (2011)[277].
- Суров, Александр Илларионович (93) — советский военный, полковник в отставке, почётный гражданин города Черновцы, почётный ветеран Украины.
- Толкин, Кристофер (95) — английский писатель и лингвист, профессор Оксфордского университета, сын Дж. Р. Р. Толкина[278].
- Уилер, Майкл (84) — британский легкоатлет, серебряный призер летних Олимпийских играх в Мельбурне (1956)[279].
- Устинов, Иван Лаврентьевич (100) — советский военный контрразведчик, начальник 3-го Главного управления КГБ СССР (1970—1973), генерал-лейтенант (1971)[280].
- Харрис, Марк (72) — австралийский регбист, трёхкратный чемпион мира по регбилиг (1972, 1975, 1977)[281].
- Цымбал, Николай Андреевич (94) — советский военачальник, генерал-лейтенант авиации[282].
- Чомаев, Юрий Срапилович (64) — российский тренер по дзюдо и самбо, заслуженный тренер России[283].

## 14 января

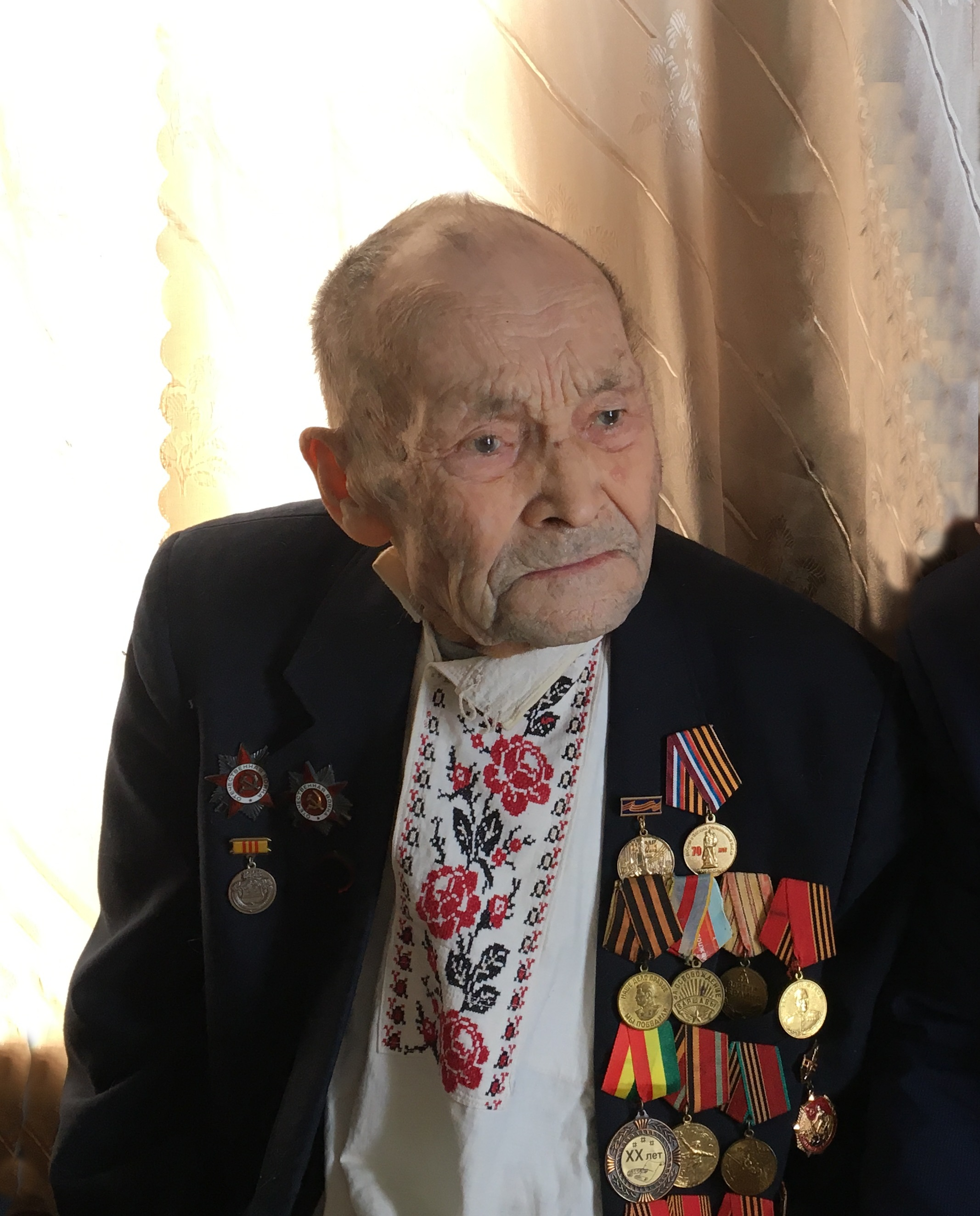
Терентий Дверенин

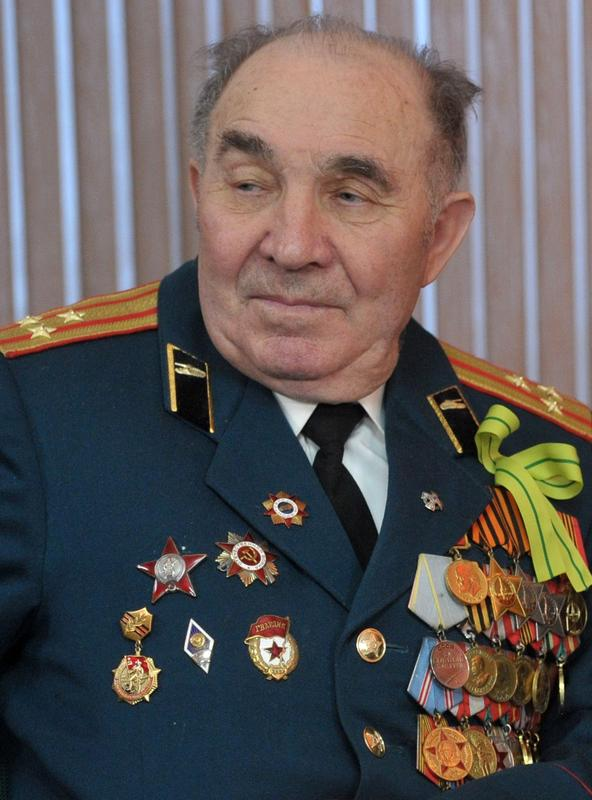
Владимир Мороз

- Барановский, Валерий Николаевич (78) — советский и украинский журналист и режиссёр-документалист[284].
- Бибекин, Анатолий Ефимович (66) — советский и российский актёр, артист Смоленского драматического театра (с 2000 года)[285].
- Горам, Эвилл (94) — канадско-американский ученый, биогеохимик, эколог, водный эколог. Член НАН США (1994)[286].
- Дверенин, Терентий Парамонович (100) — советский и российский чувашский мастер-кукольник[287].
- Деплю, Ги (95) — французский кларнетист[288].
- Дзизинский, Александр Александрович (83) — советский и российский терапевт, член-корреспондент РАМН (1994—2014), член-корреспондент РАН (2014)[289][290].
- Калашников, Андрей Владимирович (64) — советский и российский актер Театра имени Ермоловой и кино[291].
- Каро, Стив Мартин (71) — американский певец (The Left Banke)[292].
- Книплова, Надежда (87) — чехословацкая и чешская оперная певица[293].
- Корреа, Шамин (90) — мексиканский гитарист[294].
- Кузнецов, Владимир Андронович (81) — советский и российский художник[295].
- Мороз, Владимир Исакович (93) — советский испытатель бронетанковой техники, полный кавалер ордена Славы (1944, 1945, 1945)[296].
- Морозов, Вадим Юрьевич (50) — российский тренер по плаванию, заслуженный тренер Российской Федерации[297].
- Ройтман, Лев Израилевич (76) — американский журналист[298].
- Чекилова, Нургиз (49) — киргизская джазовая певица[299].
- Экхольм, Ян Улоф (88) — шведский писатель[300].

## 13 января

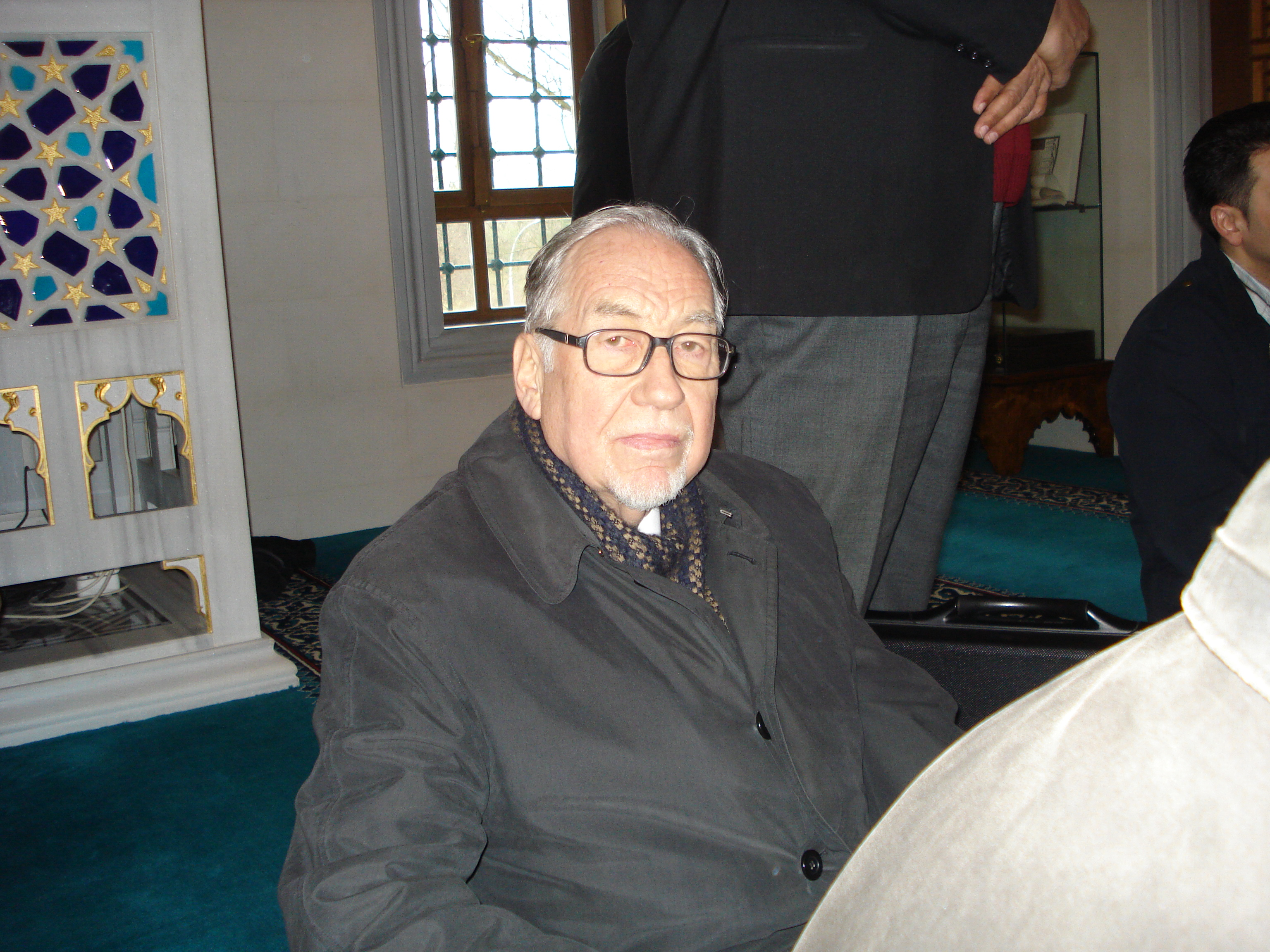
Мурад Хофманн

- Богданов, Сергей Иванович (70) — советский и российский тренер по биатлону, заслуженный тренер России (1994)[301].
- Вейсфельд, Джеральд (79) — британский бизнесмен, основатель торговой сети магазинов товаров для женщин[302].
- Волобуев, Михаил Михайлович (73) — советский и украинский спортивный журналист, президент Ассоциации спортивных журналистов Украины[303].
- Делюмо, Жан (96) — французский историк[304].
- Кашита, Эндрю (87) — замбийский государственный деятель, министр горнорудной промышленности (1973—1975), министр транспорта и связи (1991—1994)[305].
- Крацер, Софи (30) — немецкая хоккеистка, участница зимних Олимпийских игр в Сочи (2014) в составе сборной Германии[306].
- Лакост, Пьер (95) — французский военный деятель, Генеральный директор по вопросам внешней безопасности (1982—1985), адмирал[307].
- Махапатра, Манмохан (68) — индийский кинорежиссёр[308].
- Мушро, Морис (86) — французский шоссейный велогонщик, чемпион летних Олимпийских игр в Мельбурне (1956)[309].
- Наварро дель Вальо, Хосе Луис (83) — испанский футболист, рекордсмен клуба «Кордова» (317 матчей) (1954—1970)[310].
- Петраке, Штефан (70) — советский и молдавский музыкант, солист ВИА «Контемпоранул», «Плай» и «Оризонт», заслуженный артист Молдавской ССР (1986)[311].
- Симич, Радослав (71) — югославский и сербский шахматист, гроссмейстер (1983)[312].
- Симо, Исабель-Клара (76) — испанская писательница и журналистка[313].
- Хирон, Карлос (65) — мексиканский прыгун в воду, серебряный призёр летних Олимпийских игр в Москве (1980)[314].
- Хофманн, Мурад Вильфрид (88) — немецкий дипломат, посол ФРГ в Алжире (1987—1990) и Марокко (1990—1994)[315].
- Шестопалов, Анатолий Николаевич (69) — советский и российский поэт[316].
- Эрмосильо, Хайме Умберто (77) — мексиканский актёр, кинорежиссёр, монтажёр, продюсер и сценарист[317].
- Юмарт, Геннадий Фёдорович (81) — советский и российский чувашский писатель и литературный переводчик[318].

## 12 января

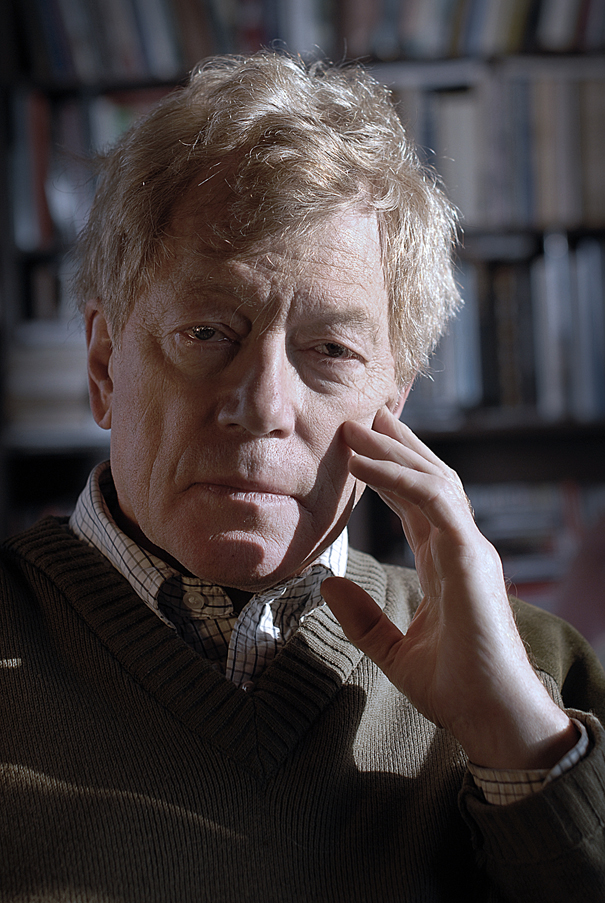
Роджер Скрутон

- Белый, Пётр Михайлович (80) — советский футболист, полузащитник; обладатель Кубка УССР (1972) в составе житомирского «Автомобилиста»[319].
- Богерт, Уильям (83) — американский актёр[320].
- Гарнетт, Тони (83) — британский телепродюсер[321].
- Гонсалвеш, Паулу (40) — португальский мотогонщик[322].
- Марупов, Рахим Марупович (83) — советский и таджикский физик, академик АН Таджикистана (1997)[323].
- Мериги, Джорджо (80) — итальянский оперный певец[324].
- Пароди, Вальтер (54) — аргентинский футболист, чемпион Аргентины (1994) в составе «Индепендьенте»[325] Архивная копия от 12 января 2020 на Wayback Machine.
- Путятин, Евгений Петрович (78) — советский и украинский учёный, доктор технических наук (1974), профессор кафедры информатики ХНУРЭ, заслуженный деятель науки и техники Украины (1992)[326].
- Ревин, Валерий Петрович (76) — советский и российский правовед и криминолог, доктор юридических наук, профессор, заслуженный деятель науки Российской Федерации[327].
- Скрутон, Роджер (75) — английский философ[328].
- Стартьес, Арт (81) — нидерландский актёр и режиссёр[329].

## 11 января

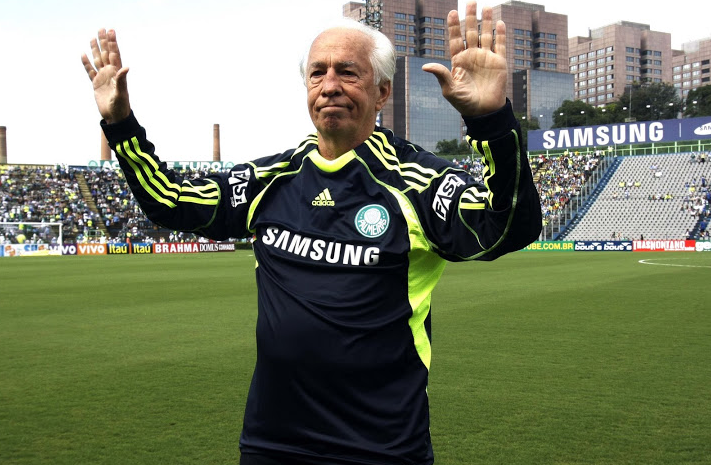
Валдир Де Мораеш

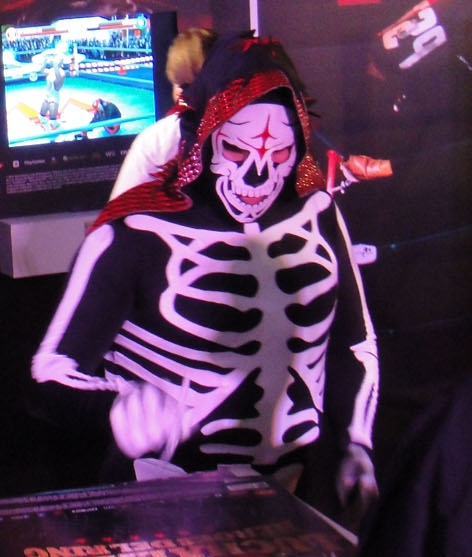
Ла Парка II

- Белсо, Том (77) — датский автогонщик[330].
- Боброва, Татьяна Павловна (83) — советский и российский хормейстер, главный хормейстер Омского музыкального театра, заслуженный работник культуры РСФСР[331].
- Буров, Николай Евгеньевич (89) — советский и российский анестезиолог-реаниматолог, доктор медицинских наук (1976), профессор кафедры анестезиологии и реаниматологии РМАНПО (1978), заслуженный деятель науки Российской Федерации (2005)[332].
- Горобцов, Виктор Васильевич (77) — советский и российский работник сельского хозяйства, заслуженный работник сельского хозяйства Российской Федерации[333],.
- Де Мораеш, Валдир Жоаким (88) — бразильский футболист[334].
- Дайтмер, Сабина (72) — немецкая писательница[335].
- Каргиев, Эльбрус Каникоевич (75) — российский дипломат, Чрезвычайный и Полномочный Посол Российской Федерации в Южной Осетии (2008—2017)[336].
- Кирш, Стэн (51) — американский актёр; самоубийство[337].
- Ла Парка II (56) — мексиканский профессиональный рестлер[338].
- Майклз, Норма (95) — американская киноактриса[339].
- Османов, Магомедбек Курбанович (87 или 88) — советский и российский дагестанский писатель и журналист[340].
- Пиреш да Силва (93) — португальская предпринимательница, основательница автодрома «Эшторил», названного её именем[341].
- Стайлз, Стив (76) — американский карикатурист и писатель[342].
- Столин, Владимир Викторович (72) — советский и российский психолог и предприниматель, доктор психологических наук (1985), профессор[343].

## 10 января

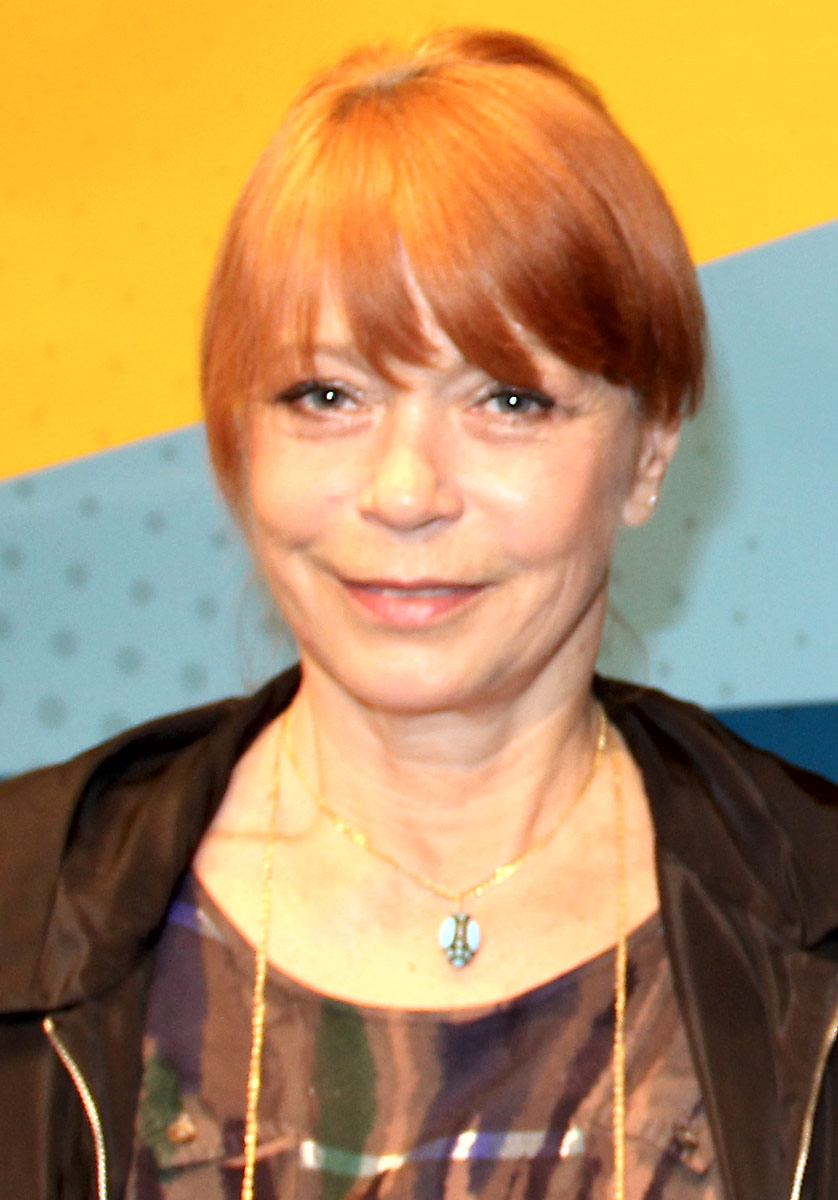
Неда Арнерич

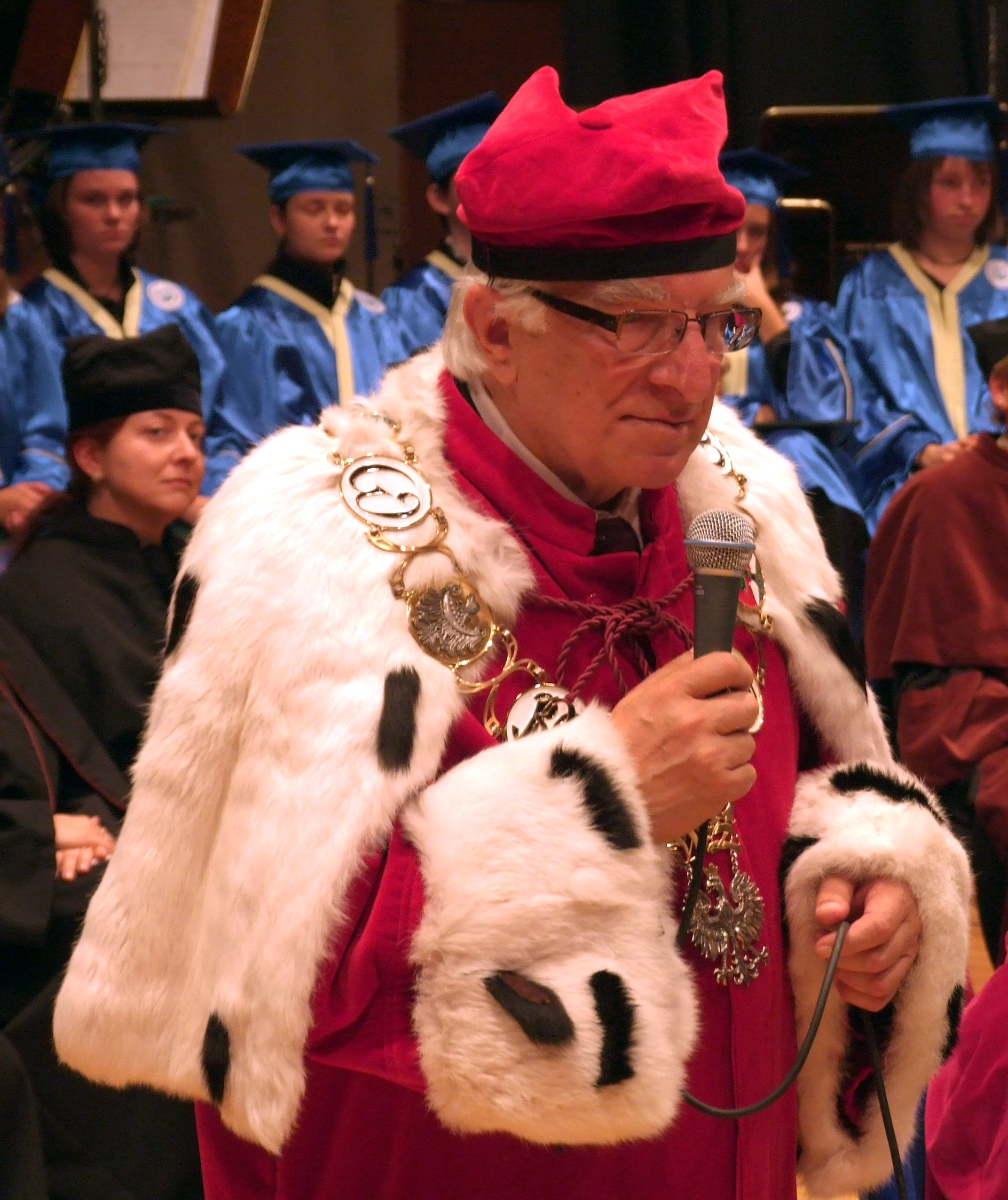
Чеслав Дутка

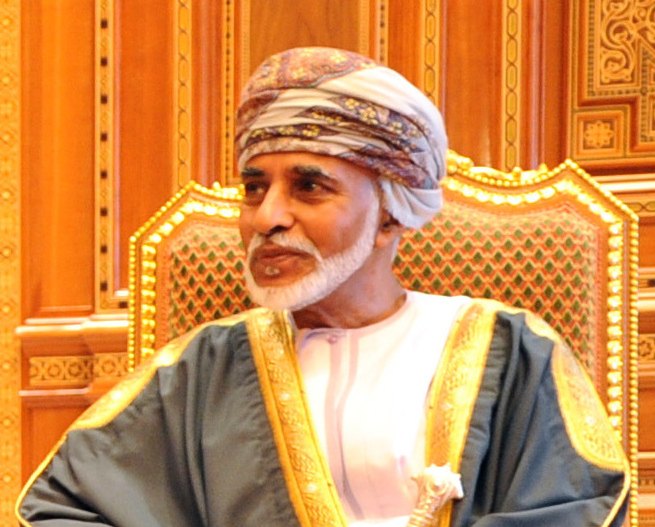
Кабус бен Саид

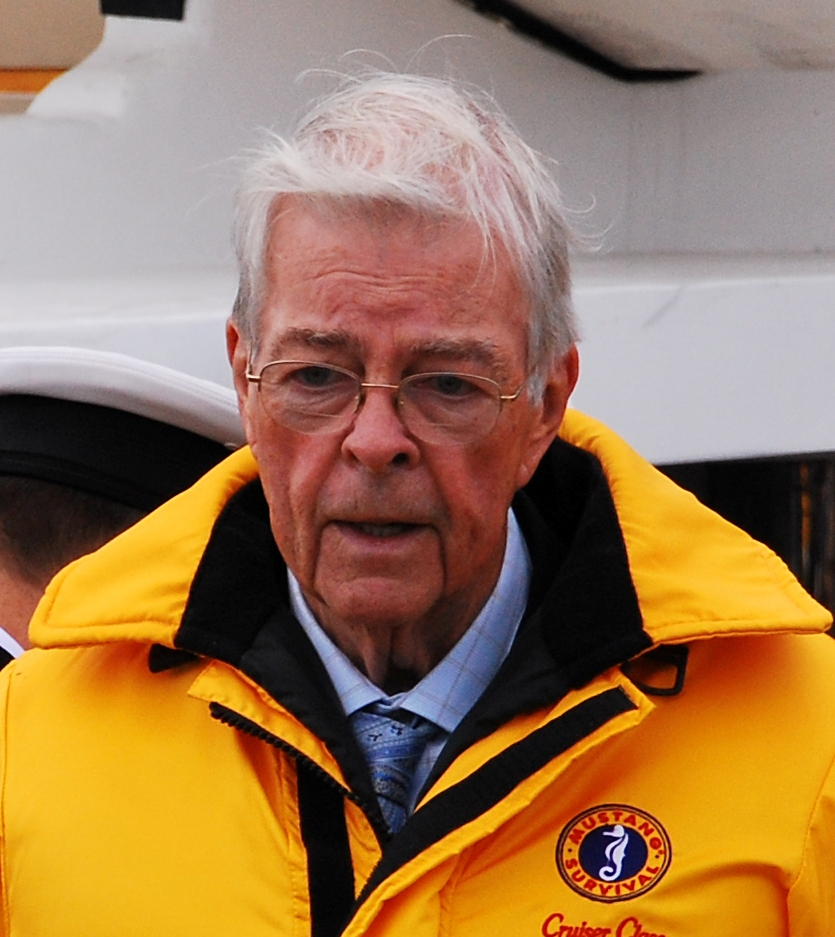
Джон Кросби

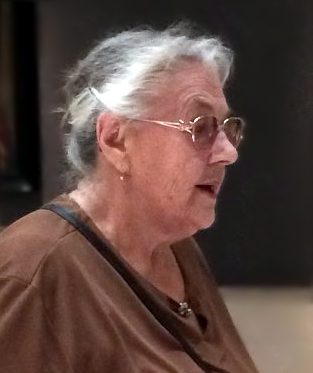
Светлана Маркина

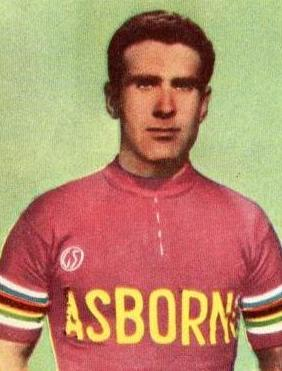
Гвидо Мессина

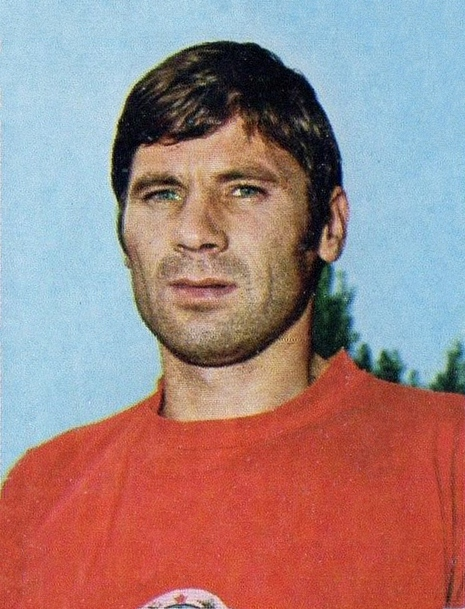
Петко Петков

- Арнерич, Неда (66) — сербская актриса[344].
- Берсон, Гарольд (98) — британский рекламный деятель, один из отцов-основателей PR[345].
- Бромберг, Константин Леонидович (80) — советский кинорежиссёр, заслуженный деятель искусств Российской Федерации (1996)[346].
- Бюхель, Карл Хайнц (88) — немецкий химик, разработчик клотримазола[347].
- Даунер, Вольфганг (84) — немецкий джазовый пианист, композитор и дирижёр[348].
- Джонс, Алан Гвен, барон Чалфонт (100) — британский государственный деятель, государственный министр иностранных дел и по делам Содружества (1964—1970), член Палаты лордов (1964—2015)[349].
- Дутка, Чеслав-Павел (83) — польский литературовед и социолог[350].
- Кабус бен Саид (79) — cултан (с 1970 года) и премьер-министр (с 1972 года) Омана[351].
- Кастеланос Юмар, Гонсало (93) — венесуэльский композитор[352].
- Кросби, Джон (88) — канадский государственный деятель, министр финансов (1979—1980), министр юстиции (1984—1986), министр транспорта (1986—1988), министр международной торговли (1988—1991), министр рыболовства и океанов (1991—1993), лейтенант-губернатор Ньюфаундленда и Лабрадора (2008—2013)[353].
- Летелье, Эрнан (99) — чилийский актёр и театральный режиссёр[354].
- Маркина, Светлана Сергеевна (83) — советский и российский врач и учёный-эпидемиолог, ведущий научный сотрудник лаборатории эпидемиологического надзора за дифтерией Московского научно-исследовательского института эпидемиологии и микробиологии имени Г. Н. Габричевского Роспотребнадзора России [ Памяти Светланы Сергеевны Маркиной. М.: ФБУН МНИИЭМ им. Г. Н. Габричевского Роспотребнадзора, 2020. 5 c.].
- Мессина, Гвидо (89) — итальянский велогонщик, чемпион летних Олимпийских игр в Хельсинки (1952), многократный чемпион мира[355].
- Молимар, Робер (92) — французский медицинский исследователь, «отец табакологии»[356].
- Морган, Марк (57) — бельгийский музыкант, певец и композитор[357].
- Очкаев, Борис Дорджиевич (65) — российский калмыцкий фолк-певец[358].
- Петков, Петко (73) — болгарский футболист и тренер[359].
- Рединг, Йозеф (90) — немецкий писатель[360].
- Рохас, Карлос Куко (65) — колумбийский арфист и композитор[361].
- Сомов, Владимир Александрович (87) — советский архитектор, художник, автор проектов драматических театров в городах Новгороде и Благовещенске[362].

## 9 января

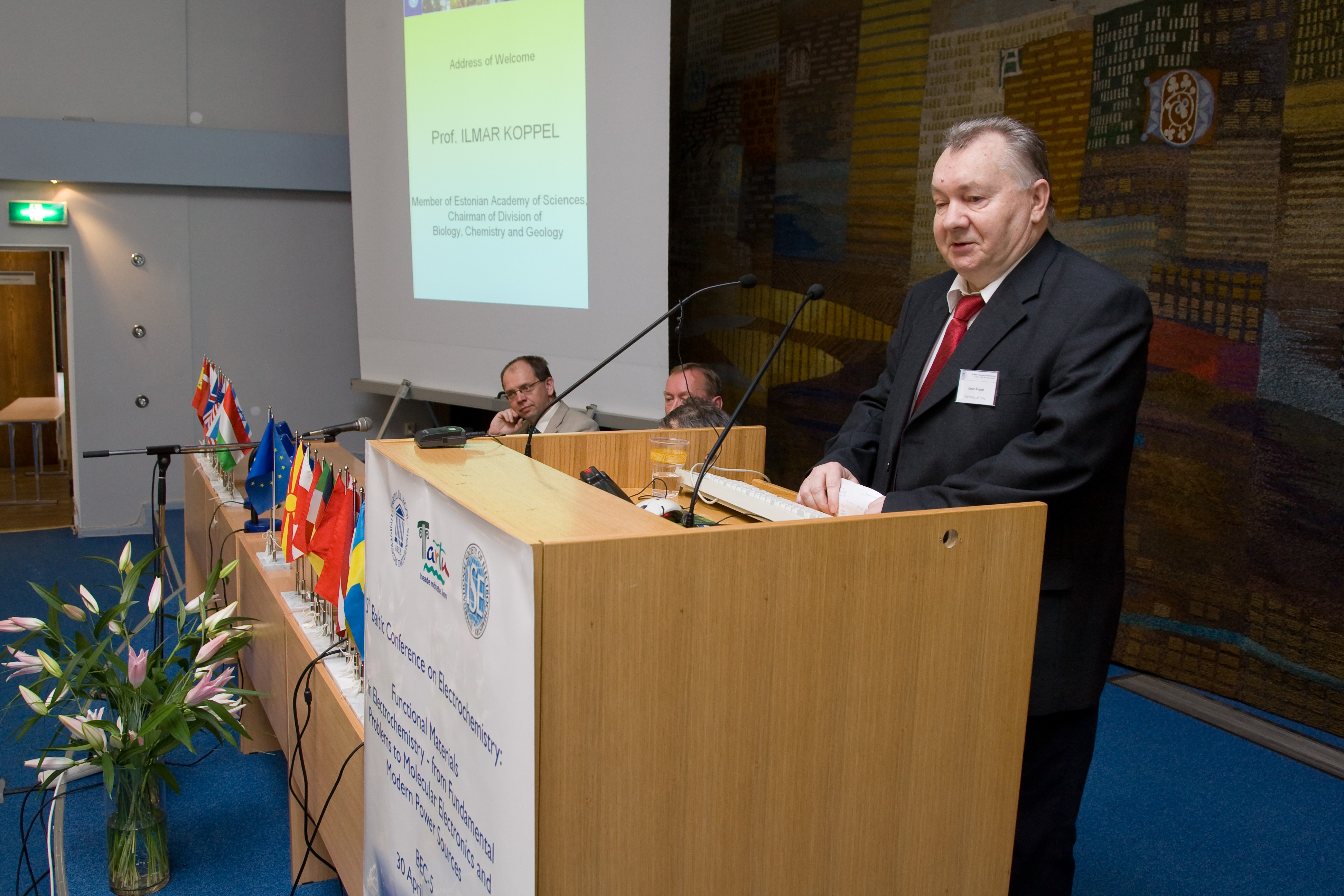
Ильмар Коппель

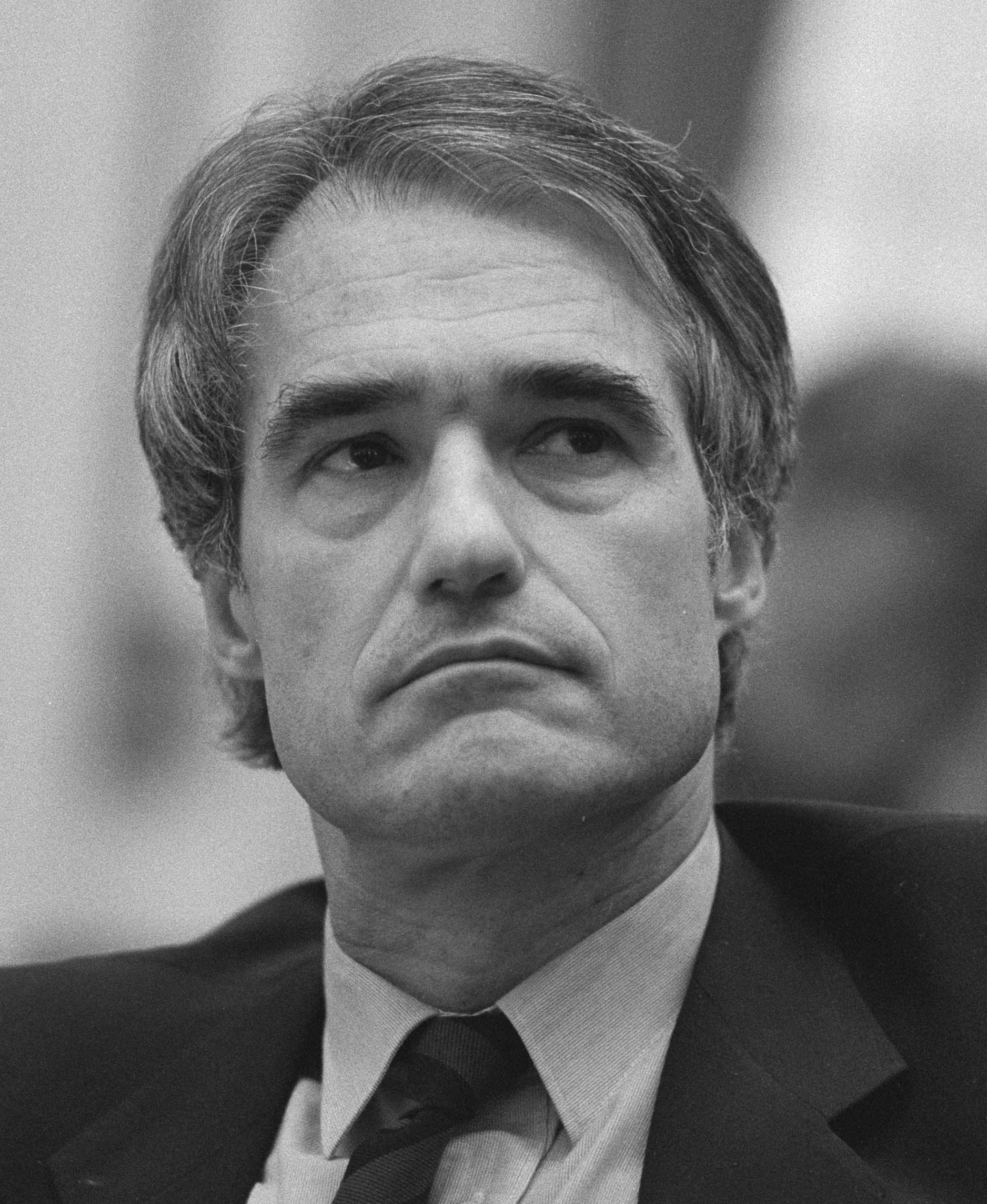
Рудольф де Корт

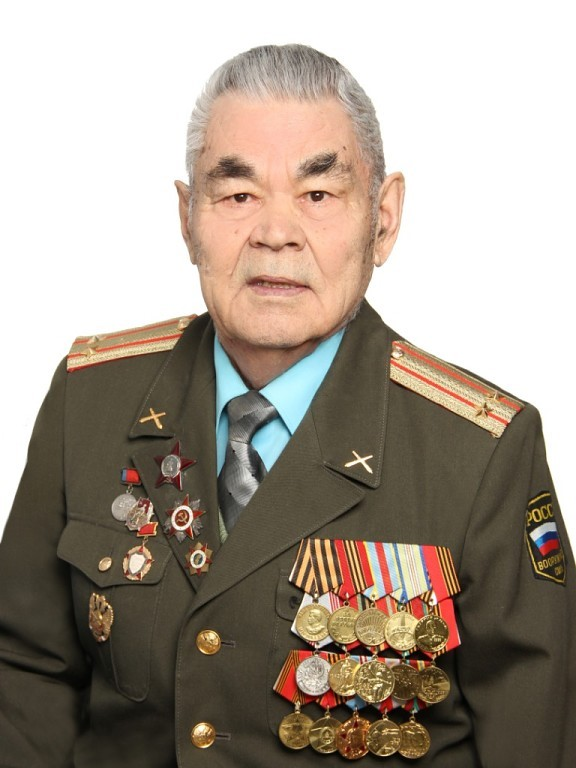
Рамазан Кутушев

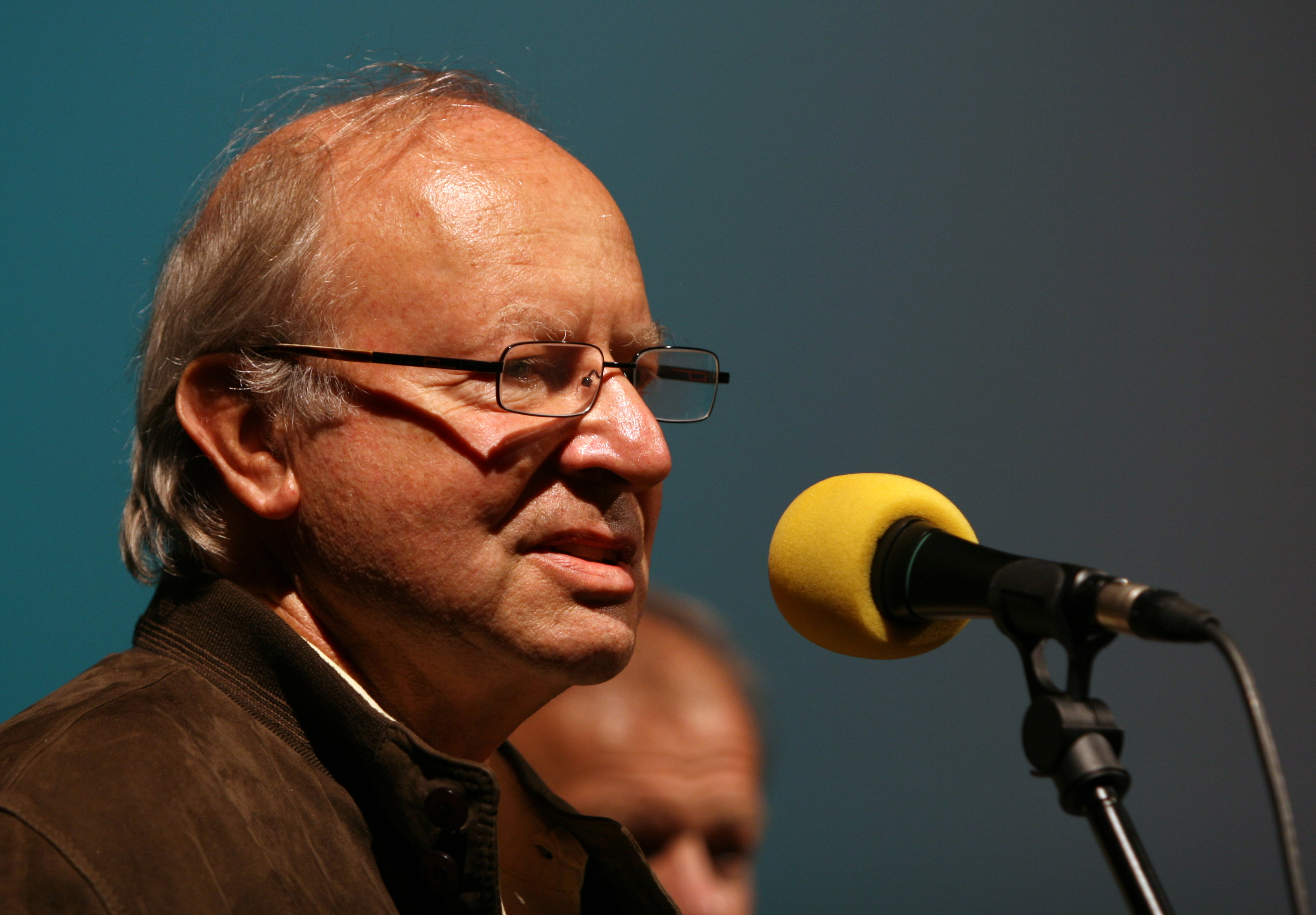
Иван Пассер

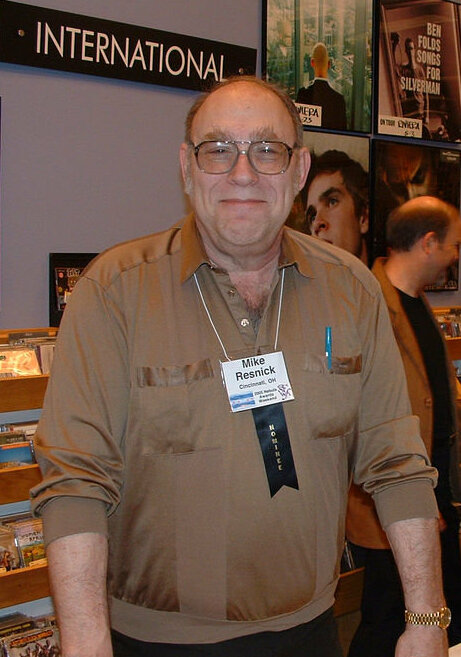
Майк Резник

- Абрамов, Юрий (47) — российский диджей, экс-участник группы «140 ударов в минуту»[363].
- Айтбаев, Умирзак Айтбаевич (83) — советский и казахстанский языковед, член-корреспондент НАН Казахстана (1994)[364].
- Андрюшкин, Александр Ефимович (72) — советский и российский дирижёр, художественный руководитель Тюменского государственного оркестра русских народных инструментов[365].
- Возгрин, Валерий Евгеньевич (80) — советский и российский историк, доктор исторических наук (1989), профессор кафедры истории Нового и новейшего времени СПбГУ[366].
- Гейтс, Грег (93) — американский гребец академического стиля, бронзовый призер летних Олимпийских игр в Лондоне (1948)[367].
- Ике, Чуквуемека (88) — нигерийский писатель[368].
- Казаков, Николай Алексеевич (56) — двукратный чемпион СССР, чемпион России по спортивному туризму[369].
- Качманян, Хуан (Иван Грозный) (89) — аргентинский рестлер[370].
- Кезилахаби, Эфрас (75) — танзанийский писатель[371].
- Коппель, Ильмар (79) — советский и эстонский химик, академик Эстонской академии наук (1993)[372].
- Корт, Рудольф де (83) — нидерландский государственный деятель, заместитель премьер-министра Нидерландов (1986—1989)[373].
- Кутушев, Рамазан Нургалиевич (95) — башкирский писатель[374].
- Масера, Пабло (90) — перуанский историк[375].
- Панов, Геннадий Иванович (89) — советский передовик сельскохозяйственного производства, бригадир тракторной бригады совхоза «Бугры» Всеволожского района Ленинградской области, Герой Социалистического Труда[376].
- Пассер, Иван (86) — чешский кинорежиссёр и сценарист[377].
- Резник, Майк (77) — американский писатель-фантаст[378].
- Солдатенкова, Нина Ивановна (75) — советский и российский концертмейстер, заслуженная артистка России[379].
- Черенков, Юрий Дмитриевич (61) — советский и украинский футболист[380].
- Ямагути, Юдзи (56) — японский режиссёр-аниматор[381].

## 8 января

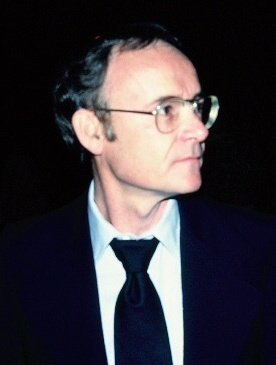
Генри Бак

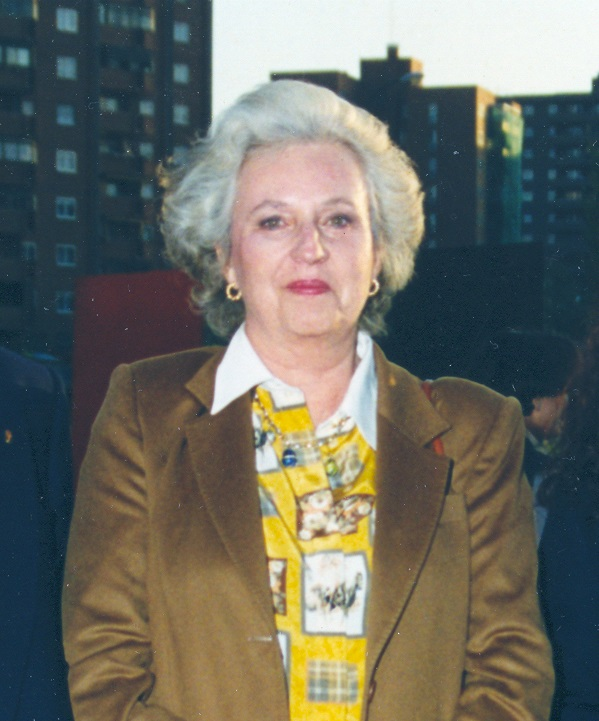
Пилар, герцогиня Бадахосская

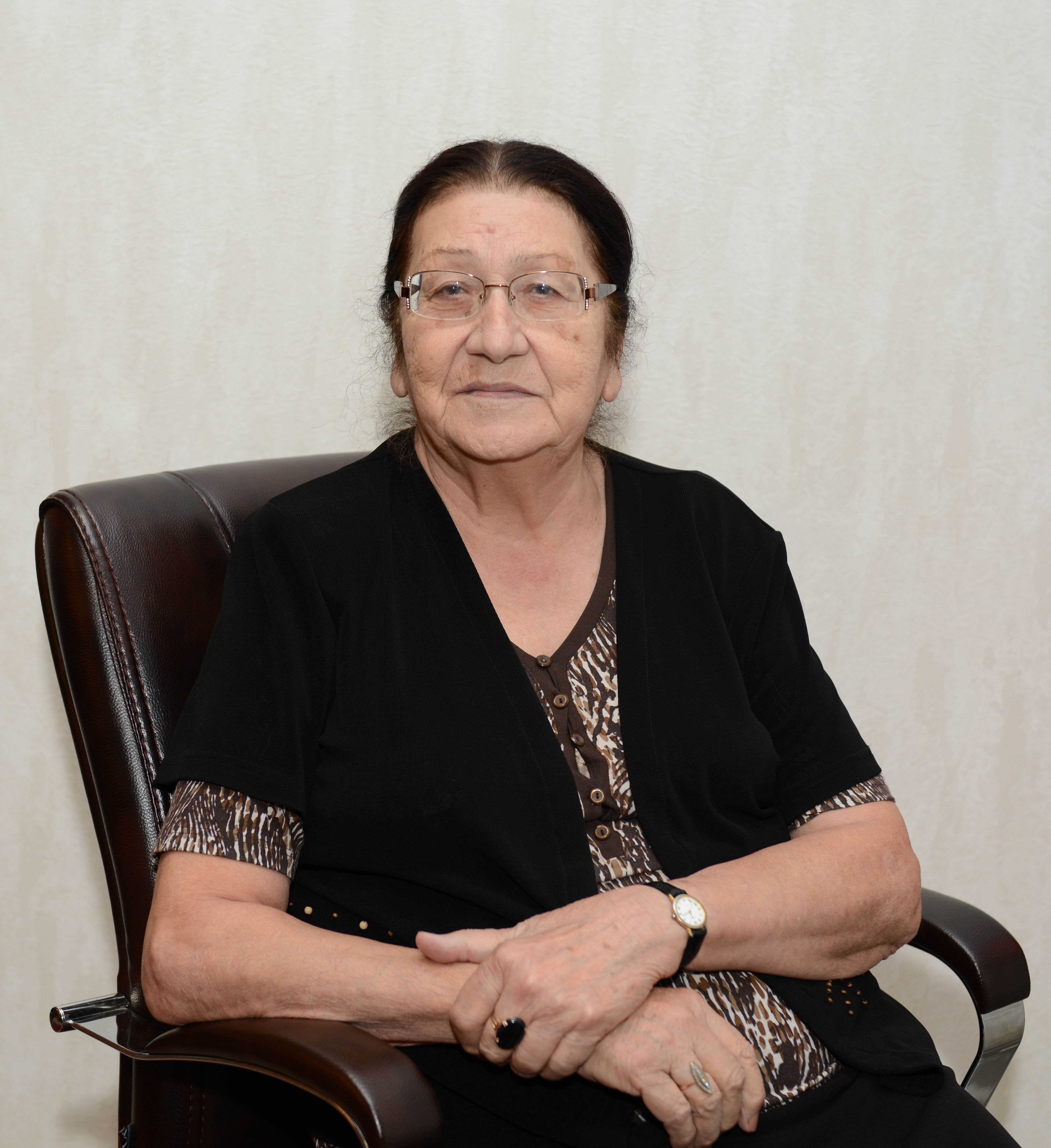
Фазиля Самедова

- Бак Генри (89) — американский актёр и сценарист[382].
- Бернс, Эдд (87) — американский актёр[383].
- Кирштайн, Питер (86) — британский компьютерный учёный, «отец европейского Интернета»[384].
- Китаев, Март Фролович (94) — советский и российский театральный художник, главный художник Санкт-Петербургского ТЮЗа (с 1990 года), народный художник РСФСР (1982)[385].
- Монтгомери, Дэвид Бернард (91) — британский государственный деятель, член Палаты лордов (1976—1999, 2005—2015)[386].
- Орлов, Григорий Кириллович (100) — советский передовик лесопромышленного производства, шофёр на вывозке леса Дрегельского леспромхоза объединения «Новгородлес», Герой Социалистического Труда (1971)[387].
- Пеньярриета, Рейнальдо (74) — боливийский певец[388].
- Пилар, герцогиня Бадахосская (83) — сестра бывшего короля Испании Хуана Карлоса I, испанский общественный деятель, деятель испанского и международного спортивного движения[389].
- Расми, Абу Али (82) — иорданский писатель[390].
- Рассаа, Абдерразак (90) — тунисский государственный деятель, министр промышленности и торговли (1968—1969), министр финансов (1969—1971)[391].
- Самедова, Фазиля Ибрагим кызы (90) — советский и азербайджанский химик-технолог, член-корреспондент НАН Азербайджана (2001)[392].
- Симонович, Симон (73 или 74) — югославский и сербский поэт[393].

## 7 января

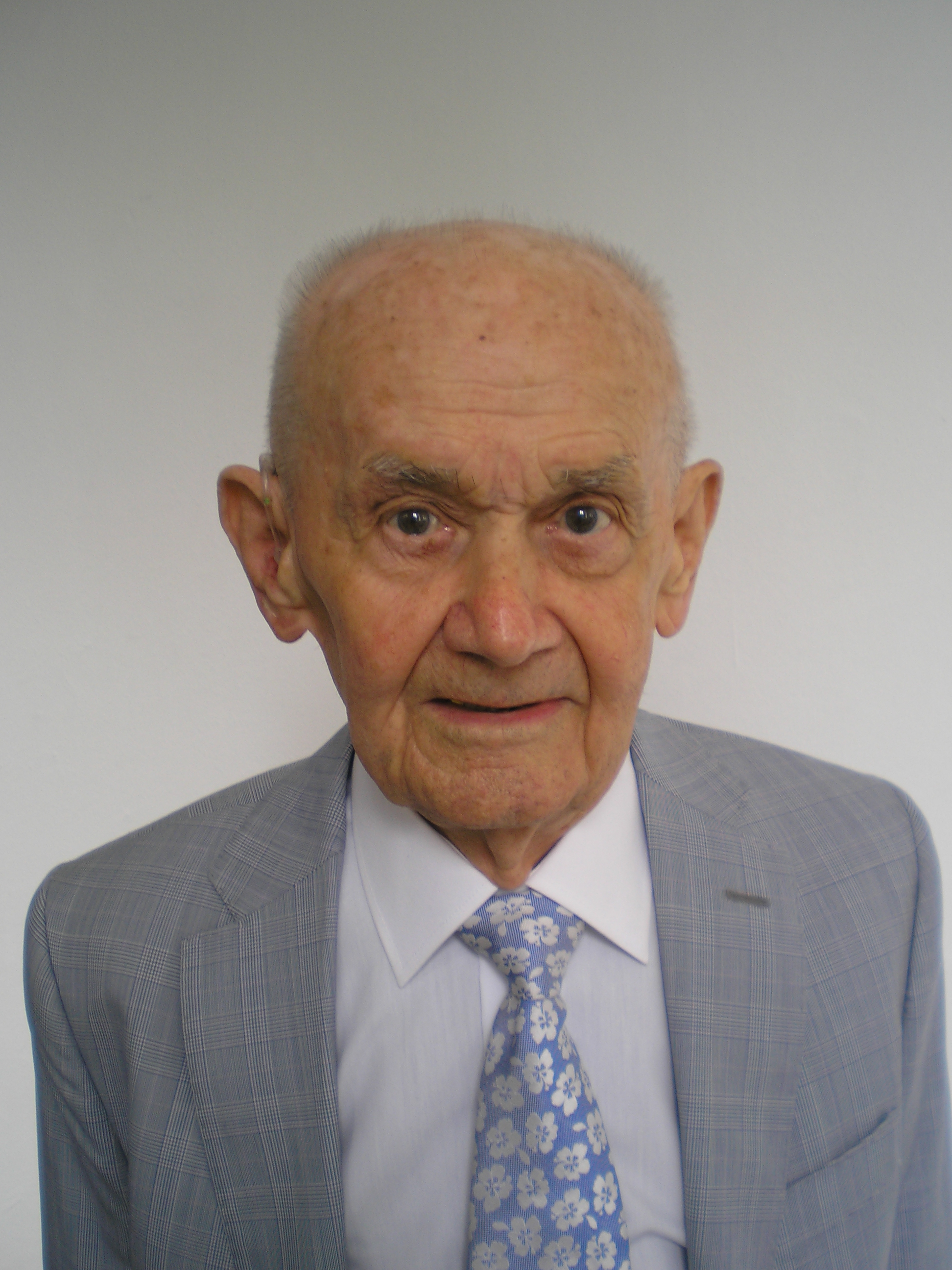
Ювеналий Зайцев

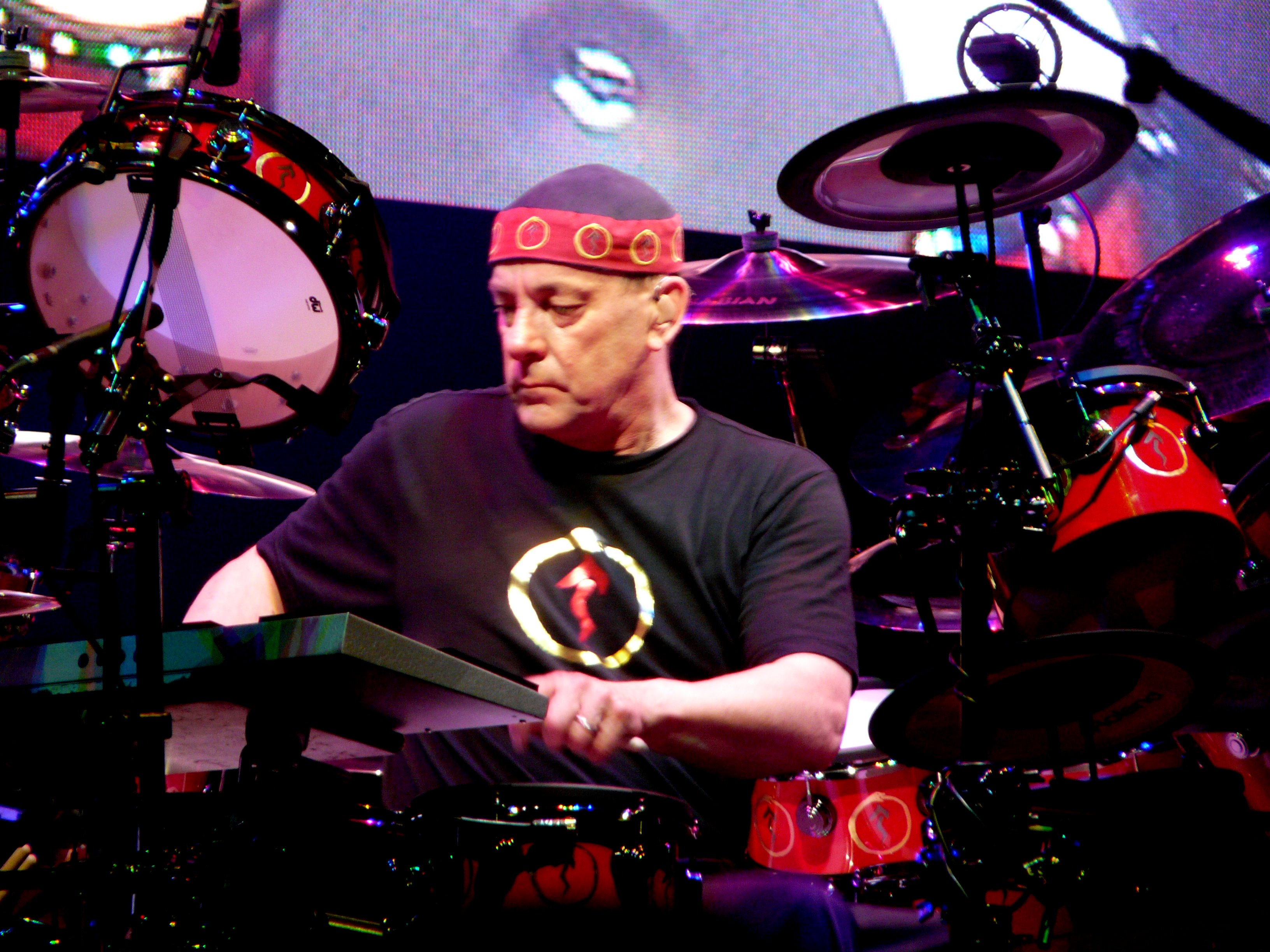
Нил Пирт

- Аврунин, Игорь (62) — израильский легкоатлет, двукратный чемпион Израиля по метанию диска (1991, 1992)[394].
- Ад-Дусари, Хамис (46) — саудовский футболист, выступавший за национальную сборную[395].
- Алиева, Шамама Танрыверди кызы (81) — азербайджанский и советский хлопкороб, колхозница хлопководческого колхоза «Коммунист» Евлахского района Азербайджанской ССР, Герой Социалистического Труда[396].
- Арсланагич, Зияд (83) — югославский футболист, выступавший за клуб «Сараево» (1958—1964)[397].
- Берестовская, Диана Сергеевна (85) — советский и украинский культуролог, доктор философских наук (1990), профессор (1992)[398].
- Боуден, Джеральд (84) — британский государственный деятель, член Палаты общин (1983—1992)[399].
- Вюртцель, Элизабет (52) — американская писательница[400].
- Дессанж, Жак (94) — французский парикмахер и бизнесмен, автор ряда инновационных технологий в области парикмахерского искусства, основатель салонов красоты Dessange[401].
- Зайцев, Ювеналий Петрович (95) — советский и украинский гидробиолог, академик НАН Украины (1997)[402].
- Корочкин, Виктор Викторович (54) — советский и российский регбист и тренер, чемпион СССР (1985) в составе ВВА[403].
- Кошелев, Евгений Иванович (89) — советский волейболист, победитель чемпионата мира в Москве (1952) (о смерти стало известно в этот день)[404].
- Крус, Елена (93) — аргентинская актриса[405].
- Лавандеро Перес, Хулио (89) — испанский историк и писатель[406].
- Монсо, Хайме (73) — испанский пловец, серебряный призёр чемпионата Европы по водным видам спорта в Утрехте (1966)[407].
- Орта, Сильвио (45) — американский сценарист и продюсер; самоубийство[408].
- Пельисер, Доминго (70) — испанский архитектор[409].
- Пирт, Нил (67) — канадский музыкант и автор песен[410].
- Тагиев, Бахадур Гусейн оглы (85) — советский и азербайджанский физик, действительный член НАН Азербайджана (2014)[411].
- Фёдоров, Фёдор Полиевктович (80) — советский и латвийский филолог, член-корреспондент Латвийской академии наук (1995)[412].
- Хейнс, Гарри (27) — австралийский актёр[413].
- Швайнгрубер, Фриц (83) — швейцарский дендрохронолог[414].

## 6 января

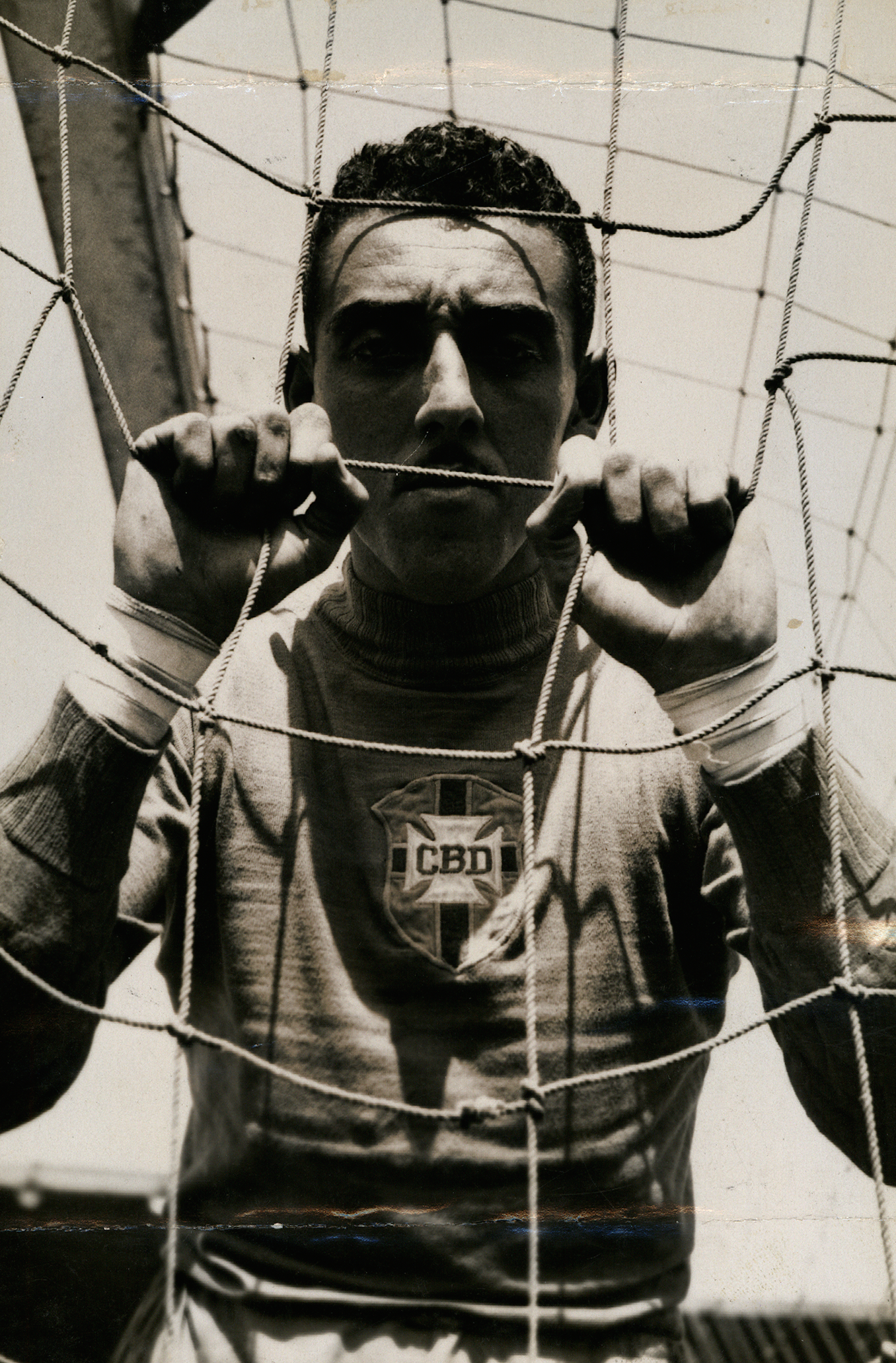
Кабесан

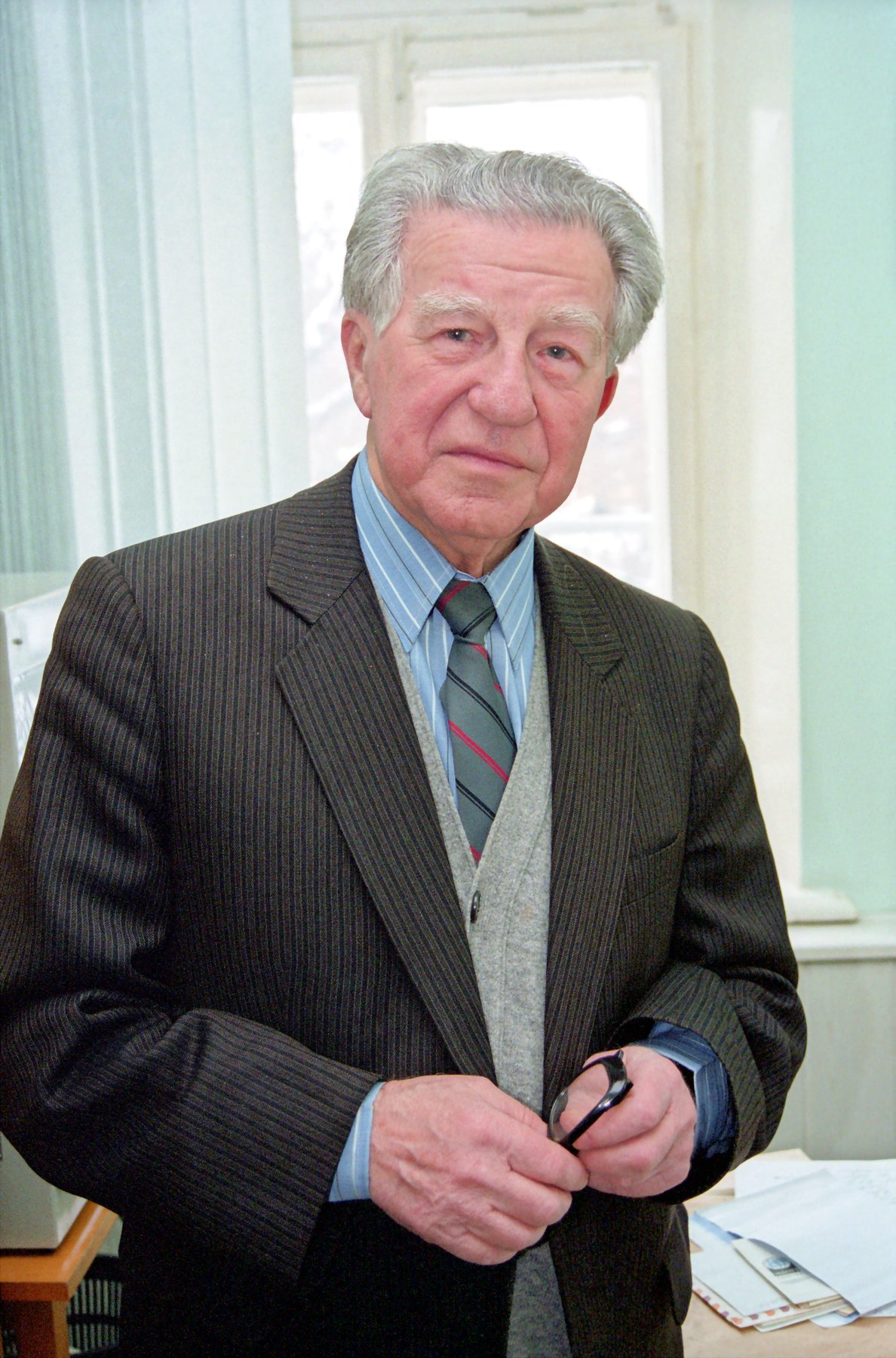
Леонид Линденбратен

- Брахарц, Курт (72) — австрийский писатель[415].
- Герштейн, Рева (102) — канадский психолог и деятель образования, ректор Университета Западного Онтарио (1992—1996)[416].
- Ираван, Риа (50) — индонезийская актриса[417].
- Кабесан (89) — бразильский футболист, известный выступлениями за клуб «Коринтианс» (1957—1967)[418].
- Ларрива, Освальдо (74) — эквадорский государственный деятель, губернатор провинции Асуай (2007—2009, 2018)[419].
- Линденбратен, Леонид Давидович (97) — советский и российский рентгенолог, доктор медицинских наук, профессор (1960)[420].
- Мудилено Массенго, Алоиз (86) — конголезский государственный деятель, министр юстиции и труда (1968—1971), вице-президент Республики Конго (1971—1972)[421].
- Ортис Ролон, Сакариас (85) — парагвайский католический прелат, епископ Консепсьона (2003—2013)[422].
- Падамси, Акбар (91) — индийский художник[423].
- Скарамуцци, Франко (93) — итальянский лесовод, ректор Флорентийского университета (1979—1991), иностранный член ВАСХНИЛ/РАСХН (1982—2014), иностранный член РАН (2014)[424].
- Фернандес Карденас, Серхио (93) — мексиканский писатель и литературный критик[425].
- Шкорбатов, Юрий Георгиевич (64) — украинский биолог и биофизик, доктор биологических наук, профессор кафедры микологии и фитоиммунологии биологического факультета Харьковского университета[426].

## 5 января

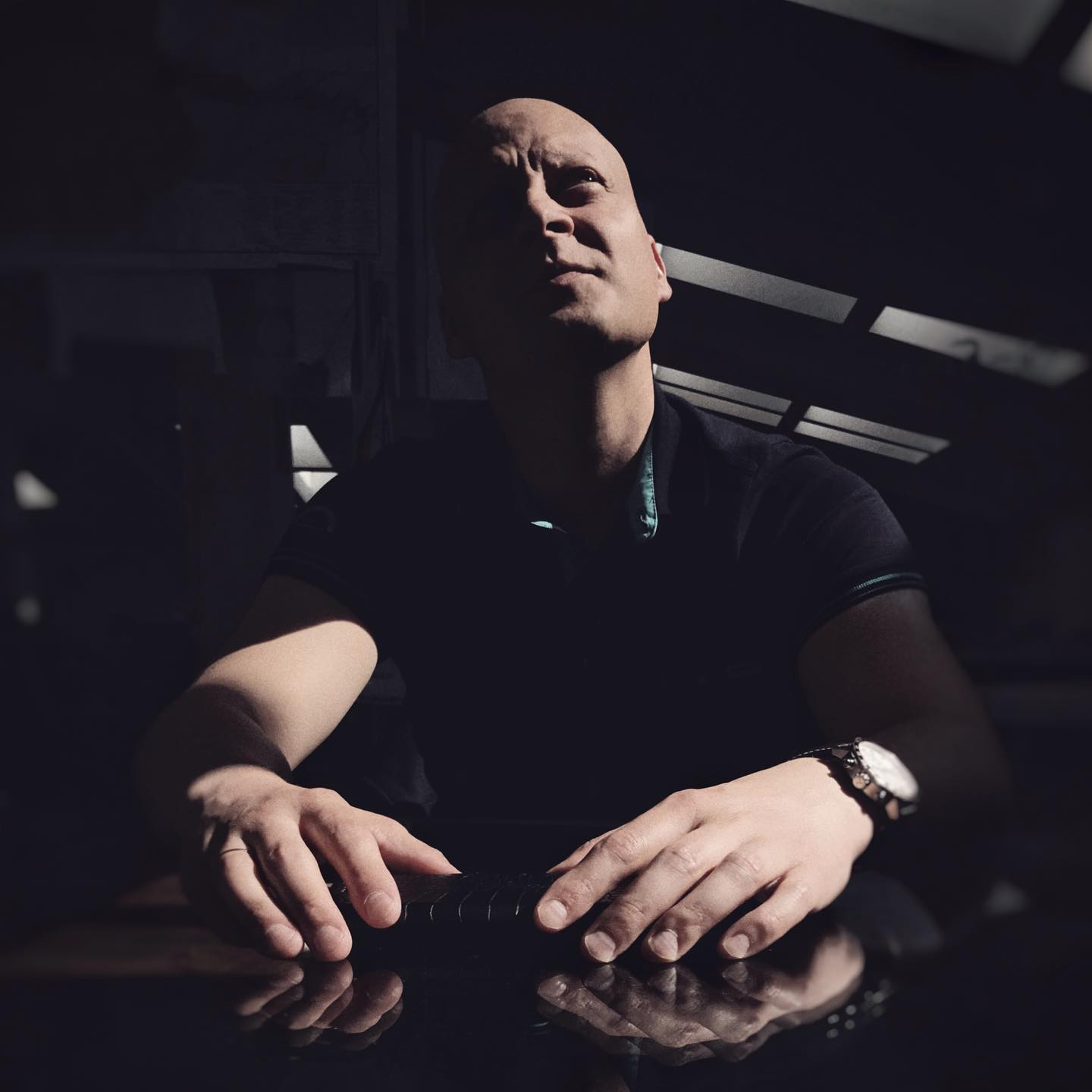
Андрей Павленко

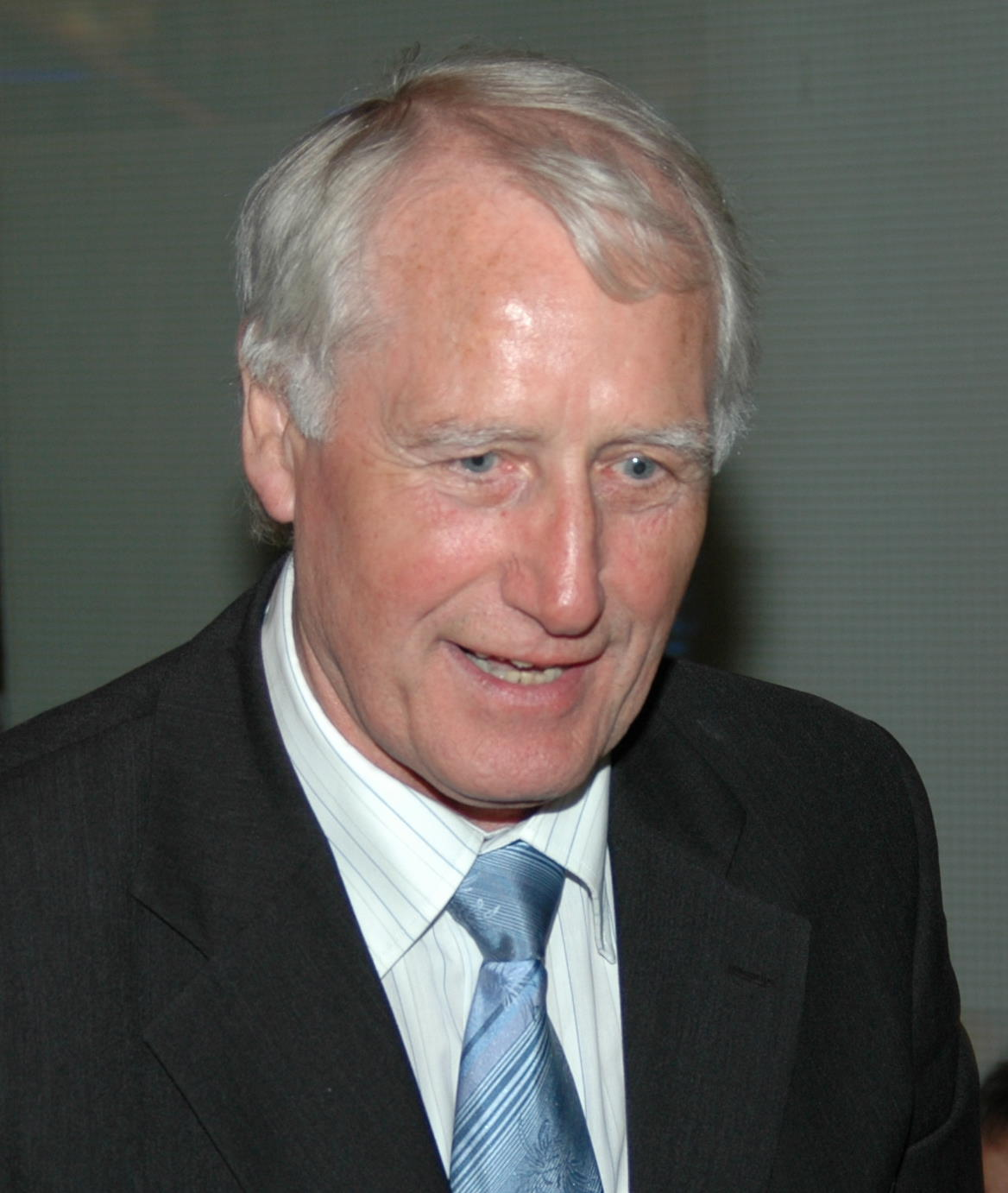
Ханс Тильковски

- Атеортуа, Блас Эмилио (76) — колумбийский композитор[427].
- Джергения, Анри Михайлович (78) — абхазский политический деятель, премьер-министр Абхазии (2001—2002)[428].
- Ингебригтсен, Гури (67) — норвежский государственный деятель, министр здравоохранения и социальных дел Норвегии (2000—2001)[429].
- Колчак, Анатолий Иванович (93) — советский и молдавский художник[430].
- Лирнинг, Уолтер (81) — канадский актёр и театральный режиссёр[431].
- Лю Чжунъи (89) — китайский государственный деятель, министр сельского хозяйства КНР (1990—1993)[432].
- Мора, Антони (78) — андоррский дипломат и писатель[433].
- Павленко, Андрей Николаевич (41) — российский онкохирург[434].
- Примавези, Ана Мария (99) — бразильский агроном, исследователь агроэкологии и органического сельского хозяйства[435].
- Тильковски, Ханс (84) — немецкий футболист и тренер, серебряный призёр чемпионата мира в Англии (1966) в составе сборной ФРГ[436].
- Цаллагова, Эмма Борисовна (70) — советская и российская осетинская поэтесса[437].
- Чатурведи, Трилоки Натх (90) — индийский государственный деятель, губернатор Карнатаки (2002—2007)[438].
- Шеремет, Анатолий Данилович (90) — советский и российский экономист, доктор экономических наук (1971), заслуженный профессор МГУ (1994), заслуженный деятель науки РСФСР (1980)[439].

## 4 января

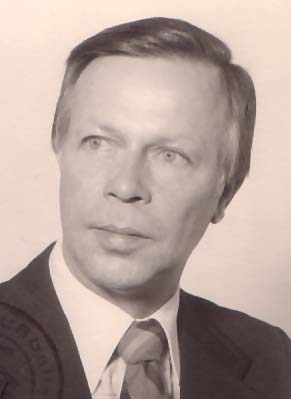
Герберт Бинкерт

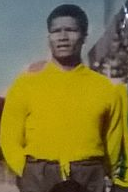
Вальтер Ормено

- Алфимов, Евгений Петрович (94) — советский и российский писатель и журналист[440].
- Бинкерт, Герберт (96) — немецкий футболист и тренер, выступавший за сборную Саара[441].
- Болдуин, Джек (81) — английский химик, член Лондонского королевского общества (1978)[442].
- Борок, Эммануэль (75) — советский и американский скрипач[443].
- Гестеши, Карой (56) — венгерский актёр[444].
- Даутов, Зикаф Набиевич (84) — советский передовик промышленного производства, Герой Социалистического Труда (1971) (о смерти стало известно в этот день)[445].
- Джилетти, Эмилио (90) — итальянский автогонщик[446].
- Дюбёф, Жорж (86) — французский бизнесмен, основатель компании по производству вина Les Vins Georges Dubœuf[447].
- Ишай, Галия (69) — израильская актриса, певица, режиссёр и драматург[448].
- Каштру Калдаш, Жулиу (76) — португальский государственный деятель, министр национальной обороны Португалии (1999—2001)[449].
- Лонг, Том (51) — австралийский актёр[450].
- Маццетти, Лоренца (92) — итальянская писательница и кинорежиссёр[451].
- Намбудирипад, К. С. С. (84) — индийский математик[452].
- Ормено, Вальтер (93) — перуанский футболист, вратарь национальной сборной (1949—1957)[453].
- Пискунов, Геннадий Венедиктович (80) — российский актёр и певец, народный артист Российской Федерации (1993)[454].
- Пуэрто-Плата (96) — доминиканский певец и музыкант[455].
- Рапно, Элизабет (84—85) — французский режиссёр и сценарист[456].
- Томац, Здравко (82) — югославский и хорватский писатель и политолог, депутат парламента Хорватии[457].
- Уолтон, Дуглас Нил (77) — канадский учёный в области теории аргументации, автор философской теории и метода логической аргументации[458].
- Фетисов, Фёдор Андреевич (92) — советский и российский журналист, общественный деятель, участник Великой Отечественной войны, почётный гражданин города Биробиджана (2010)[459].
- Хоббс, Билл (70) — американский гребец академического стиля, серебряный призёр летних Олимпийских игр в Мюнхене (1972)[460].
- Шерутр, Мария-Тереза (95) — французский историк[461].
- Шиндлинг, Антон (72) — немецкий историк[462].

## 3 января

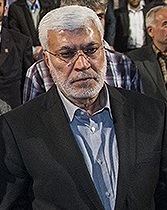
Абу Аль-Мухандис

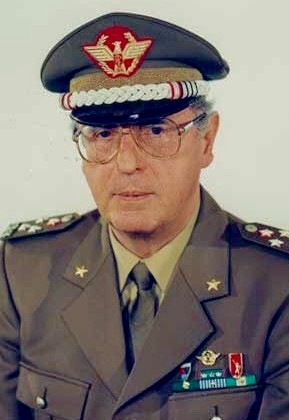
Доменико Корчоне

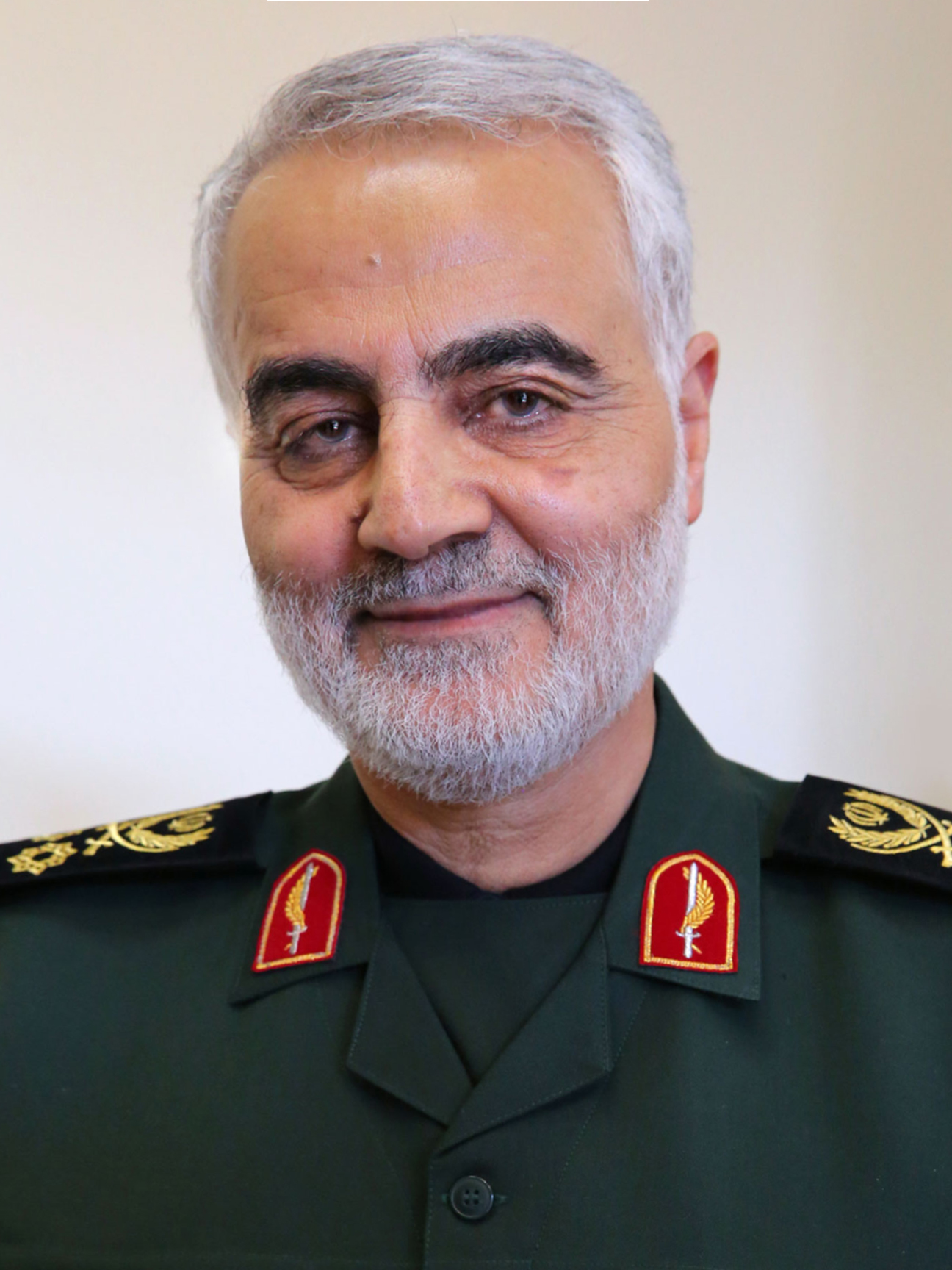
Касем Сулеймани

- Аль-Мухандис, Абу Махди (65) — иракский военный деятель; убит[463].
- Амбергер, Уши (79) — немецкая певица[464].
- Арнаудов, Димитр (60) — болгарский дипломат, посол Болгарии в Албании (2012—2017)[465].
- Арнон, Мордехай (78) — израильский актёр, певец и ортодоксальный раввин[466].
- Бени, Кристофер (78) — британский актёр[467].
- Бланш, Роберт (58) — американский актёр[468].
- Брезинка, Вольфганг (91) — австрийский педагог-теоретик[469].
- Винберг, Бу (80) — шведский гитарист[470].
- Гиренко, Владимир Николаевич (80) — советский и российский передовик промышленного производства, рабочий Магнитогорского металлургического комбината, полный кавалер Ордена Трудовой Славы[471].
- Григорьев, Валентин Петрович (88) — российский химик, доктор химических наук, профессор кафедры электрохимии химического факультета ЮФУ, заслуженный деятель науки Российской Федерации[472].
- Дьяченко, Николай Иванович (71) — советский баскетболист, трёхкратный чемпион СССР в составе команды ЦСКА, бронзовый призёр чемпионата Европы по баскетболу в Барселоне (1973)[473].
- Жюлан, Натаэль (23) — французский футболист («Генгам»); ДТП[474].
- Калистратов, Валерий Юрьевич (77) — советский и российский хоровой дирижёр и композитор, профессор кафедры хорового дирижирования Московской консерватории, народный артист Российской Федерации (2007)[475].
- Корчоне, Доменико (90) — итальянский военачальник и государственный деятель, министр обороны Италии (1995—1996)[476].
- Леонов, Николай Ильич (62) — российский психолог, доктор психологических наук (2002), профессор кафедры социальной психологии УдГУ (2003)[477] Архивная копия от 5 февраля 2020 на Wayback Machine.
- Сулеймани, Касем (62) — иранский военный деятель, генерал-лейтенант, командующий спецподразделением «Аль-Кудс»; убит[478].
- Херш, Рубен (92) — американский математик[479].
- Эчеверриа Яньес, Моника (99) — чилийская актриса и драматург[480].

## 2 января

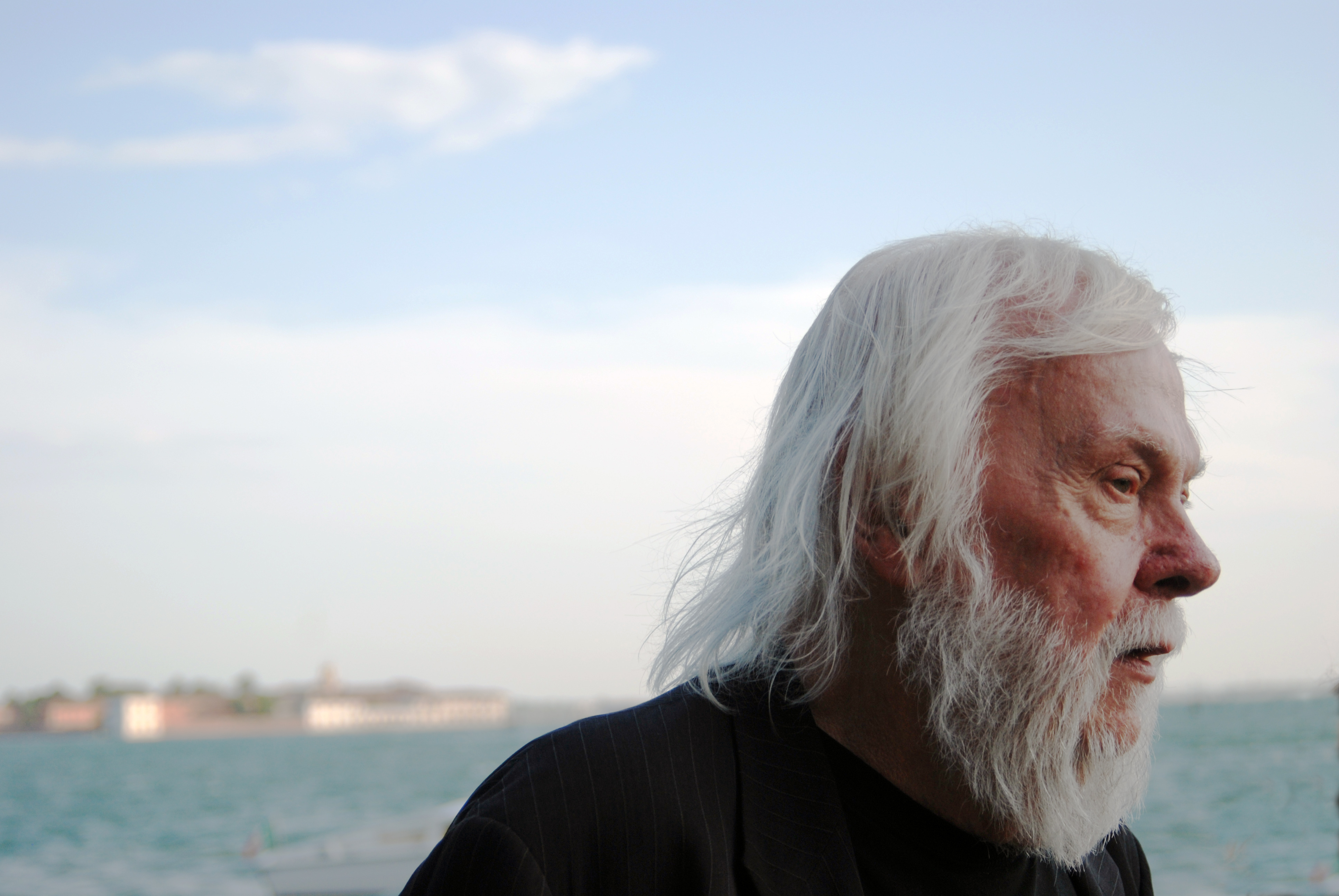
Джон Балдессари

- Балдессари, Джон (88) — американский концептуальный художник[481].
- Владыкина, Галина Михайловна (69) — советская и российская актриса, артистка Удмуртского государственного театра драмы, заслуженная артистка УАССР (1981), народная артистка УР (1994)[482].
- Дембри, Мохамед Салах (81) — алжирский государственный деятель, министр иностранных дел Алжира (1993—1996)[483].
- Зайдельман, Феликс Рувимович (90) — советский и российский почвовед, доктор сельскохозяйственных наук (1967), заслуженный профессор МГУ (1994), заслуженный деятель науки Российской Федерации (1999)[484] Архивная копия от 7 февраля 2020 на Wayback Machine.
- Макьюэн, Брюс (81) — американский нейроэндокринолог, действительный член Национальной академии наук США (1997)[485].
- Миякэ, Якико (54) — японский политический деятель, член Палаты представителей Японии (2009—2012); самоубийство[486].
- Монченко, Роман Витальевич (55) — российский гребец академического стиля, бронзовый призёр летних Олимпийских игр в Атланте (1996), заслуженный мастер спорта[487].
- Ороско, Луис Фернандо (76) — колумбийский актёр[488].
- Польх, Богуслав (78) — польский художник[489].
- Рапно, Элизабет (79—80) — французский режиссёр и сценаристка[490].
- Утяшев, Равиль Ибатуллович (86) — советский боксёр и российский тренер, мастер спорта СССР, призёр чемпионатов СССР[491].
- Фиц, Вероника (83) — немецкая актриса[492].
- Чандлер, Лоррейн (73) — американская певица и композитор[493].
- Шпигель, Эдвард (88) — американский астрофизик, автор термина блазар[494].
- Шэнь Имин (62) — тайваньский военный деятель, командующий Военно-воздушными силами Тайваня, генерал; авиакатастрофа[495].
- Юденич, Геннадий Иванович (83) — советский и российский театральный режиссёр[496].

## 1 января

Дон Ларсен

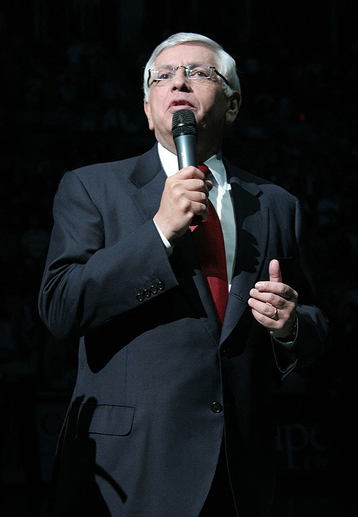
Дэвид Стерн

- Ацель, Янош (95) — венгерский и канадский математик[497].
- Бенсон, Джоан (94) — американская пианистка[498].
- Благонравов, Александр Александрович (86) — советский конструктор бронетехники, доктор технических наук (1971), профессор (1976), заслуженный деятель науки и техники Российской Федерации (1996), генерал-майор инженерно-технической службы (1982), сын А. И. Благонравова[499].
- Бунди, Мартин (87) — швейцарский государственный деятель, президент Национального совета Швейцарии (1985—1986)[500].
- Гребб, Марти (74) — американский клавишник, саксофонист и гитарист[501].
- Де Леон, Карлос (60) — пуэрто-риканский боксёр-профессионал, чемпион мира по боксу в первом тяжёлом весе по версии WBC (1980—1982, 1983—1985, 1986—1988, 1989—1990)[502].
- Ларсен, Дон (90) — американский бейсболист[503].
- Левин, Бенгт (61) — шведский спортсмен по спортивному ориентированию, бронзовый и серебряный призёр чемпионатов мира (1981, 1983)[504].
- Линдер, Отто (90) — немецкий архитектор[505].
- Ло Суй Ин (96) — малайзийский государственный деятель, премьер-министр Сабаха (1965—1967)[506].
- Люкен, Дирк (87) — немецкий композитор, органист и писатель[507].
- Манджиев, Михаил Бадма-Гаряевич (72) — советский и российский сотрудник госбезопасности, генерал-майор[508].
- Маначинский, Александр Фёдорович (61) — советский и украинский пловец и тренер[509].
- Миханович, Дамир (59) — хорватский актёр и музыкант[510].
- Паттикава, Крис (79) — индонезийский кинорежиссёр и кинопродюсер[511].
- Скотт, Дик (96) — новозеландский историк[512].
- Стерн, Дэвид (77) — американский баскетбольный функционер, комиссар Национальной баскетбольной ассоциации (НБА) (1984—2014)[513].
- Фрейтер, Александр (82) — британский писатель и журналист[514].
- Хайман, Уолтер (93) — британский математик, член Лондонского королевского общества (1956), лауреат Медали де Моргана (1995)[515].
- Хэнкок, Томми (90) — американский музыкант[516].
- Цзяо Жоюй (104) — китайский государственный деятель и дипломат, мэр Пекина (1981—1983)[517].
- Шарапов, Владимир Иванович (72) — российский учёный, доктор технических наук (1994), профессор кафедры «Теплогазоснабжение и вентиляция» УлГТУ[518].
- Шеперс, Генрих (94) — немецкий философ[519].
- Lexii Alijai (21) — американская хип-хоп-исполнительница[520].
- Шрёдер, Яап (94) — нидерландский скрипач и дирижёр[521].
- Ын Жуйбин (71) — сингапурский предприниматель и военный деятель, генерал-лейтенант, командующий Вооружёнными силами Сингапура (1992—1995)[522].